# Joko & Klaas gegen ProSieben

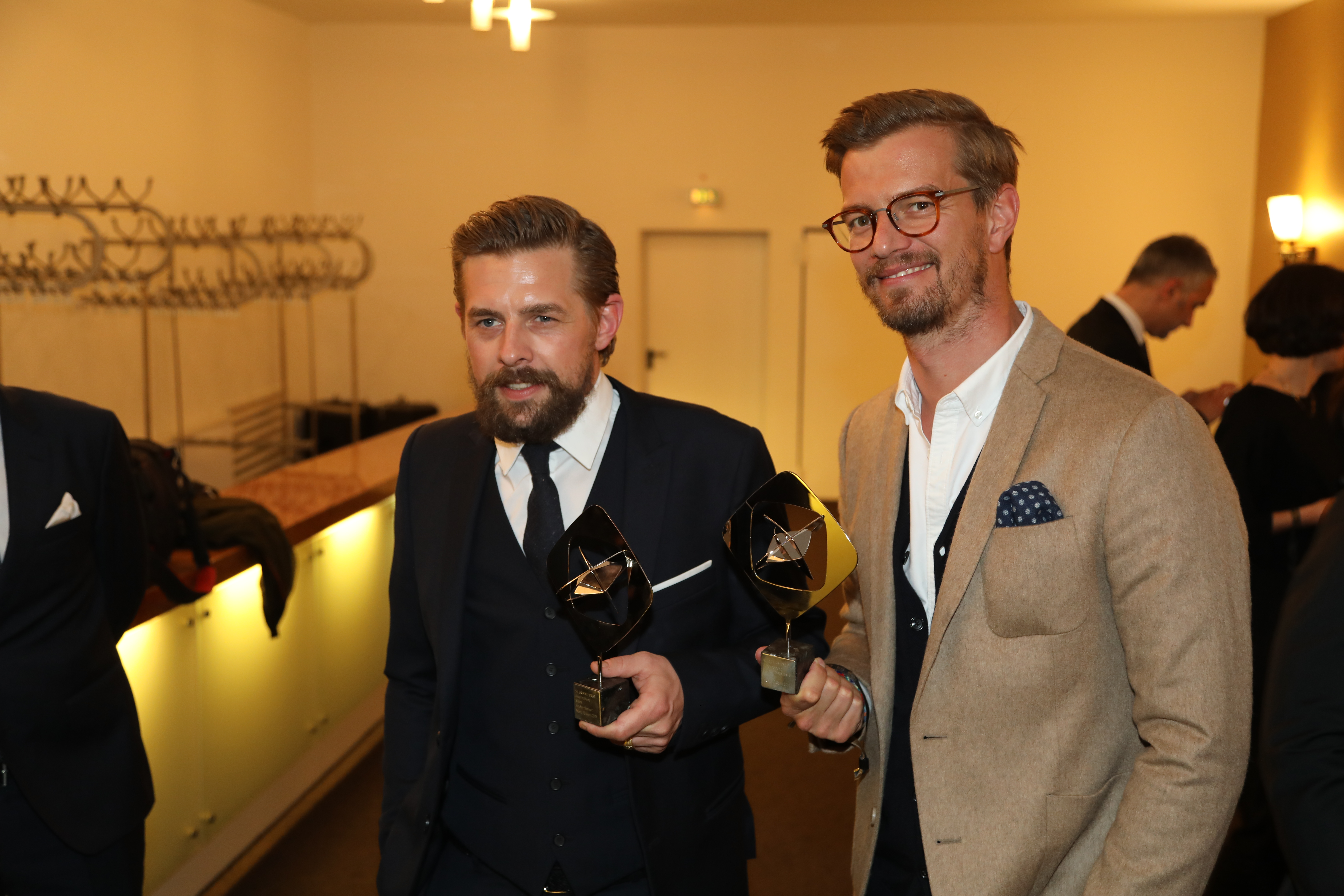
Joko Winterscheidt (r.) und Klaas Heufer-Umlauf (l.), 2018

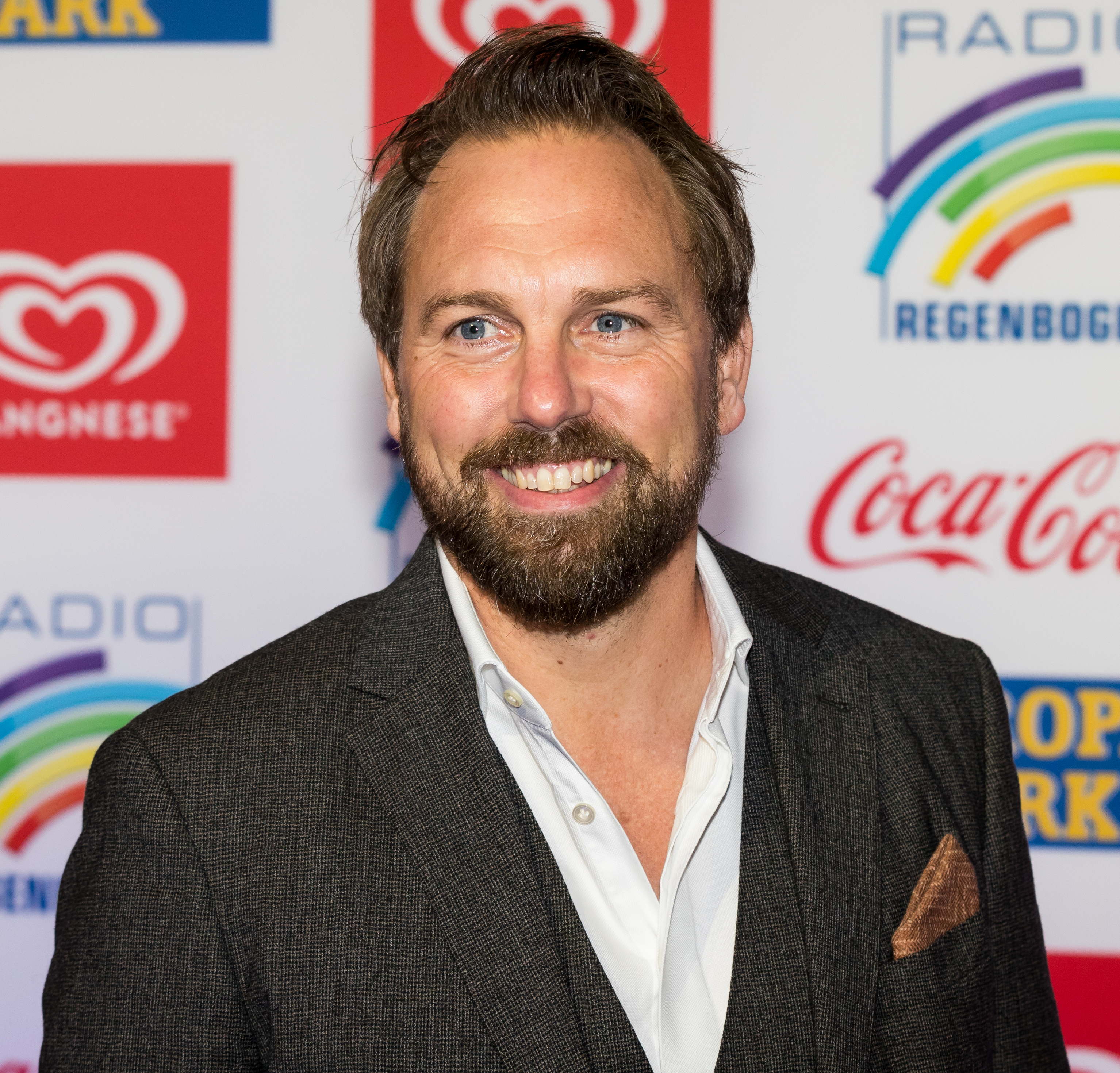
Moderator Steven Gätjen, 2018

Joko & Klaas gegen ProSieben (kurz JKvsP7) ist eine deutsche Spielshow, die seit dem 28. Mai 2019 auf dem Privatsender ProSieben ausgestrahlt wird. Bei der Sendung handelt es sich um einen Wettstreit zwischen Joko Winterscheidt und Klaas Heufer-Umlauf (Joko und Klaas) und dem Fernsehsender ProSieben. Gespielt wird um 15 Minuten Live-Sendezeit in der Prime-Time am Tag nach der Ausstrahlung. Im Falle eines Sieges von Joko & Klaas wird dann die Sendung Joko & Klaas LIVE (kurz JKlive) ausgestrahlt. Moderiert wird die Sendung von Steven Gätjen. Sendezeit der Show ist, wenn im Programm, mittwochs um 20:15 Uhr. Bis 2024 lief die Sendung noch dienstags. 
Die Ausstrahlung der siebten Staffel endete am 10. Dezember 2024.
Zum 50. Jubiläum der Show wurde der Sendungsablauf etwas variiert: Joko und Klaas konnten statt der 15 Minuten Sendezeit einen ganzen Tag (24 Stunden) Sendezeit gewinnen. Die beiden Entertainer entschieden das Spielduell für sich und bestimmten am 21. April 2024 das Programm des Senders ProSieben. Ihr Programm für den Sonntag wurde zwei Tage zuvor auf einem handschriftlichen Zettel veröffentlicht.

## Spielkonzept
Die Spiele ähneln den Studiospielen vom Duell um die Welt, wobei Joko und Klaas als Team entweder gegen Gegner antreten oder eine von ProSieben gestellte Aufgabe bestehen müssen. Als Gegner fungiert am häufigsten ein Prominenten-Duo, es kann sich auch um ein bis mehrere prominente oder nichtprominente Gegenspieler handeln. Insgesamt finden pro Show sechs Spiele und ein Finale statt. Eine Aufgabe wird den beiden bereits vor der Sendung gestellt und als MAZ in die Show integriert.
Je mehr Spiele Joko & Klaas vor dem Finale gewinnen, desto größer ist ihr Vorteil für die alles entscheidende Aufgabe. Gewinnen die beiden das Finalspiel, haben sie am Tag nach der Ausstrahlung ab 20:15 Uhr 15 Minuten Live-Sendezeit (Joko & Klaas LIVE), in der sie machen können, was sie wollen. Bei den bisher ausgestrahlten Ausgaben von Joko & Klaas LIVE handelte sich um Blödeleien und/oder gesellschaftskritisch-politische Inhalte. Diese werden einmalig gesendet und online nicht offiziell bereitgestellt. 1 Siegt allerdings ihr Arbeitgeber, müssen sich Joko & Klaas einer von ProSieben gestellten Strafe unterziehen.

## Ausstrahlungen

### Staffel 1
Staffel 1 bestand aus 4 Folgen, in denen Joko & Klaas zweimal gewannen und zweimal unterlagen. Infolgedessen gewannen die beiden zweimal 15 Minuten Sendezeit und zweimal mussten sie Aufgaben im Programm des Senders übernehmen.
| Ausgabe | Datum (2019) | Spiele | Spiele                               | Spiele                           | Spiele                                                       | Sieger       | Gewinn | Strafe                                                                          |
| Ausgabe | Datum (2019) | Nr.    | Name                                 | Ansager                          | Gegner                                                       | Sieger       | Gewinn | Strafe                                                                          |
| ------- | ------------ | ------ | ------------------------------------ | -------------------------------- | ------------------------------------------------------------ | ------------ | --- | ------------------------------------------------------------------------------- |
| 1       | 28. Mai      | 1      | Die 90-Grad Darts WM                 | Christian Düren                  | Martin Schindler                                             | Joko & Klaas | Joko & Klaas LIVE: Drei Menschen, die viel zu sagen haben: Anstatt die 15 Minuten Live-Sendezeit für eigennützige Exzesse oder andere Ideen entsprechend dem Joko & Klaas-Humor zu nutzen, geben die beiden Entertainer das Rampenlicht an „ein paar Leute, die mehr zu sagen haben“ ab. Geladen waren drei Gäste, die ihre Geschichte erzählten. Nach einer kurzen Anmoderation seitens Joko & Klaas berichtete Pia Klemp von ihren Erfahrungen als Kapitänin auf dem beschlagnahmten Rettungsschiff „Iuventa“. Daraufhin sprach Berliner Obdachlosenhelfer Dieter Puhl über seine Bahnhofsmission am Zoo. Abschließend erzählte Aktivistin Birgit Lohmeyer von ihren Erfahrungen mit rechtsradikalen Nachbarn und der Veranstaltung „Jamel rockt den Förster“ als demokratischem Gegenwind. Ausstrahlung am 29. Mai 2019 um 20:15 Uhr | Strafandrohung: ProSieben-Sieben als Tattoo                                     |
| 1       | 28. Mai      | 2      | Sir Zappalott                        | Lena Meyer-Landrut               |                                                              | Joko & Klaas | Joko & Klaas LIVE: Drei Menschen, die viel zu sagen haben: Anstatt die 15 Minuten Live-Sendezeit für eigennützige Exzesse oder andere Ideen entsprechend dem Joko & Klaas-Humor zu nutzen, geben die beiden Entertainer das Rampenlicht an „ein paar Leute, die mehr zu sagen haben“ ab. Geladen waren drei Gäste, die ihre Geschichte erzählten. Nach einer kurzen Anmoderation seitens Joko & Klaas berichtete Pia Klemp von ihren Erfahrungen als Kapitänin auf dem beschlagnahmten Rettungsschiff „Iuventa“. Daraufhin sprach Berliner Obdachlosenhelfer Dieter Puhl über seine Bahnhofsmission am Zoo. Abschließend erzählte Aktivistin Birgit Lohmeyer von ihren Erfahrungen mit rechtsradikalen Nachbarn und der Veranstaltung „Jamel rockt den Förster“ als demokratischem Gegenwind. Ausstrahlung am 29. Mai 2019 um 20:15 Uhr | Strafandrohung: ProSieben-Sieben als Tattoo                                     |
| 1       | 28. Mai      | 3      | Der Funkturm                         | „Herr ProSieben“                 |                                                              | Joko & Klaas | Joko & Klaas LIVE: Drei Menschen, die viel zu sagen haben: Anstatt die 15 Minuten Live-Sendezeit für eigennützige Exzesse oder andere Ideen entsprechend dem Joko & Klaas-Humor zu nutzen, geben die beiden Entertainer das Rampenlicht an „ein paar Leute, die mehr zu sagen haben“ ab. Geladen waren drei Gäste, die ihre Geschichte erzählten. Nach einer kurzen Anmoderation seitens Joko & Klaas berichtete Pia Klemp von ihren Erfahrungen als Kapitänin auf dem beschlagnahmten Rettungsschiff „Iuventa“. Daraufhin sprach Berliner Obdachlosenhelfer Dieter Puhl über seine Bahnhofsmission am Zoo. Abschließend erzählte Aktivistin Birgit Lohmeyer von ihren Erfahrungen mit rechtsradikalen Nachbarn und der Veranstaltung „Jamel rockt den Förster“ als demokratischem Gegenwind. Ausstrahlung am 29. Mai 2019 um 20:15 Uhr | Strafandrohung: ProSieben-Sieben als Tattoo                                     |
| 1       | 28. Mai      | 4      | Weitwurf Bluff                       | Yvonne Catterfeld                | Mario Basler und Joey Kelly                                  | Joko & Klaas | Joko & Klaas LIVE: Drei Menschen, die viel zu sagen haben: Anstatt die 15 Minuten Live-Sendezeit für eigennützige Exzesse oder andere Ideen entsprechend dem Joko & Klaas-Humor zu nutzen, geben die beiden Entertainer das Rampenlicht an „ein paar Leute, die mehr zu sagen haben“ ab. Geladen waren drei Gäste, die ihre Geschichte erzählten. Nach einer kurzen Anmoderation seitens Joko & Klaas berichtete Pia Klemp von ihren Erfahrungen als Kapitänin auf dem beschlagnahmten Rettungsschiff „Iuventa“. Daraufhin sprach Berliner Obdachlosenhelfer Dieter Puhl über seine Bahnhofsmission am Zoo. Abschließend erzählte Aktivistin Birgit Lohmeyer von ihren Erfahrungen mit rechtsradikalen Nachbarn und der Veranstaltung „Jamel rockt den Förster“ als demokratischem Gegenwind. Ausstrahlung am 29. Mai 2019 um 20:15 Uhr | Strafandrohung: ProSieben-Sieben als Tattoo                                     |
| 1       | 28. Mai      | 5      | Der menschliche Lappen               | Tedros „Teddy“ Teclebrhan        |                                                              | Joko & Klaas | Joko & Klaas LIVE: Drei Menschen, die viel zu sagen haben: Anstatt die 15 Minuten Live-Sendezeit für eigennützige Exzesse oder andere Ideen entsprechend dem Joko & Klaas-Humor zu nutzen, geben die beiden Entertainer das Rampenlicht an „ein paar Leute, die mehr zu sagen haben“ ab. Geladen waren drei Gäste, die ihre Geschichte erzählten. Nach einer kurzen Anmoderation seitens Joko & Klaas berichtete Pia Klemp von ihren Erfahrungen als Kapitänin auf dem beschlagnahmten Rettungsschiff „Iuventa“. Daraufhin sprach Berliner Obdachlosenhelfer Dieter Puhl über seine Bahnhofsmission am Zoo. Abschließend erzählte Aktivistin Birgit Lohmeyer von ihren Erfahrungen mit rechtsradikalen Nachbarn und der Veranstaltung „Jamel rockt den Förster“ als demokratischem Gegenwind. Ausstrahlung am 29. Mai 2019 um 20:15 Uhr | Strafandrohung: ProSieben-Sieben als Tattoo                                     |
| 1       | 28. Mai      | 6      | Das Germany’s Next Topmodel Quiz     |                                  | Viviane Geppert und Thomas Hayo                              | Joko & Klaas | Joko & Klaas LIVE: Drei Menschen, die viel zu sagen haben: Anstatt die 15 Minuten Live-Sendezeit für eigennützige Exzesse oder andere Ideen entsprechend dem Joko & Klaas-Humor zu nutzen, geben die beiden Entertainer das Rampenlicht an „ein paar Leute, die mehr zu sagen haben“ ab. Geladen waren drei Gäste, die ihre Geschichte erzählten. Nach einer kurzen Anmoderation seitens Joko & Klaas berichtete Pia Klemp von ihren Erfahrungen als Kapitänin auf dem beschlagnahmten Rettungsschiff „Iuventa“. Daraufhin sprach Berliner Obdachlosenhelfer Dieter Puhl über seine Bahnhofsmission am Zoo. Abschließend erzählte Aktivistin Birgit Lohmeyer von ihren Erfahrungen mit rechtsradikalen Nachbarn und der Veranstaltung „Jamel rockt den Förster“ als demokratischem Gegenwind. Ausstrahlung am 29. Mai 2019 um 20:15 Uhr | Strafandrohung: ProSieben-Sieben als Tattoo                                     |
| 1       | 28. Mai      | 7      | Finale: Der größte Arzt der Welt     |                                  |                                                              | Joko & Klaas | Joko & Klaas LIVE: Drei Menschen, die viel zu sagen haben: Anstatt die 15 Minuten Live-Sendezeit für eigennützige Exzesse oder andere Ideen entsprechend dem Joko & Klaas-Humor zu nutzen, geben die beiden Entertainer das Rampenlicht an „ein paar Leute, die mehr zu sagen haben“ ab. Geladen waren drei Gäste, die ihre Geschichte erzählten. Nach einer kurzen Anmoderation seitens Joko & Klaas berichtete Pia Klemp von ihren Erfahrungen als Kapitänin auf dem beschlagnahmten Rettungsschiff „Iuventa“. Daraufhin sprach Berliner Obdachlosenhelfer Dieter Puhl über seine Bahnhofsmission am Zoo. Abschließend erzählte Aktivistin Birgit Lohmeyer von ihren Erfahrungen mit rechtsradikalen Nachbarn und der Veranstaltung „Jamel rockt den Förster“ als demokratischem Gegenwind. Ausstrahlung am 29. Mai 2019 um 20:15 Uhr | Strafandrohung: ProSieben-Sieben als Tattoo                                     |
| 2       | 4. Juni      | 1      | Aushalten – Das Spiel                | Palina Rojinski                  |                                                              | ProSieben    | | Moderation von taff am 17. Juni 2019                                            |
| 2       | 4. Juni      | 2      | Mr. Bean-Rennauto vs. 10 km/h-Oma    | „Herr ProSieben“                 |                                                              | ProSieben    | | Moderation von taff am 17. Juni 2019                                            |
| 2       | 4. Juni      | 3      | 2 Schuss, 1 Tor                      | Thorsten Legat                   | Kevin Kuranyi und David Odonkor                              | ProSieben    | | Moderation von taff am 17. Juni 2019                                            |
| 2       | 4. Juni      | 4      | Stickflip                            | Elton                            | Schlag-den-Raab-27-Gewinner Deaon Maxwell                    | ProSieben    | | Moderation von taff am 17. Juni 2019                                            |
| 2       | 4. Juni      | 5      | Überschlag den Star                  | Jochen Schweizer                 |                                                              | ProSieben    | | Moderation von taff am 17. Juni 2019                                            |
| 2       | 4. Juni      | 6      | Plötzlich taub (aus Win Your Song)   | Mark Forster                     | Sarah Connor und Alexander Klaws                             | ProSieben    | | Moderation von taff am 17. Juni 2019                                            |
| 2       | 4. Juni      | 7      | Finale: Abhängen                     |                                  |                                                              | ProSieben    | | Moderation von taff am 17. Juni 2019                                            |
| 3       | 18. Juni     | 1      | Dumm und Trümmer                     | Janin Ullmann                    | Lena Gercke und Thore Schölermann                            | Joko & Klaas | Joko & Klaas LIVE: Verschenken von jeweils 10.000 Euro in den Städten Berlin, Hamburg, München und Köln Ausstrahlung am 19. Juni 2019 um 20:15 Uhr | Strafandrohung: Rote ProSieben-Sieben in die Frisur rasieren                    |
| 3       | 18. Juni     | 2      | Bobbahn rückwärts hochlaufen         | „Herr ProSieben“                 |                                                              | Joko & Klaas | Joko & Klaas LIVE: Verschenken von jeweils 10.000 Euro in den Städten Berlin, Hamburg, München und Köln Ausstrahlung am 19. Juni 2019 um 20:15 Uhr | Strafandrohung: Rote ProSieben-Sieben in die Frisur rasieren                    |
| 3       | 18. Juni     | 3      | „Ich hab’ Rücken“                    | Sabine (Reinigungskraft)         |                                                              | Joko & Klaas | Joko & Klaas LIVE: Verschenken von jeweils 10.000 Euro in den Städten Berlin, Hamburg, München und Köln Ausstrahlung am 19. Juni 2019 um 20:15 Uhr | Strafandrohung: Rote ProSieben-Sieben in die Frisur rasieren                    |
| 3       | 18. Juni     | 4      | Fun With Flags                       |                                  | Wigald Boning und Hugo Egon Balder                           | Joko & Klaas | Joko & Klaas LIVE: Verschenken von jeweils 10.000 Euro in den Städten Berlin, Hamburg, München und Köln Ausstrahlung am 19. Juni 2019 um 20:15 Uhr | Strafandrohung: Rote ProSieben-Sieben in die Frisur rasieren                    |
| 3       | 18. Juni     | 5      | Das Große ProSieben Schwammspektakel | Funda Vanroy                     |                                                              | Joko & Klaas | Joko & Klaas LIVE: Verschenken von jeweils 10.000 Euro in den Städten Berlin, Hamburg, München und Köln Ausstrahlung am 19. Juni 2019 um 20:15 Uhr | Strafandrohung: Rote ProSieben-Sieben in die Frisur rasieren                    |
| 3       | 18. Juni     | 6      | Sneaky Ninja                         |                                  | Palina Rojinski und Simon Gosejohann                         | Joko & Klaas | Joko & Klaas LIVE: Verschenken von jeweils 10.000 Euro in den Städten Berlin, Hamburg, München und Köln Ausstrahlung am 19. Juni 2019 um 20:15 Uhr | Strafandrohung: Rote ProSieben-Sieben in die Frisur rasieren                    |
| 3       | 18. Juni     | 7      | Finale: Mauern                       |                                  |                                                              | Joko & Klaas | Joko & Klaas LIVE: Verschenken von jeweils 10.000 Euro in den Städten Berlin, Hamburg, München und Köln Ausstrahlung am 19. Juni 2019 um 20:15 Uhr | Strafandrohung: Rote ProSieben-Sieben in die Frisur rasieren                    |
| 4       | 25. Juni     | 1      | Komm mal runter                      | Fahri Yardım und Christian Ulmen | Christian Düren und Stefan Gödde                             | ProSieben    | | Programmansager auf ProSieben am Folgetag (von 5:35 – 23:30 Uhr, 26. Juni 2019) |
| 4       | 25. Juni     | 2      | Stay the Fuck in my House            | Thore Schölermann                | Patrick Esume, Jared Hasselhoff und Spieler der Erding Bulls | ProSieben    | | Programmansager auf ProSieben am Folgetag (von 5:35 – 23:30 Uhr, 26. Juni 2019) |
| 4       | 25. Juni     | 3      | Fußball gegen 33 Kids                | Jakob Lundt                      | 33 Kinder                                                    | ProSieben    | | Programmansager auf ProSieben am Folgetag (von 5:35 – 23:30 Uhr, 26. Juni 2019) |
| 4       | 25. Juni     | 4      | Abrollen                             | Annemarie Carpendale             | Jan und Bengt (Zuschauer 2)                                  | ProSieben    | | Programmansager auf ProSieben am Folgetag (von 5:35 – 23:30 Uhr, 26. Juni 2019) |
| 4       | 25. Juni     | 5      | Das Josephus-Problem                 | Aiman Abdallah                   |                                                              | ProSieben    | | Programmansager auf ProSieben am Folgetag (von 5:35 – 23:30 Uhr, 26. Juni 2019) |
| 4       | 25. Juni     | 6      | Montagsläufer                        |                                  | Janin Ullmann und Jochen Schropp                             | ProSieben    | | Programmansager auf ProSieben am Folgetag (von 5:35 – 23:30 Uhr, 26. Juni 2019) |
| 4       | 25. Juni     | 7      | Finale: Bauchstapler                 |                                  |                                                              | ProSieben    | | Programmansager auf ProSieben am Folgetag (von 5:35 – 23:30 Uhr, 26. Juni 2019) |

### Staffel 2
Eine zweite Staffel der Show wurde für Herbst 2019 angekündigt und startete am 8. Oktober 2019.
| Ausgabe | Datum (2019) | Spiele | Spiele                                     | Spiele                             | Spiele                                        | Sieger       | Gewinn | Strafe |
| Ausgabe | Datum (2019) | Nr.    | Name                                       | Ansager                            | Gegner                                        | Sieger       | Gewinn | Strafe |
| ------- | ------------ | ------ | ------------------------------------------ | ---------------------------------- | --------------------------------------------- | ------------ | --- | --- |
| 5       | 8. Okt.      | 1      | Leichtwurf                                 | Michael Patrick Kelly              | Sido und Tedros „Teddy“ Teclebrhan            | Joko & Klaas | Joko & Klaas LIVE: Aufgrund des Anschlags in Halle (Saale) verzichteten Joko & Klaas auf die 15-minütige Live-Sendezeit am 9. Oktober.                                                                                     | Strafandrohung: einen Galileo-Beitrag drehen und als Test-Reporter unterstützen, geplante Ausstrahlung: 10. Oktober.                                                      |
| 5       | 8. Okt.      | 2      | Wie schnell war das eigentlich?            | Max Giesinger                      |                                               | Joko & Klaas | Joko & Klaas LIVE: Aufgrund des Anschlags in Halle (Saale) verzichteten Joko & Klaas auf die 15-minütige Live-Sendezeit am 9. Oktober.                                                                                     | Strafandrohung: einen Galileo-Beitrag drehen und als Test-Reporter unterstützen, geplante Ausstrahlung: 10. Oktober.                                                      |
| 5       | 8. Okt.      | 3      | Wasserski                                  | „Herr ProSieben“                   |                                               | Joko & Klaas | Joko & Klaas LIVE: Aufgrund des Anschlags in Halle (Saale) verzichteten Joko & Klaas auf die 15-minütige Live-Sendezeit am 9. Oktober.                                                                                     | Strafandrohung: einen Galileo-Beitrag drehen und als Test-Reporter unterstützen, geplante Ausstrahlung: 10. Oktober.                                                      |
| 5       | 8. Okt.      | 4      | The Masked Trunkenbold                     | Collien Ulmen-Fernandes            |                                               | Joko & Klaas | Joko & Klaas LIVE: Aufgrund des Anschlags in Halle (Saale) verzichteten Joko & Klaas auf die 15-minütige Live-Sendezeit am 9. Oktober.                                                                                     | Strafandrohung: einen Galileo-Beitrag drehen und als Test-Reporter unterstützen, geplante Ausstrahlung: 10. Oktober.                                                      |
| 5       | 8. Okt.      | 5      | Tour de Farce                              | Matthias Opdenhövel                |                                               | Joko & Klaas | Joko & Klaas LIVE: Aufgrund des Anschlags in Halle (Saale) verzichteten Joko & Klaas auf die 15-minütige Live-Sendezeit am 9. Oktober.                                                                                     | Strafandrohung: einen Galileo-Beitrag drehen und als Test-Reporter unterstützen, geplante Ausstrahlung: 10. Oktober.                                                      |
| 5       | 8. Okt.      | 6      | Das Jerks Quiz                             | Fahri Yardım                       | Christian Ulmen und Pheline Roggan            | Joko & Klaas | Joko & Klaas LIVE: Aufgrund des Anschlags in Halle (Saale) verzichteten Joko & Klaas auf die 15-minütige Live-Sendezeit am 9. Oktober.                                                                                     | Strafandrohung: einen Galileo-Beitrag drehen und als Test-Reporter unterstützen, geplante Ausstrahlung: 10. Oktober.                                                      |
| 5       | 8. Okt.      | 7      | Finale: Die Reifenprüfung                  |                                    |                                               | Joko & Klaas | Joko & Klaas LIVE: Aufgrund des Anschlags in Halle (Saale) verzichteten Joko & Klaas auf die 15-minütige Live-Sendezeit am 9. Oktober.                                                                                     | Strafandrohung: einen Galileo-Beitrag drehen und als Test-Reporter unterstützen, geplante Ausstrahlung: 10. Oktober.                                                      |
| 6       | 15. Okt.     | 1      | Der Spin des Jahres                        | Pheline Roggan und Christian Ulmen | Rebecca Mir und Christian Düren               | ProSieben    | | Neue Hymne für ProSieben komponieren und einsingen. Das Video wurde am 18. Oktober wegen Zeitknappheit unvollständig und am 21. Oktober vollständig bei taff vorgestellt. |
| 6       | 15. Okt.     | 2      | Werbung                                    | Lena Gercke                        | Collien Ulmen-Fernandes und Adel Tawil        | ProSieben    | | Neue Hymne für ProSieben komponieren und einsingen. Das Video wurde am 18. Oktober wegen Zeitknappheit unvollständig und am 21. Oktober vollständig bei taff vorgestellt. |
| 6       | 15. Okt.     | 3      | Bringt eure Schäfchen ins Trockene         | „Herr ProSieben“                   |                                               | ProSieben    | | Neue Hymne für ProSieben komponieren und einsingen. Das Video wurde am 18. Oktober wegen Zeitknappheit unvollständig und am 21. Oktober vollständig bei taff vorgestellt. |
| 6       | 15. Okt.     | 4      | Platzieren oder verlieren                  | Stefan Gödde                       |                                               | ProSieben    | | Neue Hymne für ProSieben komponieren und einsingen. Das Video wurde am 18. Oktober wegen Zeitknappheit unvollständig und am 21. Oktober vollständig bei taff vorgestellt. |
| 6       | 15. Okt.     | 5      | Renn besoffen zur Million …wenn du kannst! | Daniel Aminati                     | Mario Basler                                  | ProSieben    | | Neue Hymne für ProSieben komponieren und einsingen. Das Video wurde am 18. Oktober wegen Zeitknappheit unvollständig und am 21. Oktober vollständig bei taff vorgestellt. |
| 6       | 15. Okt.     | 6      | Re-Boxing                                  | Riccardo Simonetti                 | Dagi Bee und Kelly Missesvlog                 | ProSieben    | | Neue Hymne für ProSieben komponieren und einsingen. Das Video wurde am 18. Oktober wegen Zeitknappheit unvollständig und am 21. Oktober vollständig bei taff vorgestellt. |
| 6       | 15. Okt.     | 7      | Finale: Catch me if you can                |                                    |                                               | ProSieben    | | Neue Hymne für ProSieben komponieren und einsingen. Das Video wurde am 18. Oktober wegen Zeitknappheit unvollständig und am 21. Oktober vollständig bei taff vorgestellt. |
| 7       | 22. Okt.     | 1      | Aushalten – Das Spiel                      | Palina Rojinski                    |                                               | ProSieben    | | Bei der neuen ProSieben-Show Die Liveshow bei dir zuhause mitwirken. |
| 7       | 22. Okt.     | 2      | Airtime                                    | Charlotte Roche                    | Matthias Opdenhövel und Michael Patrick Kelly | ProSieben    | | Bei der neuen ProSieben-Show Die Liveshow bei dir zuhause mitwirken. |
| 7       | 22. Okt.     | 3      | 3                                          | „Herr BärSieben“                   |                                               | ProSieben    | | Bei der neuen ProSieben-Show Die Liveshow bei dir zuhause mitwirken. |
| 7       | 22. Okt.     | 4      | Get the Fuck out of my House 4             | Thore Schölermann                  | Jared Hasselhoff                              | ProSieben    | | Bei der neuen ProSieben-Show Die Liveshow bei dir zuhause mitwirken. |
| 7       | 22. Okt.     | 5      | Quotensturz                                | Jeannine Michaelsen                |                                               | ProSieben    | | Bei der neuen ProSieben-Show Die Liveshow bei dir zuhause mitwirken. |
| 7       | 22. Okt.     | 6      | Galileo Big Pictures                       | Aiman Abdallah                     | Funda Vanroy und Harro Füllgrabe              | ProSieben    | | Bei der neuen ProSieben-Show Die Liveshow bei dir zuhause mitwirken. |
| 7       | 22. Okt.     | 7      | Finale: Bungee Vous                        |                                    |                                               | ProSieben    | | Bei der neuen ProSieben-Show Die Liveshow bei dir zuhause mitwirken. |
| 8       | 29. Okt.     | 1      | Staub Wars                                 | Tedros „Teddy“ Teclebrhan und Sido |                                               | Joko & Klaas | Joko & Klaas LIVE: Teleshopping-Sendung für den Entkräfter, ein kleines Gerät, das zu einigen AfD-Argumenten Gegenargumente abspielt und für 10 Euro erworben werden konnte. Ausstrahlung am 30. Oktober 2019 um 20:15 Uhr | Strafandrohung: In der Folgewoche alle Programmtrailer sprechen. |
| 8       | 29. Okt.     | 2      | Aussitzen                                  | Annemarie Carpendale               | Janin Ullmann und Vanessa Mai                 | Joko & Klaas | Joko & Klaas LIVE: Teleshopping-Sendung für den Entkräfter, ein kleines Gerät, das zu einigen AfD-Argumenten Gegenargumente abspielt und für 10 Euro erworben werden konnte. Ausstrahlung am 30. Oktober 2019 um 20:15 Uhr | Strafandrohung: In der Folgewoche alle Programmtrailer sprechen. |
| 8       | 29. Okt.     | 3      | Die Killerrolltreppe                       | „Herr ProSieben“                   |                                               | Joko & Klaas | Joko & Klaas LIVE: Teleshopping-Sendung für den Entkräfter, ein kleines Gerät, das zu einigen AfD-Argumenten Gegenargumente abspielt und für 10 Euro erworben werden konnte. Ausstrahlung am 30. Oktober 2019 um 20:15 Uhr | Strafandrohung: In der Folgewoche alle Programmtrailer sprechen. |
| 8       | 29. Okt.     | 4      | Erbauchen                                  | Sabine (Reinigungskraft)           |                                               | Joko & Klaas | Joko & Klaas LIVE: Teleshopping-Sendung für den Entkräfter, ein kleines Gerät, das zu einigen AfD-Argumenten Gegenargumente abspielt und für 10 Euro erworben werden konnte. Ausstrahlung am 30. Oktober 2019 um 20:15 Uhr | Strafandrohung: In der Folgewoche alle Programmtrailer sprechen. |
| 8       | 29. Okt.     | 5      | Terminator, Die Hard                       | H. P. Baxxter                      |                                               | Joko & Klaas | Joko & Klaas LIVE: Teleshopping-Sendung für den Entkräfter, ein kleines Gerät, das zu einigen AfD-Argumenten Gegenargumente abspielt und für 10 Euro erworben werden konnte. Ausstrahlung am 30. Oktober 2019 um 20:15 Uhr | Strafandrohung: In der Folgewoche alle Programmtrailer sprechen. |
| 8       | 29. Okt.     | 6      | Sneaky Ninja                               | Toni Dreher-Adenuga                | Lena Gercke und Edin Hasanović                | Joko & Klaas | Joko & Klaas LIVE: Teleshopping-Sendung für den Entkräfter, ein kleines Gerät, das zu einigen AfD-Argumenten Gegenargumente abspielt und für 10 Euro erworben werden konnte. Ausstrahlung am 30. Oktober 2019 um 20:15 Uhr | Strafandrohung: In der Folgewoche alle Programmtrailer sprechen. |
| 8       | 29. Okt.     | 7      | Finale: The Nose of Germany                |                                    |                                               | Joko & Klaas | Joko & Klaas LIVE: Teleshopping-Sendung für den Entkräfter, ein kleines Gerät, das zu einigen AfD-Argumenten Gegenargumente abspielt und für 10 Euro erworben werden konnte. Ausstrahlung am 30. Oktober 2019 um 20:15 Uhr | Strafandrohung: In der Folgewoche alle Programmtrailer sprechen. |

### Staffel 3
Die dritte Staffel umfasste zehn Folgen, die in zwei Blöcken aufgezeichnet und ausgestrahlt wurden. Die ersten fünf Folgen wurden von 5. Mai bis 2. Juni 2020 gesendet, die Folgen 12 und 13 wurden dabei aufgrund der COVID-19-Pandemie ohne Studiopublikum aufgezeichnet. Die Shows der zweiten Hälfte der Staffel wurden zwischen dem 18. und 27. August 2020 in München aufgezeichnet und von 8. September bis 6. Oktober 2020 ausgestrahlt. Aufgrund der COVID-19-Pandemie wurde das Studiopublikum im zweiten Teil der Staffel von 750 auf 90 Zuschauer reduziert.
| Ausgabe | Datum (2020)  | Spiele | Spiele                                                 | Spiele                    | Spiele                                    | Sieger       | Gewinn | Strafe |
| Ausgabe | Datum (2020)  | Nr.    | Name                                                   | Ansager                   | Gegner                                    | Sieger       | Gewinn | Strafe |
| ------- | ------------- | ------ | ------------------------------------------------------ | ------------------------- | ----------------------------------------- | ------------ | --- | --- |
| 9       | 5. Mai        | 1      | The Muted Singer                                       | Wincent Weiss             | Vanessa Mai und Ben Dolic                 | Joko & Klaas | Joko & Klaas LIVE: Es wurde ein Fernseher gezeigt, auf dem das zeitgleich ausgestrahlte RTL Spezial zu den Corona-Lockerungen lief. Joko und Klaas kommentierten das Geschehen und nannten das Ergebnis das ProSieben-RTL-Spezial. Ausstrahlung am 6. Mai 2020 um 20:15 Uhr                                                                                        | Strafandrohung: Drehen eines Beitrages für das Magazin red.: Ein Tag im Leben des jeweils anderen. |
| 9       | 5. Mai        | 2      | Landet ein Flugzeug auf Malle                          | „Herr ProSieben“          |                                           | Joko & Klaas | Joko & Klaas LIVE: Es wurde ein Fernseher gezeigt, auf dem das zeitgleich ausgestrahlte RTL Spezial zu den Corona-Lockerungen lief. Joko und Klaas kommentierten das Geschehen und nannten das Ergebnis das ProSieben-RTL-Spezial. Ausstrahlung am 6. Mai 2020 um 20:15 Uhr                                                                                        | Strafandrohung: Drehen eines Beitrages für das Magazin red.: Ein Tag im Leben des jeweils anderen. |
| 9       | 5. Mai        | 3      | Herr Leisefreund aus Stillmannsdorf                    | Janin Ullmann             |                                           | Joko & Klaas | Joko & Klaas LIVE: Es wurde ein Fernseher gezeigt, auf dem das zeitgleich ausgestrahlte RTL Spezial zu den Corona-Lockerungen lief. Joko und Klaas kommentierten das Geschehen und nannten das Ergebnis das ProSieben-RTL-Spezial. Ausstrahlung am 6. Mai 2020 um 20:15 Uhr                                                                                        | Strafandrohung: Drehen eines Beitrages für das Magazin red.: Ein Tag im Leben des jeweils anderen. |
| 9       | 5. Mai        | 4      | Joko & Klaas gegen den Weltrekord                      | Elton                     |                                           | Joko & Klaas | Joko & Klaas LIVE: Es wurde ein Fernseher gezeigt, auf dem das zeitgleich ausgestrahlte RTL Spezial zu den Corona-Lockerungen lief. Joko und Klaas kommentierten das Geschehen und nannten das Ergebnis das ProSieben-RTL-Spezial. Ausstrahlung am 6. Mai 2020 um 20:15 Uhr                                                                                        | Strafandrohung: Drehen eines Beitrages für das Magazin red.: Ein Tag im Leben des jeweils anderen. |
| 9       | 5. Mai        | 5      | Auto-Boxen                                             | Axel Schulz               | Paul Janke und Axel Stein                 | Joko & Klaas | Joko & Klaas LIVE: Es wurde ein Fernseher gezeigt, auf dem das zeitgleich ausgestrahlte RTL Spezial zu den Corona-Lockerungen lief. Joko und Klaas kommentierten das Geschehen und nannten das Ergebnis das ProSieben-RTL-Spezial. Ausstrahlung am 6. Mai 2020 um 20:15 Uhr                                                                                        | Strafandrohung: Drehen eines Beitrages für das Magazin red.: Ein Tag im Leben des jeweils anderen. |
| 9       | 5. Mai        | 6      | Im Handumdrehen                                        | Thore Schölermann         | Jan Stecker und Icke Dommisch             | Joko & Klaas | Joko & Klaas LIVE: Es wurde ein Fernseher gezeigt, auf dem das zeitgleich ausgestrahlte RTL Spezial zu den Corona-Lockerungen lief. Joko und Klaas kommentierten das Geschehen und nannten das Ergebnis das ProSieben-RTL-Spezial. Ausstrahlung am 6. Mai 2020 um 20:15 Uhr                                                                                        | Strafandrohung: Drehen eines Beitrages für das Magazin red.: Ein Tag im Leben des jeweils anderen. |
| 9       | 5. Mai        | 7      | Finale: (Das) Finale ohne Erklärung                    |                           |                                           | Joko & Klaas | Joko & Klaas LIVE: Es wurde ein Fernseher gezeigt, auf dem das zeitgleich ausgestrahlte RTL Spezial zu den Corona-Lockerungen lief. Joko und Klaas kommentierten das Geschehen und nannten das Ergebnis das ProSieben-RTL-Spezial. Ausstrahlung am 6. Mai 2020 um 20:15 Uhr                                                                                        | Strafandrohung: Drehen eines Beitrages für das Magazin red.: Ein Tag im Leben des jeweils anderen. |
| 10      | 12. Mai       | 1      | Lost                                                   | „Faultier“                | Jeannine Michaelsen und Simon Gosejohann  | Joko & Klaas | Joko & Klaas LIVE: Sophie Passmann führt durch die Ausstellung Männerwelten zu sexueller Belästigung von Frauen. Ausstrahlung am 13. Mai 2020 um 20:15 Uhr | Strafandrohung: Als ProSieben-Sieben verkleidet von 9 bis ca. 18 Uhr diverse Aktionen vor/in der RTL-Zentrale in Köln machen. |
| 10      | 12. Mai       | 2      | Stunt-Lizenz erwerben                                  | „Herr ProSieben“          |                                           | Joko & Klaas | Joko & Klaas LIVE: Sophie Passmann führt durch die Ausstellung Männerwelten zu sexueller Belästigung von Frauen. Ausstrahlung am 13. Mai 2020 um 20:15 Uhr | Strafandrohung: Als ProSieben-Sieben verkleidet von 9 bis ca. 18 Uhr diverse Aktionen vor/in der RTL-Zentrale in Köln machen. |
| 10      | 12. Mai       | 3      | Was denkst du, was ich denke, dass du denkst, sei ich? | Clueso                    | Sido und Tedros „Teddy“ Teclebrhan        | Joko & Klaas | Joko & Klaas LIVE: Sophie Passmann führt durch die Ausstellung Männerwelten zu sexueller Belästigung von Frauen. Ausstrahlung am 13. Mai 2020 um 20:15 Uhr | Strafandrohung: Als ProSieben-Sieben verkleidet von 9 bis ca. 18 Uhr diverse Aktionen vor/in der RTL-Zentrale in Köln machen. |
| 10      | 12. Mai       | 4      | Zwei Würfe für ein Halleluja                           | Kelly MissesVlog          |                                           | Joko & Klaas | Joko & Klaas LIVE: Sophie Passmann führt durch die Ausstellung Männerwelten zu sexueller Belästigung von Frauen. Ausstrahlung am 13. Mai 2020 um 20:15 Uhr | Strafandrohung: Als ProSieben-Sieben verkleidet von 9 bis ca. 18 Uhr diverse Aktionen vor/in der RTL-Zentrale in Köln machen. |
| 10      | 12. Mai       | 5      | The not so fast and the furious                        | Matthias Opdenhövel       |                                           | Joko & Klaas | Joko & Klaas LIVE: Sophie Passmann führt durch die Ausstellung Männerwelten zu sexueller Belästigung von Frauen. Ausstrahlung am 13. Mai 2020 um 20:15 Uhr | Strafandrohung: Als ProSieben-Sieben verkleidet von 9 bis ca. 18 Uhr diverse Aktionen vor/in der RTL-Zentrale in Köln machen. |
| 10      | 12. Mai       | 6      | Pokerfake                                              | Collien Ulmen-Fernandes   | Olivia Jones und Claire Oelkers           | Joko & Klaas | Joko & Klaas LIVE: Sophie Passmann führt durch die Ausstellung Männerwelten zu sexueller Belästigung von Frauen. Ausstrahlung am 13. Mai 2020 um 20:15 Uhr | Strafandrohung: Als ProSieben-Sieben verkleidet von 9 bis ca. 18 Uhr diverse Aktionen vor/in der RTL-Zentrale in Köln machen. |
| 10      | 12. Mai       | 7      | Finale: Finale …in the box                             |                           |                                           | Joko & Klaas | Joko & Klaas LIVE: Sophie Passmann führt durch die Ausstellung Männerwelten zu sexueller Belästigung von Frauen. Ausstrahlung am 13. Mai 2020 um 20:15 Uhr | Strafandrohung: Als ProSieben-Sieben verkleidet von 9 bis ca. 18 Uhr diverse Aktionen vor/in der RTL-Zentrale in Köln machen. |
| 11      | 19. Mai       | 1      | Augenblick, verweile doch                              | Sido                      | Riccardo Simonetti und Viviane Geppert    | ProSieben    | | Eine Woche lang alle Programmtrailer sprechen. (20.–26. Mai 2020) |
| 11      | 19. Mai       | 2      | Get the fuck out of my brain                           | Annemarie Carpendale      | Timon Krause                              | ProSieben    | | Eine Woche lang alle Programmtrailer sprechen. (20.–26. Mai 2020) |
| 11      | 19. Mai       | 3      | Unerkannt S-Bahn fahren                                | „Herr ProSieben“          |                                           | ProSieben    | | Eine Woche lang alle Programmtrailer sprechen. (20.–26. Mai 2020) |
| 11      | 19. Mai       | 4      | Zollstock Blockbuster                                  | Steven Gätjen             | Katrin Bauerfeind und Max Giermann        | ProSieben    | | Eine Woche lang alle Programmtrailer sprechen. (20.–26. Mai 2020) |
| 11      | 19. Mai       | 5      | Schwing when you‘re winning                            | Olivia Jones              |                                           | ProSieben    | | Eine Woche lang alle Programmtrailer sprechen. (20.–26. Mai 2020) |
| 11      | 19. Mai       | 6      | Der „Big Bang Theory“ Marathon                         | Funda Vanroy              |                                           | ProSieben    | | Eine Woche lang alle Programmtrailer sprechen. (20.–26. Mai 2020) |
| 11      | 19. Mai       | 7      | Finale: Am fließenden Band                             |                           |                                           | ProSieben    | | Eine Woche lang alle Programmtrailer sprechen. (20.–26. Mai 2020) |
| 12      | 26. Mai       | 1      | Aushalten                                              | Palina Rojinski           |                                           | Joko & Klaas | Joko & Klaas LIVE: Bei Wer glaubt denn sowas? – Die Corona-Call-In-Show konnten Zuschauer unter einer 0800-Nummer anrufen. Enttarnen sie jeweils in einer Multiple-Choice-Frage die Antwortmöglichkeiten, die Verschwörungstheorien zur COVID-19-Pandemie enthalten, gewinnen sie 100 bis 300 Euro. Ausstrahlung am 27. Mai 2020 um 20:15 Uhr                      | Strafandrohung: Die von Joko & Klaas als Strafe der Folge 6 komponierte ProSieben-Hymne live bei The Voice of Germany singen und präsentieren. |
| 12      | 26. Mai       | 2      | Bus im See                                             | „Herr ProSieben“          |                                           | Joko & Klaas | Joko & Klaas LIVE: Bei Wer glaubt denn sowas? – Die Corona-Call-In-Show konnten Zuschauer unter einer 0800-Nummer anrufen. Enttarnen sie jeweils in einer Multiple-Choice-Frage die Antwortmöglichkeiten, die Verschwörungstheorien zur COVID-19-Pandemie enthalten, gewinnen sie 100 bis 300 Euro. Ausstrahlung am 27. Mai 2020 um 20:15 Uhr                      | Strafandrohung: Die von Joko & Klaas als Strafe der Folge 6 komponierte ProSieben-Hymne live bei The Voice of Germany singen und präsentieren. |
| 12      | 26. Mai       | 3      | The Sound of Germany                                   | Nico Santos               | Stefanie Kloß                             | Joko & Klaas | Joko & Klaas LIVE: Bei Wer glaubt denn sowas? – Die Corona-Call-In-Show konnten Zuschauer unter einer 0800-Nummer anrufen. Enttarnen sie jeweils in einer Multiple-Choice-Frage die Antwortmöglichkeiten, die Verschwörungstheorien zur COVID-19-Pandemie enthalten, gewinnen sie 100 bis 300 Euro. Ausstrahlung am 27. Mai 2020 um 20:15 Uhr                      | Strafandrohung: Die von Joko & Klaas als Strafe der Folge 6 komponierte ProSieben-Hymne live bei The Voice of Germany singen und präsentieren. |
| 12      | 26. Mai       | 4      | Auto Curling                                           | Jared Hasselhoff          | Mario Basler und Patrick Owomoyela        | Joko & Klaas | Joko & Klaas LIVE: Bei Wer glaubt denn sowas? – Die Corona-Call-In-Show konnten Zuschauer unter einer 0800-Nummer anrufen. Enttarnen sie jeweils in einer Multiple-Choice-Frage die Antwortmöglichkeiten, die Verschwörungstheorien zur COVID-19-Pandemie enthalten, gewinnen sie 100 bis 300 Euro. Ausstrahlung am 27. Mai 2020 um 20:15 Uhr                      | Strafandrohung: Die von Joko & Klaas als Strafe der Folge 6 komponierte ProSieben-Hymne live bei The Voice of Germany singen und präsentieren. |
| 12      | 26. Mai       | 5      | Wo bin ich und wenn ja, wohin?                         | Aiman Abdallah            |                                           | Joko & Klaas | Joko & Klaas LIVE: Bei Wer glaubt denn sowas? – Die Corona-Call-In-Show konnten Zuschauer unter einer 0800-Nummer anrufen. Enttarnen sie jeweils in einer Multiple-Choice-Frage die Antwortmöglichkeiten, die Verschwörungstheorien zur COVID-19-Pandemie enthalten, gewinnen sie 100 bis 300 Euro. Ausstrahlung am 27. Mai 2020 um 20:15 Uhr                      | Strafandrohung: Die von Joko & Klaas als Strafe der Folge 6 komponierte ProSieben-Hymne live bei The Voice of Germany singen und präsentieren. |
| 12      | 26. Mai       | 6      | Product Placement                                      | Riccardo Simonetti        | Funda Vanroy und Christian Düren          | Joko & Klaas | Joko & Klaas LIVE: Bei Wer glaubt denn sowas? – Die Corona-Call-In-Show konnten Zuschauer unter einer 0800-Nummer anrufen. Enttarnen sie jeweils in einer Multiple-Choice-Frage die Antwortmöglichkeiten, die Verschwörungstheorien zur COVID-19-Pandemie enthalten, gewinnen sie 100 bis 300 Euro. Ausstrahlung am 27. Mai 2020 um 20:15 Uhr                      | Strafandrohung: Die von Joko & Klaas als Strafe der Folge 6 komponierte ProSieben-Hymne live bei The Voice of Germany singen und präsentieren. |
| 12      | 26. Mai       | 7      | Finale: Die Aufreißer                                  |                           |                                           | Joko & Klaas | Joko & Klaas LIVE: Bei Wer glaubt denn sowas? – Die Corona-Call-In-Show konnten Zuschauer unter einer 0800-Nummer anrufen. Enttarnen sie jeweils in einer Multiple-Choice-Frage die Antwortmöglichkeiten, die Verschwörungstheorien zur COVID-19-Pandemie enthalten, gewinnen sie 100 bis 300 Euro. Ausstrahlung am 27. Mai 2020 um 20:15 Uhr                      | Strafandrohung: Die von Joko & Klaas als Strafe der Folge 6 komponierte ProSieben-Hymne live bei The Voice of Germany singen und präsentieren. |
| 13      | 2. Juni       | 1      | Groß-Leichtwurf                                        | Tedros „Teddy“ Teclebrhan | Timo Hildebrand und René Adler            | ProSieben    | | Eine Woche lang Trailer für ProSieben aufzeichnen, in denen sie ein ProSieben-Kostüm tragen und erklären müssen, dass sie Verlierer sind und ProSieben der beste Sender sei. (3. – 9. Juni 2020)                                                                        |
| 13      | 2. Juni       | 2      | Sitzen und aufstehen                                   | Vanessa Mai               |                                           | ProSieben    | | Eine Woche lang Trailer für ProSieben aufzeichnen, in denen sie ein ProSieben-Kostüm tragen und erklären müssen, dass sie Verlierer sind und ProSieben der beste Sender sei. (3. – 9. Juni 2020)                                                                        |
| 13      | 2. Juni       | 3      | Waterslide 5                                           | „Herr ProSieben“          |                                           | ProSieben    | | Eine Woche lang Trailer für ProSieben aufzeichnen, in denen sie ein ProSieben-Kostüm tragen und erklären müssen, dass sie Verlierer sind und ProSieben der beste Sender sei. (3. – 9. Juni 2020)                                                                        |
| 13      | 2. Juni       | 4      | Easy Reiber                                            | Christian Düren           | Frank Rosin                               | ProSieben    | | Eine Woche lang Trailer für ProSieben aufzeichnen, in denen sie ein ProSieben-Kostüm tragen und erklären müssen, dass sie Verlierer sind und ProSieben der beste Sender sei. (3. – 9. Juni 2020)                                                                        |
| 13      | 2. Juni       | 5      | Die leichteste Frage der Welt                          | Thorsten Legat            |                                           | ProSieben    | | Eine Woche lang Trailer für ProSieben aufzeichnen, in denen sie ein ProSieben-Kostüm tragen und erklären müssen, dass sie Verlierer sind und ProSieben der beste Sender sei. (3. – 9. Juni 2020)                                                                        |
| 13      | 2. Juni       | 6      | Platzieren oder Verlieren                              | Sabine (Reinigungskraft)  |                                           | ProSieben    | | Eine Woche lang Trailer für ProSieben aufzeichnen, in denen sie ein ProSieben-Kostüm tragen und erklären müssen, dass sie Verlierer sind und ProSieben der beste Sender sei. (3. – 9. Juni 2020)                                                                        |
| 13      | 2. Juni       | 7      | Finale: Geteilte Zeit ist halbe Zeit                   |                           |                                           | ProSieben    | | Eine Woche lang Trailer für ProSieben aufzeichnen, in denen sie ein ProSieben-Kostüm tragen und erklären müssen, dass sie Verlierer sind und ProSieben der beste Sender sei. (3. – 9. Juni 2020)                                                                        |
| 14      | 8. September  | 1      | Wasser oder Wodka                                      | Jasna Fritzi Bauer        | Matthias Schweighöfer und Andreas Nowak   | ProSieben    | | Die folgende Ausgabe am 15. September erhielt ein Rebranding und wurde unter dem Namen Not & Elend gegen ProSieben vermarktet und ausgestrahlt. |
| 14      | 8. September  | 2      | Spurenlesen                                            | Yvonne Catterfeld         | Jasna Fritzi Bauer und Franziska Weisz    | ProSieben    | | Die folgende Ausgabe am 15. September erhielt ein Rebranding und wurde unter dem Namen Not & Elend gegen ProSieben vermarktet und ausgestrahlt. |
| 14      | 8. September  | 3      | How I Pet You Brother                                  | Edin Hasanović            |                                           | ProSieben    | | Die folgende Ausgabe am 15. September erhielt ein Rebranding und wurde unter dem Namen Not & Elend gegen ProSieben vermarktet und ausgestrahlt. |
| 14      | 8. September  | 4      | Der Hochseilgarten                                     | „Herr ProSieben“          |                                           | ProSieben    | | Die folgende Ausgabe am 15. September erhielt ein Rebranding und wurde unter dem Namen Not & Elend gegen ProSieben vermarktet und ausgestrahlt. |
| 14      | 8. September  | 5      | Tiefsprung                                             | Annemarie Carpendale      | Janin Ullmann und Riccardo Simonetti      | ProSieben    | | Die folgende Ausgabe am 15. September erhielt ein Rebranding und wurde unter dem Namen Not & Elend gegen ProSieben vermarktet und ausgestrahlt. |
| 14      | 8. September  | 6      | Erklärung kommt noch                                   | Rebecca Mir               |                                           | ProSieben    | | Die folgende Ausgabe am 15. September erhielt ein Rebranding und wurde unter dem Namen Not & Elend gegen ProSieben vermarktet und ausgestrahlt. |
| 14      | 8. September  | 7      | Finale: Komalaufen                                     |                           |                                           | ProSieben    | | Die folgende Ausgabe am 15. September erhielt ein Rebranding und wurde unter dem Namen Not & Elend gegen ProSieben vermarktet und ausgestrahlt. |
| 15      | 15. September | 1      | Aushalten                                              | Palina Rojinski           |                                           | Joko & Klaas | Joko & Klaas LIVE: Unter dem Titel A Short Story Of Moria wurde anhand der Erfahrungen eines afghanischen Flüchtlings auf die Situation im wenige Tage zuvor abgebrannten Flüchtlingslager Moria auf der Insel Lesbos aufmerksam gemacht. Ausstrahlung am 16. September 2020 um 20:15 Uhr                                                                          | Strafandrohung: Joko und Klaas treten bei The Voice of Germany zu Greatest Love of All von Whitney Houston auf. |
| 15      | 15. September | 2      | Über Bande                                             | Claire Oelkers            | René Adler und Jared Hasselhoff           | Joko & Klaas | Joko & Klaas LIVE: Unter dem Titel A Short Story Of Moria wurde anhand der Erfahrungen eines afghanischen Flüchtlings auf die Situation im wenige Tage zuvor abgebrannten Flüchtlingslager Moria auf der Insel Lesbos aufmerksam gemacht. Ausstrahlung am 16. September 2020 um 20:15 Uhr                                                                          | Strafandrohung: Joko und Klaas treten bei The Voice of Germany zu Greatest Love of All von Whitney Houston auf. |
| 15      | 15. September | 3      | Stunt-Lizenz erwerben (für LKWs)                       | „Herr ProSieben“          |                                           | Joko & Klaas | Joko & Klaas LIVE: Unter dem Titel A Short Story Of Moria wurde anhand der Erfahrungen eines afghanischen Flüchtlings auf die Situation im wenige Tage zuvor abgebrannten Flüchtlingslager Moria auf der Insel Lesbos aufmerksam gemacht. Ausstrahlung am 16. September 2020 um 20:15 Uhr                                                                          | Strafandrohung: Joko und Klaas treten bei The Voice of Germany zu Greatest Love of All von Whitney Houston auf. |
| 15      | 15. September | 4      | Ich kam, sah nix und siegte                            | Riccardo Simonetti        | Kostja Ullmann und Wincent Weiss          | Joko & Klaas | Joko & Klaas LIVE: Unter dem Titel A Short Story Of Moria wurde anhand der Erfahrungen eines afghanischen Flüchtlings auf die Situation im wenige Tage zuvor abgebrannten Flüchtlingslager Moria auf der Insel Lesbos aufmerksam gemacht. Ausstrahlung am 16. September 2020 um 20:15 Uhr                                                                          | Strafandrohung: Joko und Klaas treten bei The Voice of Germany zu Greatest Love of All von Whitney Houston auf. |
| 15      | 15. September | 5      | Feuerwehrlauch                                         | „ProSieben Sieben“        |                                           | Joko & Klaas | Joko & Klaas LIVE: Unter dem Titel A Short Story Of Moria wurde anhand der Erfahrungen eines afghanischen Flüchtlings auf die Situation im wenige Tage zuvor abgebrannten Flüchtlingslager Moria auf der Insel Lesbos aufmerksam gemacht. Ausstrahlung am 16. September 2020 um 20:15 Uhr                                                                          | Strafandrohung: Joko und Klaas treten bei The Voice of Germany zu Greatest Love of All von Whitney Houston auf. |
| 15      | 15. September | 6      | Hängen geblieben                                       | Ruth Moschner             | Katrin Bauerfeind und Micky Beisenherz    | Joko & Klaas | Joko & Klaas LIVE: Unter dem Titel A Short Story Of Moria wurde anhand der Erfahrungen eines afghanischen Flüchtlings auf die Situation im wenige Tage zuvor abgebrannten Flüchtlingslager Moria auf der Insel Lesbos aufmerksam gemacht. Ausstrahlung am 16. September 2020 um 20:15 Uhr                                                                          | Strafandrohung: Joko und Klaas treten bei The Voice of Germany zu Greatest Love of All von Whitney Houston auf. |
| 15      | 15. September | 7      | Finale: Das Einsteinrätsel für Dummies                 |                           |                                           | Joko & Klaas | Joko & Klaas LIVE: Unter dem Titel A Short Story Of Moria wurde anhand der Erfahrungen eines afghanischen Flüchtlings auf die Situation im wenige Tage zuvor abgebrannten Flüchtlingslager Moria auf der Insel Lesbos aufmerksam gemacht. Ausstrahlung am 16. September 2020 um 20:15 Uhr                                                                          | Strafandrohung: Joko und Klaas treten bei The Voice of Germany zu Greatest Love of All von Whitney Houston auf. |
| 16      | 22. September | 1      | Mentalversagen Vol. 2                                  | Timon Krause              | Timon Krause und Frank Tonmann            | Joko & Klaas | Joko & Klaas LIVE: Schwein vs. RTL: Joko und Klaas statteten das Schweinchen Paul mit einer Kamera aus und ließen es unkommentiert durch die Galerie König in Berlin laufen, um mit ihrer Definition von Kunst und Kultur das Niveau des zeitlich auf RTL ausgestrahlten Das Sommerhauses der Stars zu verspotten. Ausstrahlung am 23. September 2020 um 20:15 Uhr | Strafandrohung: Joko und Klaas werden fotografiert; durch Pose, Requisiten und Bildbearbeitung sollen sie auf dem Foto möglichst unvorteilhaft aussehen. Das Foto wurde nach der Niederlage in Folge 17 im Großformat an der Senderzentrale in Unterföhring angebracht. |
| 16      | 22. September | 2      | Fortnite Battle Royale                                 | „Herr ProSieben“          |                                           | Joko & Klaas | Joko & Klaas LIVE: Schwein vs. RTL: Joko und Klaas statteten das Schweinchen Paul mit einer Kamera aus und ließen es unkommentiert durch die Galerie König in Berlin laufen, um mit ihrer Definition von Kunst und Kultur das Niveau des zeitlich auf RTL ausgestrahlten Das Sommerhauses der Stars zu verspotten. Ausstrahlung am 23. September 2020 um 20:15 Uhr | Strafandrohung: Joko und Klaas werden fotografiert; durch Pose, Requisiten und Bildbearbeitung sollen sie auf dem Foto möglichst unvorteilhaft aussehen. Das Foto wurde nach der Niederlage in Folge 17 im Großformat an der Senderzentrale in Unterföhring angebracht. |
| 16      | 22. September | 3      | Wie…war das eigentlich?                                | Stefanie Giesinger        |                                           | Joko & Klaas | Joko & Klaas LIVE: Schwein vs. RTL: Joko und Klaas statteten das Schweinchen Paul mit einer Kamera aus und ließen es unkommentiert durch die Galerie König in Berlin laufen, um mit ihrer Definition von Kunst und Kultur das Niveau des zeitlich auf RTL ausgestrahlten Das Sommerhauses der Stars zu verspotten. Ausstrahlung am 23. September 2020 um 20:15 Uhr | Strafandrohung: Joko und Klaas werden fotografiert; durch Pose, Requisiten und Bildbearbeitung sollen sie auf dem Foto möglichst unvorteilhaft aussehen. Das Foto wurde nach der Niederlage in Folge 17 im Großformat an der Senderzentrale in Unterföhring angebracht. |
| 16      | 22. September | 4      | Senioren-Hockey                                        | Rea Garvey                | Axel Stein und Paul Janke                 | Joko & Klaas | Joko & Klaas LIVE: Schwein vs. RTL: Joko und Klaas statteten das Schweinchen Paul mit einer Kamera aus und ließen es unkommentiert durch die Galerie König in Berlin laufen, um mit ihrer Definition von Kunst und Kultur das Niveau des zeitlich auf RTL ausgestrahlten Das Sommerhauses der Stars zu verspotten. Ausstrahlung am 23. September 2020 um 20:15 Uhr | Strafandrohung: Joko und Klaas werden fotografiert; durch Pose, Requisiten und Bildbearbeitung sollen sie auf dem Foto möglichst unvorteilhaft aussehen. Das Foto wurde nach der Niederlage in Folge 17 im Großformat an der Senderzentrale in Unterföhring angebracht. |
| 16      | 22. September | 5      | Feel-Good Movies                                       | Michael Beck und Smudo    | Annemarie Carpendale und Wayne Carpendale | Joko & Klaas | Joko & Klaas LIVE: Schwein vs. RTL: Joko und Klaas statteten das Schweinchen Paul mit einer Kamera aus und ließen es unkommentiert durch die Galerie König in Berlin laufen, um mit ihrer Definition von Kunst und Kultur das Niveau des zeitlich auf RTL ausgestrahlten Das Sommerhauses der Stars zu verspotten. Ausstrahlung am 23. September 2020 um 20:15 Uhr | Strafandrohung: Joko und Klaas werden fotografiert; durch Pose, Requisiten und Bildbearbeitung sollen sie auf dem Foto möglichst unvorteilhaft aussehen. Das Foto wurde nach der Niederlage in Folge 17 im Großformat an der Senderzentrale in Unterföhring angebracht. |
| 16      | 22. September | 6      | Captain Dartscheibe und das verschwundene Bild         | Viviane Geppert           |                                           | Joko & Klaas | Joko & Klaas LIVE: Schwein vs. RTL: Joko und Klaas statteten das Schweinchen Paul mit einer Kamera aus und ließen es unkommentiert durch die Galerie König in Berlin laufen, um mit ihrer Definition von Kunst und Kultur das Niveau des zeitlich auf RTL ausgestrahlten Das Sommerhauses der Stars zu verspotten. Ausstrahlung am 23. September 2020 um 20:15 Uhr | Strafandrohung: Joko und Klaas werden fotografiert; durch Pose, Requisiten und Bildbearbeitung sollen sie auf dem Foto möglichst unvorteilhaft aussehen. Das Foto wurde nach der Niederlage in Folge 17 im Großformat an der Senderzentrale in Unterföhring angebracht. |
| 16      | 22. September | 7      | Finale: One Million Dollar Shot                        |                           |                                           | Joko & Klaas | Joko & Klaas LIVE: Schwein vs. RTL: Joko und Klaas statteten das Schweinchen Paul mit einer Kamera aus und ließen es unkommentiert durch die Galerie König in Berlin laufen, um mit ihrer Definition von Kunst und Kultur das Niveau des zeitlich auf RTL ausgestrahlten Das Sommerhauses der Stars zu verspotten. Ausstrahlung am 23. September 2020 um 20:15 Uhr | Strafandrohung: Joko und Klaas werden fotografiert; durch Pose, Requisiten und Bildbearbeitung sollen sie auf dem Foto möglichst unvorteilhaft aussehen. Das Foto wurde nach der Niederlage in Folge 17 im Großformat an der Senderzentrale in Unterföhring angebracht. |
| 17      | 29. September | 1      | Musik aufräumen                                        | Johannes Oerding          | Alice Merton und Nico Santos              | ProSieben    | | Identisch mit der Strafandrohung aus Folge 16. |
| 17      | 29. September | 2      | Joko und Klaas gegen ProSieben – Das Spiel             | Steven Gätjen             | Elton                                     | ProSieben    | | Identisch mit der Strafandrohung aus Folge 16. |
| 17      | 29. September | 3      | 6                                                      | „Herr ProSieben“          |                                           | ProSieben    | | Identisch mit der Strafandrohung aus Folge 16. |
| 17      | 29. September | 4      | Hätten sie’s gewurft?                                  | Ralf Möller               |                                           | ProSieben    | | Identisch mit der Strafandrohung aus Folge 16. |
| 17      | 29. September | 5      | Umziehen                                               | Samu Haber                |                                           | ProSieben    | | Identisch mit der Strafandrohung aus Folge 16. |
| 17      | 29. September | 6      | Press me baby one more time                            | Jan Georg Schütte         | Patrick Owomoyela und Thore Schölermann   | ProSieben    | | Identisch mit der Strafandrohung aus Folge 16. |
| 17      | 29. September | 7      | Finale: Am fließenden Band                             |                           |                                           | ProSieben    | | Identisch mit der Strafandrohung aus Folge 16. |
| 18 7    | 6. Oktober    | 1      | Gevatter Schnell und Söhne                             | Katrin Bauerfeind         |                                           | ProSieben    | | Joko und Klaas kommentierten am 13. Oktober 2020 das U21-Länderspiel Deutschland gegen Bosnien und Herzegowina auf ProSieben Maxx. |
| 18 7    | 6. Oktober    | 2      | Chérie, kennst du die Melodie?                         | Elton                     | Elyas M’Barek                             | ProSieben    | | Joko und Klaas kommentierten am 13. Oktober 2020 das U21-Länderspiel Deutschland gegen Bosnien und Herzegowina auf ProSieben Maxx. |
| 18 7    | 6. Oktober    | 3      | Drive-by-Weitwurf                                      | Stefanie Kloß             | Michi Beck und Smudo                      | ProSieben    | | Joko und Klaas kommentierten am 13. Oktober 2020 das U21-Länderspiel Deutschland gegen Bosnien und Herzegowina auf ProSieben Maxx. |
| 18 7    | 6. Oktober    | 4      | Keep your light shining                                | Matthias Schweighöfer     |                                           | ProSieben    | | Joko und Klaas kommentierten am 13. Oktober 2020 das U21-Länderspiel Deutschland gegen Bosnien und Herzegowina auf ProSieben Maxx. |
| 18 7    | 6. Oktober    | 5      | Beginnen Spiele die Lasset                             | Max Giesinger             | Jeannine Michaelsen und Simon Gosejohann  | ProSieben    | | Joko und Klaas kommentierten am 13. Oktober 2020 das U21-Länderspiel Deutschland gegen Bosnien und Herzegowina auf ProSieben Maxx. |
| 18 7    | 6. Oktober    | 6      | Two Idiot Friends                                      | Olivia Jones              |                                           | ProSieben    | | Joko und Klaas kommentierten am 13. Oktober 2020 das U21-Länderspiel Deutschland gegen Bosnien und Herzegowina auf ProSieben Maxx. |
| 18 7    | 6. Oktober    | 7      | Finale: One Million Dollar Shot 7                      | René Adler                |                                           | ProSieben    | | Joko und Klaas kommentierten am 13. Oktober 2020 das U21-Länderspiel Deutschland gegen Bosnien und Herzegowina auf ProSieben Maxx. |

### Staffel 4
Im Februar 2021 gab ProSieben via Twitter bekannt, dass die vierte Staffel von Joko & Klaas gegen ProSieben ab Mitte März aufgezeichnet und ab Ende März 2021 ausgestrahlt werden soll. Der erste Teil der 4. Staffel wurde von 30. März bis 27. April 2021 gesendet und aufgrund der COVID-19-Pandemie ohne Studiopublikum aufgezeichnet. Ab 23. November 2021 startete die Ausstrahlung der zweiten Hälfte der Staffel mit reduziertem Studiopublikum.
| Ausgabe | Datum (2021)   | Spiele | Spiele                                                                    | Spiele                                              | Spiele                                                                                  | Sieger       | Gewinn | Strafe |
| Ausgabe | Datum (2021)   | Nr.    | Name                                                                      | Ansager                                             | Gegner                                                                                  | Sieger       | Gewinn | Strafe |
| ------- | -------------- | ------ | ------------------------------------------------------------------------- | --------------------------------------------------- | --------------------------------------------------------------------------------------- | ------------ | --- | --- |
| 19      | 30. März       | 1      | Einstürzende Bühnenbauten                                                 | Ross Antony als Flamingo von The Masked Singer      |                                                                                         | Joko & Klaas | Joko & Klaas LIVE: Joko & Klaas gaben in Pflege ist #NichtSelbstverständlich Krankenpflegern eine Plattform und machen auf den Pflegenotstand aufmerksam. Sie sendeten dabei über etwa sieben Stunden ungeschnitten und ohne Werbepausen den Arbeitsalltag einer Pflegekraft des Universitätsklinikums Münster aus ihrer eigenen Sicht. Die Aktion stand unter dem Hashtag #nichtselbstverständlich. Das normale TV-Programm des Senders wurde gestrichen oder um eine Woche verschoben. Ausstrahlung am 31. März 2021 um 20:15 Uhr                                                          | Strafandrohung: Joko und Klaas moderieren die nächste Ausgabe von red. |
| 19      | 30. März       | 2      | The Fast Singer                                                           | Cassandra Steen als Leopard von The Masked Singer   | Rea Garvey und Nadja Benaissa                                                           | Joko & Klaas | Joko & Klaas LIVE: Joko & Klaas gaben in Pflege ist #NichtSelbstverständlich Krankenpflegern eine Plattform und machen auf den Pflegenotstand aufmerksam. Sie sendeten dabei über etwa sieben Stunden ungeschnitten und ohne Werbepausen den Arbeitsalltag einer Pflegekraft des Universitätsklinikums Münster aus ihrer eigenen Sicht. Die Aktion stand unter dem Hashtag #nichtselbstverständlich. Das normale TV-Programm des Senders wurde gestrichen oder um eine Woche verschoben. Ausstrahlung am 31. März 2021 um 20:15 Uhr                                                          | Strafandrohung: Joko und Klaas moderieren die nächste Ausgabe von red. |
| 19      | 30. März       | 3      | Ein Tisch, zwei Stühle                                                    | „Herr ProSieben“                                    |                                                                                         | Joko & Klaas | Joko & Klaas LIVE: Joko & Klaas gaben in Pflege ist #NichtSelbstverständlich Krankenpflegern eine Plattform und machen auf den Pflegenotstand aufmerksam. Sie sendeten dabei über etwa sieben Stunden ungeschnitten und ohne Werbepausen den Arbeitsalltag einer Pflegekraft des Universitätsklinikums Münster aus ihrer eigenen Sicht. Die Aktion stand unter dem Hashtag #nichtselbstverständlich. Das normale TV-Programm des Senders wurde gestrichen oder um eine Woche verschoben. Ausstrahlung am 31. März 2021 um 20:15 Uhr                                                          | Strafandrohung: Joko und Klaas moderieren die nächste Ausgabe von red. |
| 19      | 30. März       | 4      | Sabotier, so ich dir                                                      | Sasha als Dinosaurier von The Masked Singer         | Thomas Hayo und Nikeata Thompson                                                        | Joko & Klaas | Joko & Klaas LIVE: Joko & Klaas gaben in Pflege ist #NichtSelbstverständlich Krankenpflegern eine Plattform und machen auf den Pflegenotstand aufmerksam. Sie sendeten dabei über etwa sieben Stunden ungeschnitten und ohne Werbepausen den Arbeitsalltag einer Pflegekraft des Universitätsklinikums Münster aus ihrer eigenen Sicht. Die Aktion stand unter dem Hashtag #nichtselbstverständlich. Das normale TV-Programm des Senders wurde gestrichen oder um eine Woche verschoben. Ausstrahlung am 31. März 2021 um 20:15 Uhr                                                          | Strafandrohung: Joko und Klaas moderieren die nächste Ausgabe von red. |
| 19      | 30. März       | 5      | Das Wahlgeheimnis                                                         | Thomas Anders als Schildkröte von The Masked Singer |                                                                                         | Joko & Klaas | Joko & Klaas LIVE: Joko & Klaas gaben in Pflege ist #NichtSelbstverständlich Krankenpflegern eine Plattform und machen auf den Pflegenotstand aufmerksam. Sie sendeten dabei über etwa sieben Stunden ungeschnitten und ohne Werbepausen den Arbeitsalltag einer Pflegekraft des Universitätsklinikums Münster aus ihrer eigenen Sicht. Die Aktion stand unter dem Hashtag #nichtselbstverständlich. Das normale TV-Programm des Senders wurde gestrichen oder um eine Woche verschoben. Ausstrahlung am 31. März 2021 um 20:15 Uhr                                                          | Strafandrohung: Joko und Klaas moderieren die nächste Ausgabe von red. |
| 19      | 30. März       | 6      | Schläge                                                                   | Ruth Moschner                                       | Christoph Dommisch und Patrick Esume                                                    | Joko & Klaas | Joko & Klaas LIVE: Joko & Klaas gaben in Pflege ist #NichtSelbstverständlich Krankenpflegern eine Plattform und machen auf den Pflegenotstand aufmerksam. Sie sendeten dabei über etwa sieben Stunden ungeschnitten und ohne Werbepausen den Arbeitsalltag einer Pflegekraft des Universitätsklinikums Münster aus ihrer eigenen Sicht. Die Aktion stand unter dem Hashtag #nichtselbstverständlich. Das normale TV-Programm des Senders wurde gestrichen oder um eine Woche verschoben. Ausstrahlung am 31. März 2021 um 20:15 Uhr                                                          | Strafandrohung: Joko und Klaas moderieren die nächste Ausgabe von red. |
| 19      | 30. März       | 7      | Finale: In Memoriam                                                       | Annemarie Carpendale                                |                                                                                         | Joko & Klaas | Joko & Klaas LIVE: Joko & Klaas gaben in Pflege ist #NichtSelbstverständlich Krankenpflegern eine Plattform und machen auf den Pflegenotstand aufmerksam. Sie sendeten dabei über etwa sieben Stunden ungeschnitten und ohne Werbepausen den Arbeitsalltag einer Pflegekraft des Universitätsklinikums Münster aus ihrer eigenen Sicht. Die Aktion stand unter dem Hashtag #nichtselbstverständlich. Das normale TV-Programm des Senders wurde gestrichen oder um eine Woche verschoben. Ausstrahlung am 31. März 2021 um 20:15 Uhr                                                          | Strafandrohung: Joko und Klaas moderieren die nächste Ausgabe von red. |
| 20      | 6. April       | 1      | Kopfweitwurf                                                              | Smudo und Michi Beck                                | Viviane Geppert und Janin Ullmann                                                       | ProSieben    | | Identisch mit der Strafandrohung aus Folge 19, Ausstrahlung am 8. April 2021. |
| 20      | 6. April       | 2      | Schmuggelware                                                             | Katrin Bauerfeind                                   | Jan Delay und Matthias Opdenhövel                                                       | ProSieben    | | Identisch mit der Strafandrohung aus Folge 19, Ausstrahlung am 8. April 2021. |
| 20      | 6. April       | 3      | Stunt Lizenz 3.0                                                          | „Herr ProSieben“                                    |                                                                                         | ProSieben    | | Identisch mit der Strafandrohung aus Folge 19, Ausstrahlung am 8. April 2021. |
| 20      | 6. April       | 4      | Saving Private Tonmann                                                    | Daniel Aminati                                      |                                                                                         | ProSieben    | | Identisch mit der Strafandrohung aus Folge 19, Ausstrahlung am 8. April 2021. |
| 20      | 6. April       | 5      | Zwei halbe Au-                                                            | Thilo Mischke                                       | Axel Stein und Paul Janke                                                               | ProSieben    | | Identisch mit der Strafandrohung aus Folge 19, Ausstrahlung am 8. April 2021. |
| 20      | 6. April       | 6      | Wer Dummes sagt, der vieles tragt                                         | Christian Düren                                     |                                                                                         | ProSieben    | | Identisch mit der Strafandrohung aus Folge 19, Ausstrahlung am 8. April 2021. |
| 20      | 6. April       | 7      | Finale: Gegen die Wand                                                    |                                                     |                                                                                         | ProSieben    | | Identisch mit der Strafandrohung aus Folge 19, Ausstrahlung am 8. April 2021. |
| 21      | 13. April      | 1      | Fangen                                                                    | Anke Engelke                                        |                                                                                         | ProSieben    | | Joko und Klaas müssen eine Woche in Form von animierten Einblendungen Werbung für andere Sendungen von ProSieben machen. |
| 21      | 13. April      | 2      | Escape Room                                                               | „Herr ProSieben“                                    |                                                                                         | ProSieben    | | Joko und Klaas müssen eine Woche in Form von animierten Einblendungen Werbung für andere Sendungen von ProSieben machen. |
| 21      | 13. April      | 3      | Das Leben ist ein Wurfkonzert                                             | No Angels                                           | Johannes Strate und Collien Ulmen-Fernandes                                             | ProSieben    | | Joko und Klaas müssen eine Woche in Form von animierten Einblendungen Werbung für andere Sendungen von ProSieben machen. |
| 21      | 13. April      | 4      | Gemutter schnell und Töchter                                              | Claire Oelkers                                      |                                                                                         | ProSieben    | | Joko und Klaas müssen eine Woche in Form von animierten Einblendungen Werbung für andere Sendungen von ProSieben machen. |
| 21      | 13. April      | 5      | Der doppelte Spierenstich                                                 | Ralf Moeller                                        | Christian Düren und Jochen Schropp                                                      | ProSieben    | | Joko und Klaas müssen eine Woche in Form von animierten Einblendungen Werbung für andere Sendungen von ProSieben machen. |
| 21      | 13. April      | 6      | Wasserträger                                                              | Stefan Gödde                                        |                                                                                         | ProSieben    | | Joko und Klaas müssen eine Woche in Form von animierten Einblendungen Werbung für andere Sendungen von ProSieben machen. |
| 21      | 13. April      | 7      | Finale: Das Vier-Farben-Theorem                                           |                                                     |                                                                                         | ProSieben    | | Joko und Klaas müssen eine Woche in Form von animierten Einblendungen Werbung für andere Sendungen von ProSieben machen. |
| 22      | 20. April      | 1      | 5 km/h                                                                    | Joris                                               |                                                                                         | Joko & Klaas | Joko & Klaas LIVE: Joko nutzte die gewonnenen 15 Minuten Sendezeit, um Klaas zu überraschen. Er ließ am Washingtonplatz vor dem Berliner Hauptbahnhof eine etwa zwei Meter große Statue von Klaas errichten, mit der er sich unter dem Hashtag #DankeKlaas bei Klaas für die gemeinsame Zeit bedankte. Auch der Oberbürgermeister aus Klaas’ Heimatstadt Oldenburg, Jürgen Krogmann, hielt eine Rede. Die Statue befand sich bis Ende September 2021 am Washingtonplatz und soll im Veranstaltungsgelände Kliemannsland wieder aufgebaut werden. Ausstrahlung am 21. April 2021 um 20:15 Uhr | Strafandrohung: Joko und Klaas müssen 24 Stunden die Social-Media-Kanäle von ProSieben betreuen. |
| 22      | 20. April      | 2      | Rolle, Rolle, manche Strecke…                                             | Funda Vanroy                                        | Jenke von Wilmsdorff und Katrin Bauerfeind                                              | Joko & Klaas | Joko & Klaas LIVE: Joko nutzte die gewonnenen 15 Minuten Sendezeit, um Klaas zu überraschen. Er ließ am Washingtonplatz vor dem Berliner Hauptbahnhof eine etwa zwei Meter große Statue von Klaas errichten, mit der er sich unter dem Hashtag #DankeKlaas bei Klaas für die gemeinsame Zeit bedankte. Auch der Oberbürgermeister aus Klaas’ Heimatstadt Oldenburg, Jürgen Krogmann, hielt eine Rede. Die Statue befand sich bis Ende September 2021 am Washingtonplatz und soll im Veranstaltungsgelände Kliemannsland wieder aufgebaut werden. Ausstrahlung am 21. April 2021 um 20:15 Uhr | Strafandrohung: Joko und Klaas müssen 24 Stunden die Social-Media-Kanäle von ProSieben betreuen. |
| 22      | 20. April      | 3      | Two and a Half Fan                                                        | Vanessa Mai                                         | Cara, Tim (Zuschauer 8) und Frank Tonmann                                               | Joko & Klaas | Joko & Klaas LIVE: Joko nutzte die gewonnenen 15 Minuten Sendezeit, um Klaas zu überraschen. Er ließ am Washingtonplatz vor dem Berliner Hauptbahnhof eine etwa zwei Meter große Statue von Klaas errichten, mit der er sich unter dem Hashtag #DankeKlaas bei Klaas für die gemeinsame Zeit bedankte. Auch der Oberbürgermeister aus Klaas’ Heimatstadt Oldenburg, Jürgen Krogmann, hielt eine Rede. Die Statue befand sich bis Ende September 2021 am Washingtonplatz und soll im Veranstaltungsgelände Kliemannsland wieder aufgebaut werden. Ausstrahlung am 21. April 2021 um 20:15 Uhr | Strafandrohung: Joko und Klaas müssen 24 Stunden die Social-Media-Kanäle von ProSieben betreuen. |
| 22      | 20. April      | 4      | Aufsitz-Flügelglätter Eishockey                                           | „Herr ProSieben“                                    | Michi Beck und Smudo                                                                    | Joko & Klaas | Joko & Klaas LIVE: Joko nutzte die gewonnenen 15 Minuten Sendezeit, um Klaas zu überraschen. Er ließ am Washingtonplatz vor dem Berliner Hauptbahnhof eine etwa zwei Meter große Statue von Klaas errichten, mit der er sich unter dem Hashtag #DankeKlaas bei Klaas für die gemeinsame Zeit bedankte. Auch der Oberbürgermeister aus Klaas’ Heimatstadt Oldenburg, Jürgen Krogmann, hielt eine Rede. Die Statue befand sich bis Ende September 2021 am Washingtonplatz und soll im Veranstaltungsgelände Kliemannsland wieder aufgebaut werden. Ausstrahlung am 21. April 2021 um 20:15 Uhr | Strafandrohung: Joko und Klaas müssen 24 Stunden die Social-Media-Kanäle von ProSieben betreuen. |
| 22      | 20. April      | 5      | Joko und Klaas gegen TikTok                                               | Hadnet Tesfai und Tarik Tesfu                       |                                                                                         | Joko & Klaas | Joko & Klaas LIVE: Joko nutzte die gewonnenen 15 Minuten Sendezeit, um Klaas zu überraschen. Er ließ am Washingtonplatz vor dem Berliner Hauptbahnhof eine etwa zwei Meter große Statue von Klaas errichten, mit der er sich unter dem Hashtag #DankeKlaas bei Klaas für die gemeinsame Zeit bedankte. Auch der Oberbürgermeister aus Klaas’ Heimatstadt Oldenburg, Jürgen Krogmann, hielt eine Rede. Die Statue befand sich bis Ende September 2021 am Washingtonplatz und soll im Veranstaltungsgelände Kliemannsland wieder aufgebaut werden. Ausstrahlung am 21. April 2021 um 20:15 Uhr | Strafandrohung: Joko und Klaas müssen 24 Stunden die Social-Media-Kanäle von ProSieben betreuen. |
| 22      | 20. April      | 6      | Die Quarterbäcker                                                         | Thore Schölermann                                   |                                                                                         | Joko & Klaas | Joko & Klaas LIVE: Joko nutzte die gewonnenen 15 Minuten Sendezeit, um Klaas zu überraschen. Er ließ am Washingtonplatz vor dem Berliner Hauptbahnhof eine etwa zwei Meter große Statue von Klaas errichten, mit der er sich unter dem Hashtag #DankeKlaas bei Klaas für die gemeinsame Zeit bedankte. Auch der Oberbürgermeister aus Klaas’ Heimatstadt Oldenburg, Jürgen Krogmann, hielt eine Rede. Die Statue befand sich bis Ende September 2021 am Washingtonplatz und soll im Veranstaltungsgelände Kliemannsland wieder aufgebaut werden. Ausstrahlung am 21. April 2021 um 20:15 Uhr | Strafandrohung: Joko und Klaas müssen 24 Stunden die Social-Media-Kanäle von ProSieben betreuen. |
| 22      | 20. April      | 7      | Finale: Am fließenden Band                                                |                                                     |                                                                                         | Joko & Klaas | Joko & Klaas LIVE: Joko nutzte die gewonnenen 15 Minuten Sendezeit, um Klaas zu überraschen. Er ließ am Washingtonplatz vor dem Berliner Hauptbahnhof eine etwa zwei Meter große Statue von Klaas errichten, mit der er sich unter dem Hashtag #DankeKlaas bei Klaas für die gemeinsame Zeit bedankte. Auch der Oberbürgermeister aus Klaas’ Heimatstadt Oldenburg, Jürgen Krogmann, hielt eine Rede. Die Statue befand sich bis Ende September 2021 am Washingtonplatz und soll im Veranstaltungsgelände Kliemannsland wieder aufgebaut werden. Ausstrahlung am 21. April 2021 um 20:15 Uhr | Strafandrohung: Joko und Klaas müssen 24 Stunden die Social-Media-Kanäle von ProSieben betreuen. |
| 23      | 27. April      | 1      | Das GNTM-Action-Shooting                                                  | Viviane Geppert                                     |                                                                                         | Joko & Klaas | | Joko & Klaas wurden als Motive für den „ProSieben-Pferdekalender“ fotografiert. Dieser reicht von Juni 2021 bis Mai 2022 und wurde auf der Website des Senders zum Kauf angeboten. Die Einnahmen kamen der Hilfsorganisation „Die Arche“ zugute. |
| 23      | 27. April      | 2      | Grand Prix de Film Dialogue de la Chanson                                 | Thomas Hayo                                         | Karoline Herfurth und Detlev Buck                                                       | Joko & Klaas | | Joko & Klaas wurden als Motive für den „ProSieben-Pferdekalender“ fotografiert. Dieser reicht von Juni 2021 bis Mai 2022 und wurde auf der Website des Senders zum Kauf angeboten. Die Einnahmen kamen der Hilfsorganisation „Die Arche“ zugute. |
| 23      | 27. April      | 3      | Ein Strich in der Landschaft                                              | „Herr ProSieben“                                    |                                                                                         | Joko & Klaas | | Joko & Klaas wurden als Motive für den „ProSieben-Pferdekalender“ fotografiert. Dieser reicht von Juni 2021 bis Mai 2022 und wurde auf der Website des Senders zum Kauf angeboten. Die Einnahmen kamen der Hilfsorganisation „Die Arche“ zugute. |
| 23      | 27. April      | 4      | Geheimsprache                                                             | Jenke von Wilmsdorff                                | Mario Basler und Simon Gosejohann                                                       | Joko & Klaas | | Joko & Klaas wurden als Motive für den „ProSieben-Pferdekalender“ fotografiert. Dieser reicht von Juni 2021 bis Mai 2022 und wurde auf der Website des Senders zum Kauf angeboten. Die Einnahmen kamen der Hilfsorganisation „Die Arche“ zugute. |
| 23      | 27. April      | 5      | Drauf sein                                                                | Harro Füllgrabe                                     | Vanessa Mai und Timo Hildebrand                                                         | Joko & Klaas | | Joko & Klaas wurden als Motive für den „ProSieben-Pferdekalender“ fotografiert. Dieser reicht von Juni 2021 bis Mai 2022 und wurde auf der Website des Senders zum Kauf angeboten. Die Einnahmen kamen der Hilfsorganisation „Die Arche“ zugute. |
| 23      | 27. April      | 6      | Ausbrechen                                                                | Aiman Abdallah                                      |                                                                                         | Joko & Klaas | | Joko & Klaas wurden als Motive für den „ProSieben-Pferdekalender“ fotografiert. Dieser reicht von Juni 2021 bis Mai 2022 und wurde auf der Website des Senders zum Kauf angeboten. Die Einnahmen kamen der Hilfsorganisation „Die Arche“ zugute. |
| 23      | 27. April      | 7      | Finale: Die sehr, sehr leichten Sieben                                    |                                                     |                                                                                         | Joko & Klaas | | Joko & Klaas wurden als Motive für den „ProSieben-Pferdekalender“ fotografiert. Dieser reicht von Juni 2021 bis Mai 2022 und wurde auf der Website des Senders zum Kauf angeboten. Die Einnahmen kamen der Hilfsorganisation „Die Arche“ zugute. |
| 24      | 23. November   | 1      | Die sehr, sehr leichten Sieben                                            |                                                     |                                                                                         | Joko & Klaas | 15 min Live AUS Joko & Klaas: Joko und Klaas schlucken jeweils eine Kamera in Pillengröße und zeigen deren Livebilder. Außerdem schlucken sie Knabbergebäck, Buchstabennudeln, Zuckerperlen, einen Würfel, den Kopf einer Lego-Figur und eine grüne Flüssigkeit. Laut Einblendung am Ende wollten sie ursprünglich für Vorsorgeuntersuchungen werben, seien aber „irgendwann […] falsch abgebogen“, dennoch sollten die Zuschauer zur Vorsorge gehen. Ausstrahlung am 24. November 2021 um 20:15 Uhr                                                                                         | Strafandrohung: Joko und Klaas müssen bei The Voice of Germany am kommenden Donnerstag auftreten. |
| 24      | 23. November   | 2      | Akustikus Vertuschikus                                                    | Michi Beck                                          | Hazel Brugger und Olaf Schubert                                                         | Joko & Klaas | 15 min Live AUS Joko & Klaas: Joko und Klaas schlucken jeweils eine Kamera in Pillengröße und zeigen deren Livebilder. Außerdem schlucken sie Knabbergebäck, Buchstabennudeln, Zuckerperlen, einen Würfel, den Kopf einer Lego-Figur und eine grüne Flüssigkeit. Laut Einblendung am Ende wollten sie ursprünglich für Vorsorgeuntersuchungen werben, seien aber „irgendwann […] falsch abgebogen“, dennoch sollten die Zuschauer zur Vorsorge gehen. Ausstrahlung am 24. November 2021 um 20:15 Uhr                                                                                         | Strafandrohung: Joko und Klaas müssen bei The Voice of Germany am kommenden Donnerstag auftreten. |
| 24      | 23. November   | 3      | Entfesselung                                                              | „Herr ProSieben“                                    |                                                                                         | Joko & Klaas | 15 min Live AUS Joko & Klaas: Joko und Klaas schlucken jeweils eine Kamera in Pillengröße und zeigen deren Livebilder. Außerdem schlucken sie Knabbergebäck, Buchstabennudeln, Zuckerperlen, einen Würfel, den Kopf einer Lego-Figur und eine grüne Flüssigkeit. Laut Einblendung am Ende wollten sie ursprünglich für Vorsorgeuntersuchungen werben, seien aber „irgendwann […] falsch abgebogen“, dennoch sollten die Zuschauer zur Vorsorge gehen. Ausstrahlung am 24. November 2021 um 20:15 Uhr                                                                                         | Strafandrohung: Joko und Klaas müssen bei The Voice of Germany am kommenden Donnerstag auftreten. |
| 24      | 23. November   | 4      | In letzter Sekunde                                                        | Bill Kaulitz                                        | Nikeata Thompson und Edin Hasanović                                                     | Joko & Klaas | 15 min Live AUS Joko & Klaas: Joko und Klaas schlucken jeweils eine Kamera in Pillengröße und zeigen deren Livebilder. Außerdem schlucken sie Knabbergebäck, Buchstabennudeln, Zuckerperlen, einen Würfel, den Kopf einer Lego-Figur und eine grüne Flüssigkeit. Laut Einblendung am Ende wollten sie ursprünglich für Vorsorgeuntersuchungen werben, seien aber „irgendwann […] falsch abgebogen“, dennoch sollten die Zuschauer zur Vorsorge gehen. Ausstrahlung am 24. November 2021 um 20:15 Uhr                                                                                         | Strafandrohung: Joko und Klaas müssen bei The Voice of Germany am kommenden Donnerstag auftreten. |
| 24      | 23. November   | 5      | Pfützen fangen                                                            | Linda Zervakis                                      |                                                                                         | Joko & Klaas | 15 min Live AUS Joko & Klaas: Joko und Klaas schlucken jeweils eine Kamera in Pillengröße und zeigen deren Livebilder. Außerdem schlucken sie Knabbergebäck, Buchstabennudeln, Zuckerperlen, einen Würfel, den Kopf einer Lego-Figur und eine grüne Flüssigkeit. Laut Einblendung am Ende wollten sie ursprünglich für Vorsorgeuntersuchungen werben, seien aber „irgendwann […] falsch abgebogen“, dennoch sollten die Zuschauer zur Vorsorge gehen. Ausstrahlung am 24. November 2021 um 20:15 Uhr                                                                                         | Strafandrohung: Joko und Klaas müssen bei The Voice of Germany am kommenden Donnerstag auftreten. |
| 24      | 23. November   | 6      | Weiterwurf                                                                | Viviane Geppert                                     | Tommi Schmitt und Louis Klamroth                                                        | Joko & Klaas | 15 min Live AUS Joko & Klaas: Joko und Klaas schlucken jeweils eine Kamera in Pillengröße und zeigen deren Livebilder. Außerdem schlucken sie Knabbergebäck, Buchstabennudeln, Zuckerperlen, einen Würfel, den Kopf einer Lego-Figur und eine grüne Flüssigkeit. Laut Einblendung am Ende wollten sie ursprünglich für Vorsorgeuntersuchungen werben, seien aber „irgendwann […] falsch abgebogen“, dennoch sollten die Zuschauer zur Vorsorge gehen. Ausstrahlung am 24. November 2021 um 20:15 Uhr                                                                                         | Strafandrohung: Joko und Klaas müssen bei The Voice of Germany am kommenden Donnerstag auftreten. |
| 24      | 23. November   | 7      | Finale: Ich weiß, was du letzte Sekunde gesagt hast                       |                                                     |                                                                                         | Joko & Klaas | 15 min Live AUS Joko & Klaas: Joko und Klaas schlucken jeweils eine Kamera in Pillengröße und zeigen deren Livebilder. Außerdem schlucken sie Knabbergebäck, Buchstabennudeln, Zuckerperlen, einen Würfel, den Kopf einer Lego-Figur und eine grüne Flüssigkeit. Laut Einblendung am Ende wollten sie ursprünglich für Vorsorgeuntersuchungen werben, seien aber „irgendwann […] falsch abgebogen“, dennoch sollten die Zuschauer zur Vorsorge gehen. Ausstrahlung am 24. November 2021 um 20:15 Uhr                                                                                         | Strafandrohung: Joko und Klaas müssen bei The Voice of Germany am kommenden Donnerstag auftreten. |
| 25      | 30. November   | 1      | Der Zug                                                                   | Riccardo Simonetti                                  |                                                                                         | Joko & Klaas | Joko & Klaas LIVE: Unter dem Titel Wir müssen über Corona reden setzen sich drei Menschen im Stile von Folge 1 auf einen Stuhl: Luisa, bei Ausstrahlung 23, erzählt davon, wie sie 2020 einen schweren Corona-Verlauf hatte und seither mit Long COVID kämpft. Daniel Zickler, Oberarzt an der Charité, erzählt von schweren Corona-Verläufen und bittet die Zuschauer um Kontaktreduktion und Impfung. Abschließend bittet der designierte Bundeskanzler Olaf Scholz die Zuschauer, sich impfen zu lassen. Ausstrahlung am 1. Dezember 2021 um 20:15 Uhr                                    | Strafandrohung: Während der Live-Sendung Das Duell um die Welt am kommenden Samstag wird etwas „Schreckliches, Unerwartetes und Fürchterliches passieren“. |
| 25      | 30. November   | 2      | Lagerhalle                                                                | „Herr ProSieben“                                    |                                                                                         | Joko & Klaas | Joko & Klaas LIVE: Unter dem Titel Wir müssen über Corona reden setzen sich drei Menschen im Stile von Folge 1 auf einen Stuhl: Luisa, bei Ausstrahlung 23, erzählt davon, wie sie 2020 einen schweren Corona-Verlauf hatte und seither mit Long COVID kämpft. Daniel Zickler, Oberarzt an der Charité, erzählt von schweren Corona-Verläufen und bittet die Zuschauer um Kontaktreduktion und Impfung. Abschließend bittet der designierte Bundeskanzler Olaf Scholz die Zuschauer, sich impfen zu lassen. Ausstrahlung am 1. Dezember 2021 um 20:15 Uhr                                    | Strafandrohung: Während der Live-Sendung Das Duell um die Welt am kommenden Samstag wird etwas „Schreckliches, Unerwartetes und Fürchterliches passieren“. |
| 25      | 30. November   | 3      | Nichts oder Lakritzschnaps                                                | Stefan Gödde                                        | Timon Krause                                                                            | Joko & Klaas | Joko & Klaas LIVE: Unter dem Titel Wir müssen über Corona reden setzen sich drei Menschen im Stile von Folge 1 auf einen Stuhl: Luisa, bei Ausstrahlung 23, erzählt davon, wie sie 2020 einen schweren Corona-Verlauf hatte und seither mit Long COVID kämpft. Daniel Zickler, Oberarzt an der Charité, erzählt von schweren Corona-Verläufen und bittet die Zuschauer um Kontaktreduktion und Impfung. Abschließend bittet der designierte Bundeskanzler Olaf Scholz die Zuschauer, sich impfen zu lassen. Ausstrahlung am 1. Dezember 2021 um 20:15 Uhr                                    | Strafandrohung: Während der Live-Sendung Das Duell um die Welt am kommenden Samstag wird etwas „Schreckliches, Unerwartetes und Fürchterliches passieren“. |
| 25      | 30. November   | 4      | Ich glaub, mein Ohr pfeift                                                | Marteria                                            | Nico Santos und Elif                                                                    | Joko & Klaas | Joko & Klaas LIVE: Unter dem Titel Wir müssen über Corona reden setzen sich drei Menschen im Stile von Folge 1 auf einen Stuhl: Luisa, bei Ausstrahlung 23, erzählt davon, wie sie 2020 einen schweren Corona-Verlauf hatte und seither mit Long COVID kämpft. Daniel Zickler, Oberarzt an der Charité, erzählt von schweren Corona-Verläufen und bittet die Zuschauer um Kontaktreduktion und Impfung. Abschließend bittet der designierte Bundeskanzler Olaf Scholz die Zuschauer, sich impfen zu lassen. Ausstrahlung am 1. Dezember 2021 um 20:15 Uhr                                    | Strafandrohung: Während der Live-Sendung Das Duell um die Welt am kommenden Samstag wird etwas „Schreckliches, Unerwartetes und Fürchterliches passieren“. |
| 25      | 30. November   | 5      | Quizfahrgelegenheit                                                       | Annemarie Carpendale                                | Axel Stein und Paul Janke                                                               | Joko & Klaas | Joko & Klaas LIVE: Unter dem Titel Wir müssen über Corona reden setzen sich drei Menschen im Stile von Folge 1 auf einen Stuhl: Luisa, bei Ausstrahlung 23, erzählt davon, wie sie 2020 einen schweren Corona-Verlauf hatte und seither mit Long COVID kämpft. Daniel Zickler, Oberarzt an der Charité, erzählt von schweren Corona-Verläufen und bittet die Zuschauer um Kontaktreduktion und Impfung. Abschließend bittet der designierte Bundeskanzler Olaf Scholz die Zuschauer, sich impfen zu lassen. Ausstrahlung am 1. Dezember 2021 um 20:15 Uhr                                    | Strafandrohung: Während der Live-Sendung Das Duell um die Welt am kommenden Samstag wird etwas „Schreckliches, Unerwartetes und Fürchterliches passieren“. |
| 25      | 30. November   | 6      | Fünf Dinge sollst du ordnen                                               | Thore Schölermann                                   |                                                                                         | Joko & Klaas | Joko & Klaas LIVE: Unter dem Titel Wir müssen über Corona reden setzen sich drei Menschen im Stile von Folge 1 auf einen Stuhl: Luisa, bei Ausstrahlung 23, erzählt davon, wie sie 2020 einen schweren Corona-Verlauf hatte und seither mit Long COVID kämpft. Daniel Zickler, Oberarzt an der Charité, erzählt von schweren Corona-Verläufen und bittet die Zuschauer um Kontaktreduktion und Impfung. Abschließend bittet der designierte Bundeskanzler Olaf Scholz die Zuschauer, sich impfen zu lassen. Ausstrahlung am 1. Dezember 2021 um 20:15 Uhr                                    | Strafandrohung: Während der Live-Sendung Das Duell um die Welt am kommenden Samstag wird etwas „Schreckliches, Unerwartetes und Fürchterliches passieren“. |
| 25      | 30. November   | 7      | Finale: Wer versuchet, der findet                                         |                                                     |                                                                                         | Joko & Klaas | Joko & Klaas LIVE: Unter dem Titel Wir müssen über Corona reden setzen sich drei Menschen im Stile von Folge 1 auf einen Stuhl: Luisa, bei Ausstrahlung 23, erzählt davon, wie sie 2020 einen schweren Corona-Verlauf hatte und seither mit Long COVID kämpft. Daniel Zickler, Oberarzt an der Charité, erzählt von schweren Corona-Verläufen und bittet die Zuschauer um Kontaktreduktion und Impfung. Abschließend bittet der designierte Bundeskanzler Olaf Scholz die Zuschauer, sich impfen zu lassen. Ausstrahlung am 1. Dezember 2021 um 20:15 Uhr                                    | Strafandrohung: Während der Live-Sendung Das Duell um die Welt am kommenden Samstag wird etwas „Schreckliches, Unerwartetes und Fürchterliches passieren“. |
| 26      | 7. Dezember    | 1      | Tritte                                                                    | Smudo                                               |                                                                                         | ProSieben    | | Identisch mit der Strafandrohung aus Folge 25. Tatsächliche Umsetzung: Vor dem Finalspiel Bagger to the Future der DudW-Ausgabe vom 11. Dezember 2021 werden Joko und Klaas im Stile eines Circus-HalliGalli-Countdown-Moments aus dem Studio abgeführt. Für den Rest der Sendung treten Senioren an ihre Stelle, die als Future-Joko und Future-Klaas aus dem Jahr 2065 vorgestellt werden. Future-Joko gewinnt das Finalspiel. |
| 26      | 7. Dezember    | 2      | The Taped Singer                                                          | Nico Santos                                         | „Dita von Theesa“, „Edward mit den Klebehänden“, „Sohn von Claus Kleber“, „Graf Tapula“ | ProSieben    | | Identisch mit der Strafandrohung aus Folge 25. Tatsächliche Umsetzung: Vor dem Finalspiel Bagger to the Future der DudW-Ausgabe vom 11. Dezember 2021 werden Joko und Klaas im Stile eines Circus-HalliGalli-Countdown-Moments aus dem Studio abgeführt. Für den Rest der Sendung treten Senioren an ihre Stelle, die als Future-Joko und Future-Klaas aus dem Jahr 2065 vorgestellt werden. Future-Joko gewinnt das Finalspiel. |
| 26      | 7. Dezember    | 3      | Project Horsemen / Der Herr der Siebenen                                  | „Herr der ProSieben-Siebenen“                       |                                                                                         | ProSieben    | | Identisch mit der Strafandrohung aus Folge 25. Tatsächliche Umsetzung: Vor dem Finalspiel Bagger to the Future der DudW-Ausgabe vom 11. Dezember 2021 werden Joko und Klaas im Stile eines Circus-HalliGalli-Countdown-Moments aus dem Studio abgeführt. Für den Rest der Sendung treten Senioren an ihre Stelle, die als Future-Joko und Future-Klaas aus dem Jahr 2065 vorgestellt werden. Future-Joko gewinnt das Finalspiel. |
| 26      | 7. Dezember    | 4      | The Real Big Bang Theory                                                  | Aiman Abdallah                                      |                                                                                         | ProSieben    | | Identisch mit der Strafandrohung aus Folge 25. Tatsächliche Umsetzung: Vor dem Finalspiel Bagger to the Future der DudW-Ausgabe vom 11. Dezember 2021 werden Joko und Klaas im Stile eines Circus-HalliGalli-Countdown-Moments aus dem Studio abgeführt. Für den Rest der Sendung treten Senioren an ihre Stelle, die als Future-Joko und Future-Klaas aus dem Jahr 2065 vorgestellt werden. Future-Joko gewinnt das Finalspiel. |
| 26      | 7. Dezember    | 5      | Kunst                                                                     | Edin Hasanović                                      | Micky Beisenherz und Verona Pooth                                                       | ProSieben    | | Identisch mit der Strafandrohung aus Folge 25. Tatsächliche Umsetzung: Vor dem Finalspiel Bagger to the Future der DudW-Ausgabe vom 11. Dezember 2021 werden Joko und Klaas im Stile eines Circus-HalliGalli-Countdown-Moments aus dem Studio abgeführt. Für den Rest der Sendung treten Senioren an ihre Stelle, die als Future-Joko und Future-Klaas aus dem Jahr 2065 vorgestellt werden. Future-Joko gewinnt das Finalspiel. |
| 26      | 7. Dezember    | 6      | Hoffnwamal von Fallersleben                                               | Rebecca Mir                                         | Max Giesinger und Johannes Oerding                                                      | ProSieben    | | Identisch mit der Strafandrohung aus Folge 25. Tatsächliche Umsetzung: Vor dem Finalspiel Bagger to the Future der DudW-Ausgabe vom 11. Dezember 2021 werden Joko und Klaas im Stile eines Circus-HalliGalli-Countdown-Moments aus dem Studio abgeführt. Für den Rest der Sendung treten Senioren an ihre Stelle, die als Future-Joko und Future-Klaas aus dem Jahr 2065 vorgestellt werden. Future-Joko gewinnt das Finalspiel. |
| 26      | 7. Dezember    | 7      | Finale: Klammern                                                          |                                                     |                                                                                         | ProSieben    | | Identisch mit der Strafandrohung aus Folge 25. Tatsächliche Umsetzung: Vor dem Finalspiel Bagger to the Future der DudW-Ausgabe vom 11. Dezember 2021 werden Joko und Klaas im Stile eines Circus-HalliGalli-Countdown-Moments aus dem Studio abgeführt. Für den Rest der Sendung treten Senioren an ihre Stelle, die als Future-Joko und Future-Klaas aus dem Jahr 2065 vorgestellt werden. Future-Joko gewinnt das Finalspiel. |
| 27      | 14. Dezember 9 | 1      | Melodien für Maschinen                                                    | Johannes Oerding                                    |                                                                                         | ProSieben    | | Joko und Klaas müssen die Call-in-Show Joko & Klaas live am Nachmittag von 16:00 bis 17:00 am folgenden Mittwoch (15. Dezember 2021) moderieren. |
| 27      | 14. Dezember 9 | 2      | Tierselfies                                                               | „Herr ProSieben“                                    |                                                                                         | ProSieben    | | Joko und Klaas müssen die Call-in-Show Joko & Klaas live am Nachmittag von 16:00 bis 17:00 am folgenden Mittwoch (15. Dezember 2021) moderieren. |
| 27      | 14. Dezember 9 | 3      | Krawall in Suite Nr. 7                                                    | Jasna Fritzi Bauer                                  | Sido und Jens Knossalla                                                                 | ProSieben    | | Joko und Klaas müssen die Call-in-Show Joko & Klaas live am Nachmittag von 16:00 bis 17:00 am folgenden Mittwoch (15. Dezember 2021) moderieren. |
| 27      | 14. Dezember 9 | 4      | Wen würdest du zuerst aus einem brennenden Haus retten?                   | Timon Krause                                        |                                                                                         | ProSieben    | | Joko und Klaas müssen die Call-in-Show Joko & Klaas live am Nachmittag von 16:00 bis 17:00 am folgenden Mittwoch (15. Dezember 2021) moderieren. |
| 27      | 14. Dezember 9 | 5      | Runterhauen                                                               | Hazel Brugger                                       | Simon Gosejohann und Patrick Owomoyela                                                  | ProSieben    | | Joko und Klaas müssen die Call-in-Show Joko & Klaas live am Nachmittag von 16:00 bis 17:00 am folgenden Mittwoch (15. Dezember 2021) moderieren. |
| 27      | 14. Dezember 9 | 6      | Car-Brüll-Karaoke                                                         | Wincent Weiss                                       | Matthias Malmedie                                                                       | ProSieben    | | Joko und Klaas müssen die Call-in-Show Joko & Klaas live am Nachmittag von 16:00 bis 17:00 am folgenden Mittwoch (15. Dezember 2021) moderieren. |
| 27      | 14. Dezember 9 | 7      | Finale: Gegen die Wand                                                    |                                                     |                                                                                         | ProSieben    | | Joko und Klaas müssen die Call-in-Show Joko & Klaas live am Nachmittag von 16:00 bis 17:00 am folgenden Mittwoch (15. Dezember 2021) moderieren. |
| 28      | 21. Dezember   | 1      | Betreten der Eisfläche auf eigene Gefahr (Eltern haften für Ihre Kinder)! | Olaf Schubert                                       |                                                                                         | ProSieben    | | Joko und Klaas müssen unter dem Titel Silvester für Eins eine eigene Version des Kult-Silvestersketches Dinner for One aufzeichnen, die ab sofort jedes Silvester auf ProSieben gesendet wird. |
| 28      | 21. Dezember   | 2      | Weihnachtsmusik aufräumen                                                 | Lena Gercke                                         | Sarah Connor und Palina Rojinski                                                        | ProSieben    | | Joko und Klaas müssen unter dem Titel Silvester für Eins eine eigene Version des Kult-Silvestersketches Dinner for One aufzeichnen, die ab sofort jedes Silvester auf ProSieben gesendet wird. |
| 28      | 21. Dezember   | 3      | Häng Lulu im Wellenwerk                                                   | „Herr ProSieben“                                    |                                                                                         | ProSieben    | | Joko und Klaas müssen unter dem Titel Silvester für Eins eine eigene Version des Kult-Silvestersketches Dinner for One aufzeichnen, die ab sofort jedes Silvester auf ProSieben gesendet wird. |
| 28      | 21. Dezember   | 4      | Turmbau zu Stapel                                                         | Christian Düren                                     | Sasha und Michael Mittermeier                                                           | ProSieben    | | Joko und Klaas müssen unter dem Titel Silvester für Eins eine eigene Version des Kult-Silvestersketches Dinner for One aufzeichnen, die ab sofort jedes Silvester auf ProSieben gesendet wird. |
| 28      | 21. Dezember   | 5      | Danebenwerfen                                                             | Simon Gosejohann                                    | Zuschauer aus dem Publikum                                                              | ProSieben    | | Joko und Klaas müssen unter dem Titel Silvester für Eins eine eigene Version des Kult-Silvestersketches Dinner for One aufzeichnen, die ab sofort jedes Silvester auf ProSieben gesendet wird. |
| 28      | 21. Dezember   | 6      | Sneaky Ninja                                                              | Caro Daur                                           | Matthias Opdenhövel und Linda Zervakis                                                  | ProSieben    | | Joko und Klaas müssen unter dem Titel Silvester für Eins eine eigene Version des Kult-Silvestersketches Dinner for One aufzeichnen, die ab sofort jedes Silvester auf ProSieben gesendet wird. |
| 28      | 21. Dezember   | 7      | Finale: Das große Scheitern                                               |                                                     |                                                                                         | ProSieben    | | Joko und Klaas müssen unter dem Titel Silvester für Eins eine eigene Version des Kult-Silvestersketches Dinner for One aufzeichnen, die ab sofort jedes Silvester auf ProSieben gesendet wird. |

### Staffel 5
Die fünfte Staffel mit zehn Folgen wurde in zwei Blöcken aus gestrahlt. Der erste Block mit fünf Folgen wurde vom 11. bis 19. März 2022 in den Bavaria Studios aufgezeichnet und zwischen dem 19. April und 17. Mai 2022 ausgestrahlt. Die restlichen fünf Folgen wurden vom 18. Oktober 2022 bis 15. November 2022 gesendet.
| Ausgabe | Datum (2022) | Spiele | Spiele                                                      | Spiele                                                      | Spiele                                             | Sieger       | Gewinn | Strafe |
| Ausgabe | Datum (2022) | Nr.    | Name                                                        | Ansager                                                     | Gegner                                             | Sieger       | Gewinn | Strafe |
| ------- | ------------ | ------ | ----------------------------------------------------------- | ----------------------------------------------------------- | -------------------------------------------------- | ------------ | --- | --- |
| 29      | 19. April    | 1      | 10 Sekunden                                                 | Stefan Gödde                                                |                                                    | Joko & Klaas | Joko & Klaas LIVE: Vor dem Hintergrund des russischen Angriffs auf die Ukraine interviewen Joko und Klaas die Band Selo i Ludy, die trotz des Krieges in einem Luftschutzkeller in Charkiw weiter ihrer Musik nachgeht. Auch spielt die Band drei ihrer Coversongs. Das Gespräch mit bzw. der Auftritt von Selo i Ludy ist als Aufzeichnung ausgestrahlt worden. Ausstrahlung am 20. April 2022 um 20:15 Uhr                                                                         | Strafandrohung: Joko und Klaas verabschieden und begrüßen die Fernsehzuschauer in oder aus der Werbung für eine Woche |
| 29      | 19. April    | 2      | Joko im Gruselhaus mit Matthias Schweighöfer                | Herr ProSieben                                              |                                                    | Joko & Klaas | Joko & Klaas LIVE: Vor dem Hintergrund des russischen Angriffs auf die Ukraine interviewen Joko und Klaas die Band Selo i Ludy, die trotz des Krieges in einem Luftschutzkeller in Charkiw weiter ihrer Musik nachgeht. Auch spielt die Band drei ihrer Coversongs. Das Gespräch mit bzw. der Auftritt von Selo i Ludy ist als Aufzeichnung ausgestrahlt worden. Ausstrahlung am 20. April 2022 um 20:15 Uhr                                                                         | Strafandrohung: Joko und Klaas verabschieden und begrüßen die Fernsehzuschauer in oder aus der Werbung für eine Woche |
| 29      | 19. April    | 3      | DJ Egoistico                                                | Alexander Klaws als Mülli Müller (The Masked Singer)        | Sophie Passmann und Stefanie Giesinger             | Joko & Klaas | Joko & Klaas LIVE: Vor dem Hintergrund des russischen Angriffs auf die Ukraine interviewen Joko und Klaas die Band Selo i Ludy, die trotz des Krieges in einem Luftschutzkeller in Charkiw weiter ihrer Musik nachgeht. Auch spielt die Band drei ihrer Coversongs. Das Gespräch mit bzw. der Auftritt von Selo i Ludy ist als Aufzeichnung ausgestrahlt worden. Ausstrahlung am 20. April 2022 um 20:15 Uhr                                                                         | Strafandrohung: Joko und Klaas verabschieden und begrüßen die Fernsehzuschauer in oder aus der Werbung für eine Woche |
| 29      | 19. April    | 4      | Das Grünwald Chainsaw Massacre                              | Linda Zervakis                                              |                                                    | Joko & Klaas | Joko & Klaas LIVE: Vor dem Hintergrund des russischen Angriffs auf die Ukraine interviewen Joko und Klaas die Band Selo i Ludy, die trotz des Krieges in einem Luftschutzkeller in Charkiw weiter ihrer Musik nachgeht. Auch spielt die Band drei ihrer Coversongs. Das Gespräch mit bzw. der Auftritt von Selo i Ludy ist als Aufzeichnung ausgestrahlt worden. Ausstrahlung am 20. April 2022 um 20:15 Uhr                                                                         | Strafandrohung: Joko und Klaas verabschieden und begrüßen die Fernsehzuschauer in oder aus der Werbung für eine Woche |
| 29      | 19. April    | 5      | Wie schmeckt eigentlich Hip-Hop?                            | Riccardo Simonetti                                          | Frank Rosin und Nelson Müller                      | Joko & Klaas | Joko & Klaas LIVE: Vor dem Hintergrund des russischen Angriffs auf die Ukraine interviewen Joko und Klaas die Band Selo i Ludy, die trotz des Krieges in einem Luftschutzkeller in Charkiw weiter ihrer Musik nachgeht. Auch spielt die Band drei ihrer Coversongs. Das Gespräch mit bzw. der Auftritt von Selo i Ludy ist als Aufzeichnung ausgestrahlt worden. Ausstrahlung am 20. April 2022 um 20:15 Uhr                                                                         | Strafandrohung: Joko und Klaas verabschieden und begrüßen die Fernsehzuschauer in oder aus der Werbung für eine Woche |
| 29      | 19. April    | 6      | Steven erklärt die Regeln einfach gar nicht mehr            | Steven Gätjen                                               |                                                    | Joko & Klaas | Joko & Klaas LIVE: Vor dem Hintergrund des russischen Angriffs auf die Ukraine interviewen Joko und Klaas die Band Selo i Ludy, die trotz des Krieges in einem Luftschutzkeller in Charkiw weiter ihrer Musik nachgeht. Auch spielt die Band drei ihrer Coversongs. Das Gespräch mit bzw. der Auftritt von Selo i Ludy ist als Aufzeichnung ausgestrahlt worden. Ausstrahlung am 20. April 2022 um 20:15 Uhr                                                                         | Strafandrohung: Joko und Klaas verabschieden und begrüßen die Fernsehzuschauer in oder aus der Werbung für eine Woche |
| 29      | 19. April    | 7      | Finale: Das kleine 4X5                                      |                                                             |                                                    | Joko & Klaas | Joko & Klaas LIVE: Vor dem Hintergrund des russischen Angriffs auf die Ukraine interviewen Joko und Klaas die Band Selo i Ludy, die trotz des Krieges in einem Luftschutzkeller in Charkiw weiter ihrer Musik nachgeht. Auch spielt die Band drei ihrer Coversongs. Das Gespräch mit bzw. der Auftritt von Selo i Ludy ist als Aufzeichnung ausgestrahlt worden. Ausstrahlung am 20. April 2022 um 20:15 Uhr                                                                         | Strafandrohung: Joko und Klaas verabschieden und begrüßen die Fernsehzuschauer in oder aus der Werbung für eine Woche |
| 30      | 26. April    | 1      | Tempus Fugit                                                | Micha (IT-Angestellter von ProSieben)                       |                                                    | ProSieben    | | Identisch mit der Strafandrohung aus Folge 29                                                                         |
| 30      | 26. April    | 2      | Schneider                                                   | Herr ProSieben                                              |                                                    | ProSieben    | | Identisch mit der Strafandrohung aus Folge 29                                                                         |
| 30      | 26. April    | 3      | Ist das Kunst oder kann das App?                            | Matthias Opdenhövel                                         | Caro Daur und Riccardo Simonetti                   | ProSieben    | | Identisch mit der Strafandrohung aus Folge 29                                                                         |
| 30      | 26. April    | 4      | Jemanden verschwinden lassen                                | Timon Krause                                                | Alexander Klaws und Roman Weidenfeller             | ProSieben    | | Identisch mit der Strafandrohung aus Folge 29                                                                         |
| 30      | 26. April    | 5      | Die Zeit, die Zeit, wo isse hin?                            | Christian Düren                                             |                                                    | ProSieben    | | Identisch mit der Strafandrohung aus Folge 29                                                                         |
| 30      | 26. April    | 6      | Low Budget Stuntmen                                         | Jochen Schropp                                              |                                                    | ProSieben    | | Identisch mit der Strafandrohung aus Folge 29                                                                         |
| 30      | 26. April    | 7      | Finale: Am laufenden Band                                   |                                                             |                                                    | ProSieben    | | Identisch mit der Strafandrohung aus Folge 29                                                                         |
| 31      | 3. Mai       | 1      | Die Kirmes von Betrügien                                    | Amiaz Habtu                                                 | Timon Krause                                       | Joko & Klaas | Joko & Klaas LIVE: Da ProSieben, laut Joko und Klaas, bisher von den Aktionen im Rahmen von Joko & Klaas LIVE profitiert hat, beschlossen sie diesmal keinen Inhalt zu senden. Stattdessen spielten sie in der als Projekt 0,0 Prozent bezeichneten Ausgabe einen nervigen Ton ab und filmten sich, während sie in einer Warteschlange standen und warteten. Zudem wurden am unteren Bildschirmrand Sendungen auf anderen Sendern beworben. Ausstrahlung am 4. Mai 2022 um 20:15 Uhr | Strafandrohung: Joko und Klaas müssen für eine bekannte Sitcom die Lacher neu aufnehmen                               |
| 31      | 3. Mai       | 2      | Dunkelkochen                                                | Herr ProSieben                                              |                                                    | Joko & Klaas | Joko & Klaas LIVE: Da ProSieben, laut Joko und Klaas, bisher von den Aktionen im Rahmen von Joko & Klaas LIVE profitiert hat, beschlossen sie diesmal keinen Inhalt zu senden. Stattdessen spielten sie in der als Projekt 0,0 Prozent bezeichneten Ausgabe einen nervigen Ton ab und filmten sich, während sie in einer Warteschlange standen und warteten. Zudem wurden am unteren Bildschirmrand Sendungen auf anderen Sendern beworben. Ausstrahlung am 4. Mai 2022 um 20:15 Uhr | Strafandrohung: Joko und Klaas müssen für eine bekannte Sitcom die Lacher neu aufnehmen                               |
| 31      | 3. Mai       | 3      | Memoiren für Millionen                                      | Viviane Geppert                                             | Nilam Farooq und Max von der Groeben               | Joko & Klaas | Joko & Klaas LIVE: Da ProSieben, laut Joko und Klaas, bisher von den Aktionen im Rahmen von Joko & Klaas LIVE profitiert hat, beschlossen sie diesmal keinen Inhalt zu senden. Stattdessen spielten sie in der als Projekt 0,0 Prozent bezeichneten Ausgabe einen nervigen Ton ab und filmten sich, während sie in einer Warteschlange standen und warteten. Zudem wurden am unteren Bildschirmrand Sendungen auf anderen Sendern beworben. Ausstrahlung am 4. Mai 2022 um 20:15 Uhr | Strafandrohung: Joko und Klaas müssen für eine bekannte Sitcom die Lacher neu aufnehmen                               |
| 31      | 3. Mai       | 4      | Fallen lassen                                               | Funda Vanroy                                                |                                                    | Joko & Klaas | Joko & Klaas LIVE: Da ProSieben, laut Joko und Klaas, bisher von den Aktionen im Rahmen von Joko & Klaas LIVE profitiert hat, beschlossen sie diesmal keinen Inhalt zu senden. Stattdessen spielten sie in der als Projekt 0,0 Prozent bezeichneten Ausgabe einen nervigen Ton ab und filmten sich, während sie in einer Warteschlange standen und warteten. Zudem wurden am unteren Bildschirmrand Sendungen auf anderen Sendern beworben. Ausstrahlung am 4. Mai 2022 um 20:15 Uhr | Strafandrohung: Joko und Klaas müssen für eine bekannte Sitcom die Lacher neu aufnehmen                               |
| 31      | 3. Mai       | 5      | Pest oder Cholera                                           | Verona Pooth                                                |                                                    | Joko & Klaas | Joko & Klaas LIVE: Da ProSieben, laut Joko und Klaas, bisher von den Aktionen im Rahmen von Joko & Klaas LIVE profitiert hat, beschlossen sie diesmal keinen Inhalt zu senden. Stattdessen spielten sie in der als Projekt 0,0 Prozent bezeichneten Ausgabe einen nervigen Ton ab und filmten sich, während sie in einer Warteschlange standen und warteten. Zudem wurden am unteren Bildschirmrand Sendungen auf anderen Sendern beworben. Ausstrahlung am 4. Mai 2022 um 20:15 Uhr | Strafandrohung: Joko und Klaas müssen für eine bekannte Sitcom die Lacher neu aufnehmen                               |
| 31      | 3. Mai       | 6      | Der Tisch                                                   | Annemarie Carpendale                                        | Daniel Boschmann und Jochen Schropp                | Joko & Klaas | Joko & Klaas LIVE: Da ProSieben, laut Joko und Klaas, bisher von den Aktionen im Rahmen von Joko & Klaas LIVE profitiert hat, beschlossen sie diesmal keinen Inhalt zu senden. Stattdessen spielten sie in der als Projekt 0,0 Prozent bezeichneten Ausgabe einen nervigen Ton ab und filmten sich, während sie in einer Warteschlange standen und warteten. Zudem wurden am unteren Bildschirmrand Sendungen auf anderen Sendern beworben. Ausstrahlung am 4. Mai 2022 um 20:15 Uhr | Strafandrohung: Joko und Klaas müssen für eine bekannte Sitcom die Lacher neu aufnehmen                               |
| 31      | 3. Mai       | 7      | Finale: Déjà-vu                                             | Schauspieler: Bruno Sauter, Ronny Schuster & Johannes Lukas |                                                    | Joko & Klaas | Joko & Klaas LIVE: Da ProSieben, laut Joko und Klaas, bisher von den Aktionen im Rahmen von Joko & Klaas LIVE profitiert hat, beschlossen sie diesmal keinen Inhalt zu senden. Stattdessen spielten sie in der als Projekt 0,0 Prozent bezeichneten Ausgabe einen nervigen Ton ab und filmten sich, während sie in einer Warteschlange standen und warteten. Zudem wurden am unteren Bildschirmrand Sendungen auf anderen Sendern beworben. Ausstrahlung am 4. Mai 2022 um 20:15 Uhr | Strafandrohung: Joko und Klaas müssen für eine bekannte Sitcom die Lacher neu aufnehmen                               |
| 32      | 10. Mai      | 1      | 17                                                          | Aiman Abdallah                                              |                                                    | ProSieben    | | Joko und Klaas müssen die Soundeffekte der nächsten Sendung neu vertonen                                              |
| 32      | 10. Mai      | 2      | Ich glaub, mein Ohr pfeift immer noch                       | H.P. Baxxter                                                | Melissa Khalaj und Amiaz Habtu                     | ProSieben    | | Joko und Klaas müssen die Soundeffekte der nächsten Sendung neu vertonen                                              |
| 32      | 10. Mai      | 3      | Gegner erschütteln                                          | Nelson Müller                                               | Dennis und Benni Wolter                            | ProSieben    | | Joko und Klaas müssen die Soundeffekte der nächsten Sendung neu vertonen                                              |
| 32      | 10. Mai      | 4      | What we do in the Shadows                                   | Herr ProSieben                                              | Ross Antony und Simon Pearce                       | ProSieben    | | Joko und Klaas müssen die Soundeffekte der nächsten Sendung neu vertonen                                              |
| 32      | 10. Mai      | 5      | Joko und Klaas bauen ein Haus und Steven zieht ein          | Edin Hasanović                                              |                                                    | ProSieben    | | Joko und Klaas müssen die Soundeffekte der nächsten Sendung neu vertonen                                              |
| 32      | 10. Mai      | 6      | An die Decke werfen                                         | Daniel Aminati                                              |                                                    | ProSieben    | | Joko und Klaas müssen die Soundeffekte der nächsten Sendung neu vertonen                                              |
| 32      | 10. Mai      | 7      | Finale: Bedecke den Flecke                                  |                                                             |                                                    | ProSieben    | | Joko und Klaas müssen die Soundeffekte der nächsten Sendung neu vertonen                                              |
| 33      | 17. Mai      | 1      | 10 Minuten ins Studio                                       | Herr ProSieben                                              |                                                    | ProSieben    | | Joko und Klaas übernehmen den Instagram-Account von ProSieben bis Sonntag, 22. Mai                                    |
| 33      | 17. Mai      | 2      | Ich glaub', ich weiß, was du gemeint haben könntest         | Sophie Paßmann                                              | Annemarie Carpendale und Wayne Carpendale          | ProSieben    | | Joko und Klaas übernehmen den Instagram-Account von ProSieben bis Sonntag, 22. Mai                                    |
| 33      | 17. Mai      | 3      | Der Herr der Ringe und die zwei wackeligen Türme            | Sebastian Pufpaff                                           | René Adler und Sven Hannawald                      | ProSieben    | | Joko und Klaas übernehmen den Instagram-Account von ProSieben bis Sonntag, 22. Mai                                    |
| 33      | 17. Mai      | 4      | Scooter                                                     | Caro Daur                                                   | H.P. Baxxter                                       | ProSieben    | | Joko und Klaas übernehmen den Instagram-Account von ProSieben bis Sonntag, 22. Mai                                    |
| 33      | 17. Mai      | 5      | Ein romantisches Stellesdrauf                               | Ruth Moschner                                               |                                                    | ProSieben    | | Joko und Klaas übernehmen den Instagram-Account von ProSieben bis Sonntag, 22. Mai                                    |
| 33      | 17. Mai      | 6      | Vandalissimo – das total unleserliche Quiz                  | Dennis und Benni Wolter                                     | Zuschauer Florian                                  | ProSieben    | | Joko und Klaas übernehmen den Instagram-Account von ProSieben bis Sonntag, 22. Mai                                    |
| 33      | 17. Mai      | 7      | Finale: Auf die hohe Kante legen                            |                                                             |                                                    | ProSieben    | | Joko und Klaas übernehmen den Instagram-Account von ProSieben bis Sonntag, 22. Mai                                    |
| 34      | 18. Oktober  | 1      | Die größte Scherbe                                          | Ella Endlich als Zebra (The Masked Singer)                  | Jessica Schwarz und Florian David Fitz             | ProSieben    | | Joko und Klaas moderieren die Galileo-Ausgaben vom 19. bis 21. Oktober                                                |
| 34      | 18. Oktober  | 2      | Umdriften                                                   | Stefan Gödde                                                | Daniel Abt und Alexander Klaws                     | ProSieben    | | Joko und Klaas moderieren die Galileo-Ausgaben vom 19. bis 21. Oktober                                                |
| 34      | 18. Oktober  | 3      | Was wurde hier überfahren?                                  | Jens Knossalla                                              |                                                    | ProSieben    | | Joko und Klaas moderieren die Galileo-Ausgaben vom 19. bis 21. Oktober                                                |
| 34      | 18. Oktober  | 4      | Dilemmata                                                   | Hazel Brugger                                               | Dang Qiu                                           | ProSieben    | | Joko und Klaas moderieren die Galileo-Ausgaben vom 19. bis 21. Oktober                                                |
| 34      | 18. Oktober  | 5      | Joko & Klaas transportieren eine Leiche                     | Herr ProSieben                                              |                                                    | ProSieben    | | Joko und Klaas moderieren die Galileo-Ausgaben vom 19. bis 21. Oktober                                                |
| 34      | 18. Oktober  | 6      | Wie klingt eigentlich Banane?                               | Melissa Khalaj                                              | Wigald Boning und Simon Gosejohann                 | ProSieben    | | Joko und Klaas moderieren die Galileo-Ausgaben vom 19. bis 21. Oktober                                                |
| 34      | 18. Oktober  | 7      | Finale: Bitte wenden                                        |                                                             |                                                    | ProSieben    | | Joko und Klaas moderieren die Galileo-Ausgaben vom 19. bis 21. Oktober                                                |
| 35      | 25. Oktober  | 1      | Züge                                                        | Sebastian Pufpaff                                           |                                                    | Joko & Klaas | Joko & Klaas LIVE: Joko und Klaas stellten ihre Instagram-Accounts den iranischen Aktivistinnen Sarah Ramani und Azam Jangravi zur Verfügung. Ausstrahlung am 26. Oktober 2022 um 20:15 Uhr | Strafandrohung: Joko und Klaas müssen sich für eine Werbeaktion an eine Plakatwand kleben lassen                      |
| 35      | 25. Oktober  | 2      | Entfernte Bekannte                                          | Christian Düren                                             | Nilam Farooq und Edin Hasanović                    | Joko & Klaas | Joko & Klaas LIVE: Joko und Klaas stellten ihre Instagram-Accounts den iranischen Aktivistinnen Sarah Ramani und Azam Jangravi zur Verfügung. Ausstrahlung am 26. Oktober 2022 um 20:15 Uhr | Strafandrohung: Joko und Klaas müssen sich für eine Werbeaktion an eine Plakatwand kleben lassen                      |
| 35      | 25. Oktober  | 3      | Ich weiß, was du gesehen haben könntest                     | Claire Oelkers                                              |                                                    | Joko & Klaas | Joko & Klaas LIVE: Joko und Klaas stellten ihre Instagram-Accounts den iranischen Aktivistinnen Sarah Ramani und Azam Jangravi zur Verfügung. Ausstrahlung am 26. Oktober 2022 um 20:15 Uhr | Strafandrohung: Joko und Klaas müssen sich für eine Werbeaktion an eine Plakatwand kleben lassen                      |
| 35      | 25. Oktober  | 4      | Unangenehme Aufgaben für unschuldige Mitarbeiter:innen      | Herr ProSieben                                              |                                                    | Joko & Klaas | Joko & Klaas LIVE: Joko und Klaas stellten ihre Instagram-Accounts den iranischen Aktivistinnen Sarah Ramani und Azam Jangravi zur Verfügung. Ausstrahlung am 26. Oktober 2022 um 20:15 Uhr | Strafandrohung: Joko und Klaas müssen sich für eine Werbeaktion an eine Plakatwand kleben lassen                      |
| 35      | 25. Oktober  | 5      | Kreislaufprobleme                                           | Annemarie Carpendale                                        | Viviane Geppert und Janin Ullmann                  | Joko & Klaas | Joko & Klaas LIVE: Joko und Klaas stellten ihre Instagram-Accounts den iranischen Aktivistinnen Sarah Ramani und Azam Jangravi zur Verfügung. Ausstrahlung am 26. Oktober 2022 um 20:15 Uhr | Strafandrohung: Joko und Klaas müssen sich für eine Werbeaktion an eine Plakatwand kleben lassen                      |
| 35      | 25. Oktober  | 6      | Enden                                                       | Matthias Opdenhövel                                         | Sophie Passmann und Cro                            | Joko & Klaas | Joko & Klaas LIVE: Joko und Klaas stellten ihre Instagram-Accounts den iranischen Aktivistinnen Sarah Ramani und Azam Jangravi zur Verfügung. Ausstrahlung am 26. Oktober 2022 um 20:15 Uhr | Strafandrohung: Joko und Klaas müssen sich für eine Werbeaktion an eine Plakatwand kleben lassen                      |
| 35      | 25. Oktober  | 7      | Finale: Aufprallen                                          |                                                             |                                                    | Joko & Klaas | Joko & Klaas LIVE: Joko und Klaas stellten ihre Instagram-Accounts den iranischen Aktivistinnen Sarah Ramani und Azam Jangravi zur Verfügung. Ausstrahlung am 26. Oktober 2022 um 20:15 Uhr | Strafandrohung: Joko und Klaas müssen sich für eine Werbeaktion an eine Plakatwand kleben lassen                      |
| 36      | 1. November  | 1      | Joko & Klaas gegen den Gefährdungsbeurteilungskatalog       | Dunja Hayali                                                |                                                    | ProSieben    | | Identisch mit der Strafandrohung aus Folge 35                                                                         |
| 36      | 1. November  | 2      | Timon Krause treibt Joko & Klaas in den Wahnsinn            | Timon Krause                                                | Timon Krause                                       | ProSieben    | | Identisch mit der Strafandrohung aus Folge 35                                                                         |
| 36      | 1. November  | 3      | Kaputt, aber geht noch                                      | Linda Zervakis                                              | Rick Kavanian und Simon Pearce                     | ProSieben    | | Identisch mit der Strafandrohung aus Folge 35                                                                         |
| 36      | 1. November  | 4      | Welcher Hundehaufen ist Joko & Klaas?                       | Jessica Schwarz                                             |                                                    | ProSieben    | | Identisch mit der Strafandrohung aus Folge 35                                                                         |
| 36      | 1. November  | 5      | Ohren auf im Straßenverkehr                                 | Aiman Abdallah                                              | Alli Neumann und Wincent Weiss                     | ProSieben    | | Identisch mit der Strafandrohung aus Folge 35                                                                         |
| 36      | 1. November  | 6      | Extrem schlau und unglaublich nah                           | Viviane Geppert                                             |                                                    | ProSieben    | | Identisch mit der Strafandrohung aus Folge 35                                                                         |
| 36      | 1. November  | 7      | Finale: 10 Würfe                                            |                                                             |                                                    | ProSieben    | | Identisch mit der Strafandrohung aus Folge 35                                                                         |
| 37      | 8. November  | 1      | Joko & Klaas gegen ProSieben die Show – das Spiel           | Kevin Körber                                                | 100 ProSieben-Mitarbeiter, Dennis und Benni Wolter | Joko & Klaas | Joko & Klaas LIVE: Joko und Klaas unterbrachen das Sendesignal der Livesendung, damit das „Notfallband“ gezeigt wird, das sie während ihrer Circus-HalliGalli-Zeit gedreht haben. Dabei handelt es sich um ein kurzes Musikvideo, in dem die beiden Jožin z bažin singen. Ausstrahlung am 9. November 2022 um 20:15 Uhr | Strafandrohung: Joko und Klaas müssen am 11. November um 11:11 Uhr auf ProSieben eine Büttenrede halten               |
| 37      | 8. November  | 2      | Nachtschicht im Studio – mit 7 Schlangen                    | Herr ProSieben                                              |                                                    | Joko & Klaas | Joko & Klaas LIVE: Joko und Klaas unterbrachen das Sendesignal der Livesendung, damit das „Notfallband“ gezeigt wird, das sie während ihrer Circus-HalliGalli-Zeit gedreht haben. Dabei handelt es sich um ein kurzes Musikvideo, in dem die beiden Jožin z bažin singen. Ausstrahlung am 9. November 2022 um 20:15 Uhr | Strafandrohung: Joko und Klaas müssen am 11. November um 11:11 Uhr auf ProSieben eine Büttenrede halten               |
| 37      | 8. November  | 3      | Eintüten                                                    | Funda Vanroy                                                | Dennis und Benni Wolter                            | Joko & Klaas | Joko & Klaas LIVE: Joko und Klaas unterbrachen das Sendesignal der Livesendung, damit das „Notfallband“ gezeigt wird, das sie während ihrer Circus-HalliGalli-Zeit gedreht haben. Dabei handelt es sich um ein kurzes Musikvideo, in dem die beiden Jožin z bažin singen. Ausstrahlung am 9. November 2022 um 20:15 Uhr | Strafandrohung: Joko und Klaas müssen am 11. November um 11:11 Uhr auf ProSieben eine Büttenrede halten               |
| 37      | 8. November  | 4      | Geonkel Mittelschnell & Neffen                              | Sophie Passmann                                             |                                                    | Joko & Klaas | Joko & Klaas LIVE: Joko und Klaas unterbrachen das Sendesignal der Livesendung, damit das „Notfallband“ gezeigt wird, das sie während ihrer Circus-HalliGalli-Zeit gedreht haben. Dabei handelt es sich um ein kurzes Musikvideo, in dem die beiden Jožin z bažin singen. Ausstrahlung am 9. November 2022 um 20:15 Uhr | Strafandrohung: Joko und Klaas müssen am 11. November um 11:11 Uhr auf ProSieben eine Büttenrede halten               |
| 37      | 8. November  | 5      | Der hohe Stapel fängt den Wurm                              | Nilam Farooq                                                | Melissa Khalaj und Christian Düren                 | Joko & Klaas | Joko & Klaas LIVE: Joko und Klaas unterbrachen das Sendesignal der Livesendung, damit das „Notfallband“ gezeigt wird, das sie während ihrer Circus-HalliGalli-Zeit gedreht haben. Dabei handelt es sich um ein kurzes Musikvideo, in dem die beiden Jožin z bažin singen. Ausstrahlung am 9. November 2022 um 20:15 Uhr | Strafandrohung: Joko und Klaas müssen am 11. November um 11:11 Uhr auf ProSieben eine Büttenrede halten               |
| 37      | 8. November  | 6      | Das kürzeste Autorennen der Welt                            | Thore Schölermann                                           | Patrick Esume und Icke Dommisch                    | Joko & Klaas | Joko & Klaas LIVE: Joko und Klaas unterbrachen das Sendesignal der Livesendung, damit das „Notfallband“ gezeigt wird, das sie während ihrer Circus-HalliGalli-Zeit gedreht haben. Dabei handelt es sich um ein kurzes Musikvideo, in dem die beiden Jožin z bažin singen. Ausstrahlung am 9. November 2022 um 20:15 Uhr | Strafandrohung: Joko und Klaas müssen am 11. November um 11:11 Uhr auf ProSieben eine Büttenrede halten               |
| 37      | 8. November  | 7      | Finale: Weglassen                                           |                                                             |                                                    | Joko & Klaas | Joko & Klaas LIVE: Joko und Klaas unterbrachen das Sendesignal der Livesendung, damit das „Notfallband“ gezeigt wird, das sie während ihrer Circus-HalliGalli-Zeit gedreht haben. Dabei handelt es sich um ein kurzes Musikvideo, in dem die beiden Jožin z bažin singen. Ausstrahlung am 9. November 2022 um 20:15 Uhr | Strafandrohung: Joko und Klaas müssen am 11. November um 11:11 Uhr auf ProSieben eine Büttenrede halten               |
| 38      | 15. November | 1      | Aller Ende ist leicht                                       | Glückliche Mitarbeiter:innen                                |                                                    | ProSieben    | | Joko und Klaas müssen diese Ausgabe komplett gucken und mit Regiekommentaren versehen                                 |
| 38      | 15. November | 2      | Sieben Meter Senf                                           | Wincent Weiss                                               | Linda Zervakis und Matthias Opdenhövel             | ProSieben    | | Joko und Klaas müssen diese Ausgabe komplett gucken und mit Regiekommentaren versehen                                 |
| 38      | 15. November | 3      | Joko & Klaas sperren das Studiogelände ab                   | Herr ProSieben                                              |                                                    | ProSieben    | | Joko und Klaas müssen diese Ausgabe komplett gucken und mit Regiekommentaren versehen                                 |
| 38      | 15. November | 4      | Das Diss-Duell                                              | Edin Hasanovic                                              | Aminata Belli und Hadnet Tesfai                    | ProSieben    | | Joko und Klaas müssen diese Ausgabe komplett gucken und mit Regiekommentaren versehen                                 |
| 38      | 15. November | 5      | Das große ProSieben Auto-Boxen                              | Rebecca Mir                                                 | Axel Stein und Paul Janke                          | ProSieben    | | Joko und Klaas müssen diese Ausgabe komplett gucken und mit Regiekommentaren versehen                                 |
| 38      | 15. November | 6      | Lieber einen Joko in der Hand, als einen Klaas auf dem Dach | Riccardo Simonetti                                          |                                                    | ProSieben    | | Joko und Klaas müssen diese Ausgabe komplett gucken und mit Regiekommentaren versehen                                 |
| 38      | 15. November | 7      | Finale: Der Vorname von Herrn ProSieben                     |                                                             |                                                    | ProSieben    | | Joko und Klaas müssen diese Ausgabe komplett gucken und mit Regiekommentaren versehen                                 |

### Staffel 6
Die ersten fünf Folgen der sechsten Staffel wurden vom 22. bis 30. März 2023 aufgezeichnet und vom 25. April bis 23. Mai 2023 gesendet. Die restlichen fünf Folgen wurden ab dem 6. September 2023 aufgezeichnet und zwischen dem 17. Oktober und 14. November 2023 ausgestrahlt.
| Ausgabe | Datum (2023) | Spiele | Spiele                                                                     | Spiele                                                                                   | Spiele                                                                    | Sieger       | Gewinn | Strafe |
| Ausgabe | Datum (2023) | Nr.    | Name                                                                       | Ansager                                                                                  | Gegner                                                                    | Sieger       | Gewinn | Strafe |
| ------- | ------------ | ------ | -------------------------------------------------------------------------- | ---------------------------------------------------------------------------------------- | ------------------------------------------------------------------------- | ------------ | --- | --- |
| 39      | 25. April    | 1      | 9,99 Sekunden                                                              | Jeremy Fragrance                                                                         |                                                                           | ProSieben    | | Sie müssen am 6. Mai eine Stunde lang die Übertragung der Krönung von König Charles III. auf Sat.1 kommentieren.           |
| 39      | 25. April    | 2      | Treppenwerfen                                                              | Bruno Alexander, Emil Belton, Oskar Belton, Max Mattis, Leonard Fuchs und Daniel Rychlik | Michi Beck und Smudo                                                      | ProSieben    | | Sie müssen am 6. Mai eine Stunde lang die Übertragung der Krönung von König Charles III. auf Sat.1 kommentieren.           |
| 39      | 25. April    | 3      | Das dunkle VR-Labyrinth - Teil 1                                           | Herr ProSieben                                                                           |                                                                           | ProSieben    | | Sie müssen am 6. Mai eine Stunde lang die Übertragung der Krönung von König Charles III. auf Sat.1 kommentieren.           |
| 39      | 25. April    | 4      | Worauf stehst du?                                                          | Annemarie Carpendale                                                                     | Nina Chuba und Emilio Sakraya                                             | ProSieben    | | Sie müssen am 6. Mai eine Stunde lang die Übertragung der Krönung von König Charles III. auf Sat.1 kommentieren.           |
| 39      | 25. April    | 5      | Wer stiehlt mir die Show? - Turbo                                          | Katrin Bauerfeind                                                                        | Palina Rojinski und Sido                                                  | ProSieben    | | Sie müssen am 6. Mai eine Stunde lang die Übertragung der Krönung von König Charles III. auf Sat.1 kommentieren.           |
| 39      | 25. April    | 6      | Und wieder der Vorname von Herrn ProSieben                                 | Matthias Opdenhövel                                                                      |                                                                           | ProSieben    | | Sie müssen am 6. Mai eine Stunde lang die Übertragung der Krönung von König Charles III. auf Sat.1 kommentieren.           |
| 39      | 25. April    | 7      | Finale: Wippen                                                             |                                                                                          |                                                                           | ProSieben    | | Sie müssen am 6. Mai eine Stunde lang die Übertragung der Krönung von König Charles III. auf Sat.1 kommentieren.           |
| 40      | 2. Mai       | 1      | Kentucky Schreit Flippen                                                   | Johannes B. Kerner                                                                       |                                                                           | Joko & Klaas | Joko & Klaas LIVE: Voyager Winterscheidt: Klaas holte Joko während einer WSMDS-Aufzeichnung aus dem Studio und zeigte ihm ein Video. Diesem zufolge habe er einen kleinen Koffer an einem Ballon befestigt und diesen auf über 30 Kilometer Höhe steigen lassen. Auf dem Koffer waren Zeichnungen im Stile des Voyager Golden Record zu sehen, die Joko zeigen. Inhalt waren Jokos Personalausweis, Schlüsselbund und ein Video, das einen nackten Mann mit Jokos Gesicht zeigt. Vor Beginn der Sendung wurde eingeblendet, dass diese Ausgabe von Joko & Klaas LIVE zuvor aufgezeichnet wurde. Ausstrahlung am 3. Mai 2023 um 20:15 Uhr | Strafandrohung: Sie müssen eine weitere Stunde die Übertragung der Krönung von König Charles III. auf Sat.1 kommentieren.  |
| 40      | 2. Mai       | 2      | Das dunkle VR-Labyrinth - Teil 2                                           | Herr ProSieben                                                                           |                                                                           | Joko & Klaas | Joko & Klaas LIVE: Voyager Winterscheidt: Klaas holte Joko während einer WSMDS-Aufzeichnung aus dem Studio und zeigte ihm ein Video. Diesem zufolge habe er einen kleinen Koffer an einem Ballon befestigt und diesen auf über 30 Kilometer Höhe steigen lassen. Auf dem Koffer waren Zeichnungen im Stile des Voyager Golden Record zu sehen, die Joko zeigen. Inhalt waren Jokos Personalausweis, Schlüsselbund und ein Video, das einen nackten Mann mit Jokos Gesicht zeigt. Vor Beginn der Sendung wurde eingeblendet, dass diese Ausgabe von Joko & Klaas LIVE zuvor aufgezeichnet wurde. Ausstrahlung am 3. Mai 2023 um 20:15 Uhr | Strafandrohung: Sie müssen eine weitere Stunde die Übertragung der Krönung von König Charles III. auf Sat.1 kommentieren.  |
| 40      | 2. Mai       | 3      | Nahverkehr                                                                 | Jens Knossalla                                                                           | Axel Stein und Paul Janke                                                 | Joko & Klaas | Joko & Klaas LIVE: Voyager Winterscheidt: Klaas holte Joko während einer WSMDS-Aufzeichnung aus dem Studio und zeigte ihm ein Video. Diesem zufolge habe er einen kleinen Koffer an einem Ballon befestigt und diesen auf über 30 Kilometer Höhe steigen lassen. Auf dem Koffer waren Zeichnungen im Stile des Voyager Golden Record zu sehen, die Joko zeigen. Inhalt waren Jokos Personalausweis, Schlüsselbund und ein Video, das einen nackten Mann mit Jokos Gesicht zeigt. Vor Beginn der Sendung wurde eingeblendet, dass diese Ausgabe von Joko & Klaas LIVE zuvor aufgezeichnet wurde. Ausstrahlung am 3. Mai 2023 um 20:15 Uhr | Strafandrohung: Sie müssen eine weitere Stunde die Übertragung der Krönung von König Charles III. auf Sat.1 kommentieren.  |
| 40      | 2. Mai       | 4      | The Fast Singer                                                            | Elif und Lary                                                                            | Elif und Lary                                                             | Joko & Klaas | Joko & Klaas LIVE: Voyager Winterscheidt: Klaas holte Joko während einer WSMDS-Aufzeichnung aus dem Studio und zeigte ihm ein Video. Diesem zufolge habe er einen kleinen Koffer an einem Ballon befestigt und diesen auf über 30 Kilometer Höhe steigen lassen. Auf dem Koffer waren Zeichnungen im Stile des Voyager Golden Record zu sehen, die Joko zeigen. Inhalt waren Jokos Personalausweis, Schlüsselbund und ein Video, das einen nackten Mann mit Jokos Gesicht zeigt. Vor Beginn der Sendung wurde eingeblendet, dass diese Ausgabe von Joko & Klaas LIVE zuvor aufgezeichnet wurde. Ausstrahlung am 3. Mai 2023 um 20:15 Uhr | Strafandrohung: Sie müssen eine weitere Stunde die Übertragung der Krönung von König Charles III. auf Sat.1 kommentieren.  |
| 40      | 2. Mai       | 5      | Abschneiden                                                                | Carolin Kebekus und David Kebekus                                                        | Bully Herbig und Ross Antony                                              | Joko & Klaas | Joko & Klaas LIVE: Voyager Winterscheidt: Klaas holte Joko während einer WSMDS-Aufzeichnung aus dem Studio und zeigte ihm ein Video. Diesem zufolge habe er einen kleinen Koffer an einem Ballon befestigt und diesen auf über 30 Kilometer Höhe steigen lassen. Auf dem Koffer waren Zeichnungen im Stile des Voyager Golden Record zu sehen, die Joko zeigen. Inhalt waren Jokos Personalausweis, Schlüsselbund und ein Video, das einen nackten Mann mit Jokos Gesicht zeigt. Vor Beginn der Sendung wurde eingeblendet, dass diese Ausgabe von Joko & Klaas LIVE zuvor aufgezeichnet wurde. Ausstrahlung am 3. Mai 2023 um 20:15 Uhr | Strafandrohung: Sie müssen eine weitere Stunde die Übertragung der Krönung von König Charles III. auf Sat.1 kommentieren.  |
| 40      | 2. Mai       | 6      | Joko & Klaas gegen die Maschinen                                           | Stefan Gödde                                                                             |                                                                           | Joko & Klaas | Joko & Klaas LIVE: Voyager Winterscheidt: Klaas holte Joko während einer WSMDS-Aufzeichnung aus dem Studio und zeigte ihm ein Video. Diesem zufolge habe er einen kleinen Koffer an einem Ballon befestigt und diesen auf über 30 Kilometer Höhe steigen lassen. Auf dem Koffer waren Zeichnungen im Stile des Voyager Golden Record zu sehen, die Joko zeigen. Inhalt waren Jokos Personalausweis, Schlüsselbund und ein Video, das einen nackten Mann mit Jokos Gesicht zeigt. Vor Beginn der Sendung wurde eingeblendet, dass diese Ausgabe von Joko & Klaas LIVE zuvor aufgezeichnet wurde. Ausstrahlung am 3. Mai 2023 um 20:15 Uhr | Strafandrohung: Sie müssen eine weitere Stunde die Übertragung der Krönung von König Charles III. auf Sat.1 kommentieren.  |
| 40      | 2. Mai       | 7      | Finale: Rätselino - die supereinfachen Kinderrätsel (geeignet ab 2 Jahren) |                                                                                          |                                                                           | Joko & Klaas | Joko & Klaas LIVE: Voyager Winterscheidt: Klaas holte Joko während einer WSMDS-Aufzeichnung aus dem Studio und zeigte ihm ein Video. Diesem zufolge habe er einen kleinen Koffer an einem Ballon befestigt und diesen auf über 30 Kilometer Höhe steigen lassen. Auf dem Koffer waren Zeichnungen im Stile des Voyager Golden Record zu sehen, die Joko zeigen. Inhalt waren Jokos Personalausweis, Schlüsselbund und ein Video, das einen nackten Mann mit Jokos Gesicht zeigt. Vor Beginn der Sendung wurde eingeblendet, dass diese Ausgabe von Joko & Klaas LIVE zuvor aufgezeichnet wurde. Ausstrahlung am 3. Mai 2023 um 20:15 Uhr | Strafandrohung: Sie müssen eine weitere Stunde die Übertragung der Krönung von König Charles III. auf Sat.1 kommentieren.  |
| 41      | 9. Mai       | 1      | Türschlusspanik                                                            | Linda Zervakis                                                                           |                                                                           | ProSieben    | | Am Muttertag (14. Mai 2023) lesen Joko und Klaas im Programm von ProSieben aufgenommene Muttertagsgrüße vor.               |
| 41      | 9. Mai       | 2      | Herbert                                                                    | Viviane Geppert                                                                          | Herbert Grönemeyer                                                        | ProSieben    | | Am Muttertag (14. Mai 2023) lesen Joko und Klaas im Programm von ProSieben aufgenommene Muttertagsgrüße vor.               |
| 41      | 9. Mai       | 3      | Zuhause bei Herrn ProSieben                                                | Herr ProSieben                                                                           |                                                                           | ProSieben    | | Am Muttertag (14. Mai 2023) lesen Joko und Klaas im Programm von ProSieben aufgenommene Muttertagsgrüße vor.               |
| 41      | 9. Mai       | 4      | Lieferrambo                                                                | Anke Engelke und Riccardo Simonetti                                                      | Lina Magull und Kai Pflaume                                               | ProSieben    | | Am Muttertag (14. Mai 2023) lesen Joko und Klaas im Programm von ProSieben aufgenommene Muttertagsgrüße vor.               |
| 41      | 9. Mai       | 5      | Getante Superschnell und Nichten                                           | Aiman Abdallah                                                                           |                                                                           | ProSieben    | | Am Muttertag (14. Mai 2023) lesen Joko und Klaas im Programm von ProSieben aufgenommene Muttertagsgrüße vor.               |
| 41      | 9. Mai       | 6      | Studio Manipulare                                                          | Thore Schölermann                                                                        | Dennis und Benni Wolter                                                   | ProSieben    | | Am Muttertag (14. Mai 2023) lesen Joko und Klaas im Programm von ProSieben aufgenommene Muttertagsgrüße vor.               |
| 41      | 9. Mai       | 7      | Finale: 10 Treffer                                                         |                                                                                          |                                                                           | ProSieben    | | Am Muttertag (14. Mai 2023) lesen Joko und Klaas im Programm von ProSieben aufgenommene Muttertagsgrüße vor.               |
| 42      | 16. Mai      | 1      | Das Dach                                                                   | Herr ProSieben                                                                           |                                                                           | ProSieben    | | Joko und Klaas müssen eine Woche lang das Wetter in der Newstime moderieren.                                               |
| 42      | 16. Mai      | 2      | Mal mir das Lied vom Tod                                                   | Dennis und Benni Wolter                                                                  |                                                                           | ProSieben    | | Joko und Klaas müssen eine Woche lang das Wetter in der Newstime moderieren.                                               |
| 42      | 16. Mai      | 3      | Fast & forsichtig                                                          | Funda Vanroy                                                                             | Simon Gosejohann und Jared Hasselhoff                                     | ProSieben    | | Joko und Klaas müssen eine Woche lang das Wetter in der Newstime moderieren.                                               |
| 42      | 16. Mai      | 4      | 400                                                                        | Die gefährlichen Requisiten                                                              |                                                                           | ProSieben    | | Joko und Klaas müssen eine Woche lang das Wetter in der Newstime moderieren.                                               |
| 42      | 16. Mai      | 5      | Je suis pardon, je parle accent                                            | Axel Stein                                                                               | Sophie Passmann und Tommi Schmitt                                         | ProSieben    | | Joko und Klaas müssen eine Woche lang das Wetter in der Newstime moderieren.                                               |
| 42      | 16. Mai      | 6      | Wer brennt, verliert                                                       | Christian Düren                                                                          |                                                                           | ProSieben    | | Joko und Klaas müssen eine Woche lang das Wetter in der Newstime moderieren.                                               |
| 42      | 16. Mai      | 7      | Finale: Kentucky schreit flippen                                           |                                                                                          |                                                                           | ProSieben    | | Joko und Klaas müssen eine Woche lang das Wetter in der Newstime moderieren.                                               |
| 43 12   | 23. Mai      | 1      | Die Nadel im Menschenhaufen                                                | Herr ProSieben                                                                           | 116 Mitarbeiter weggespielt                                               | ProSieben    | | Joko und Klaas kochen und servieren der ProSieben-Belegschaft ein Mittagessen in der Kantine und räumen danach selber auf. |
| 43 12   | 23. Mai      | 2      | Berühren                                                                   | Frau ProSieben                                                                           | 94 Mitarbeiter weggespielt                                                | ProSieben    | | Joko und Klaas kochen und servieren der ProSieben-Belegschaft ein Mittagessen in der Kantine und räumen danach selber auf. |
| 43 12   | 23. Mai      | 3      | Schritte                                                                   | Der Sohn von Herr ProSieben                                                              | 311 Mitarbeiter weggespielt                                               | ProSieben    | | Joko und Klaas kochen und servieren der ProSieben-Belegschaft ein Mittagessen in der Kantine und räumen danach selber auf. |
| 43 12   | 23. Mai      | 4      | Vielwurf                                                                   | Oma ProSieben                                                                            | 20 Mitarbeiter weggespielt                                                | ProSieben    | | Joko und Klaas kochen und servieren der ProSieben-Belegschaft ein Mittagessen in der Kantine und räumen danach selber auf. |
| 43 12   | 23. Mai      | 5      | Erschrecker                                                                | Herr ProSieben                                                                           | 66 Mitarbeiter weggespielt                                                | ProSieben    | | Joko und Klaas kochen und servieren der ProSieben-Belegschaft ein Mittagessen in der Kantine und räumen danach selber auf. |
| 43 12   | 23. Mai      | 6      | Sneaky Ninja XXL                                                           | Onkel ProSieben                                                                          | 121 Mitarbeiter weggespielt                                               | ProSieben    | | Joko und Klaas kochen und servieren der ProSieben-Belegschaft ein Mittagessen in der Kantine und räumen danach selber auf. |
| 43 12   | 23. Mai      | 7      | Finale: Dichter denken                                                     | Kevin Körber                                                                             | 49 Mitarbeiter                                                            | ProSieben    | | Joko und Klaas kochen und servieren der ProSieben-Belegschaft ein Mittagessen in der Kantine und räumen danach selber auf. |
| 44      | 17. Oktober  | 1      | Suicide No Hander                                                          | Dennis und Benni Wolter                                                                  |                                                                           | Joko & Klaas | Joko & Klaas LIVE: Joko und Klaas sparen sich die gewonnenen 15 Minuten auf, um beim nächsten Gewinn 30 Minuten für eine größere Idee zu haben. | Strafandrohung: Joko und Klaas müssen ein mehrteiliges Joyn-Exclusive produzieren, bei dem sie im Mittelpunkt stehen.      |
| 44      | 17. Oktober  | 2      | Joko und Klaas bauen ein Auto                                              | Herr ProSieben                                                                           |                                                                           | Joko & Klaas | Joko & Klaas LIVE: Joko und Klaas sparen sich die gewonnenen 15 Minuten auf, um beim nächsten Gewinn 30 Minuten für eine größere Idee zu haben. | Strafandrohung: Joko und Klaas müssen ein mehrteiliges Joyn-Exclusive produzieren, bei dem sie im Mittelpunkt stehen.      |
| 44      | 17. Oktober  | 3      | Spedition Dilettanti                                                       | Riccardo Simonetti                                                                       |                                                                           | Joko & Klaas | Joko & Klaas LIVE: Joko und Klaas sparen sich die gewonnenen 15 Minuten auf, um beim nächsten Gewinn 30 Minuten für eine größere Idee zu haben. | Strafandrohung: Joko und Klaas müssen ein mehrteiliges Joyn-Exclusive produzieren, bei dem sie im Mittelpunkt stehen.      |
| 44      | 17. Oktober  | 4      | The Masked Stuntman                                                        | Matthias Opdenhövel                                                                      | Jochen Schropp, Stefanie Heinzmann, Jeannine Michaelsen & Michael Schulte | Joko & Klaas | Joko & Klaas LIVE: Joko und Klaas sparen sich die gewonnenen 15 Minuten auf, um beim nächsten Gewinn 30 Minuten für eine größere Idee zu haben. | Strafandrohung: Joko und Klaas müssen ein mehrteiliges Joyn-Exclusive produzieren, bei dem sie im Mittelpunkt stehen.      |
| 44      | 17. Oktober  | 5      | Bevor wir fallen, prallen wir lieber auf                                   | Elevator Boys                                                                            |                                                                           | Joko & Klaas | Joko & Klaas LIVE: Joko und Klaas sparen sich die gewonnenen 15 Minuten auf, um beim nächsten Gewinn 30 Minuten für eine größere Idee zu haben. | Strafandrohung: Joko und Klaas müssen ein mehrteiliges Joyn-Exclusive produzieren, bei dem sie im Mittelpunkt stehen.      |
| 44      | 17. Oktober  | 6      | Songs aus Sicht der Besungenen                                             | Nadja Benaissa                                                                           | Stefanie Kloß & Peter Maffay                                              | Joko & Klaas | Joko & Klaas LIVE: Joko und Klaas sparen sich die gewonnenen 15 Minuten auf, um beim nächsten Gewinn 30 Minuten für eine größere Idee zu haben. | Strafandrohung: Joko und Klaas müssen ein mehrteiliges Joyn-Exclusive produzieren, bei dem sie im Mittelpunkt stehen.      |
| 44      | 17. Oktober  | 7      | Finale: Das Blatt und der Riss                                             |                                                                                          |                                                                           | Joko & Klaas | Joko & Klaas LIVE: Joko und Klaas sparen sich die gewonnenen 15 Minuten auf, um beim nächsten Gewinn 30 Minuten für eine größere Idee zu haben. | Strafandrohung: Joko und Klaas müssen ein mehrteiliges Joyn-Exclusive produzieren, bei dem sie im Mittelpunkt stehen.      |
| 45      | 24. Oktober  | 1      | Zum Lauschen und Werfen ziehen die Lachse den Fluss hinauf                 | Thees Uhlmann                                                                            | Riccardo Simonetti, Nikeata Thompson                                      | ProSieben    | | Joko & Klaas produzieren das dreiteilige Joyn-Exclusive „Joko und Klaas im Zoo“ im Stile einer Zoo-Doku-Soap.              |
| 45      | 24. Oktober  | 2      | Blinzeln                                                                   | Linda Zervakis                                                                           |                                                                           | ProSieben    | | Joko & Klaas produzieren das dreiteilige Joyn-Exclusive „Joko und Klaas im Zoo“ im Stile einer Zoo-Doku-Soap.              |
| 45      | 24. Oktober  | 3      | Bundesjugendspiele im Dunkeln                                              | Herr ProSieben                                                                           |                                                                           | ProSieben    | | Joko & Klaas produzieren das dreiteilige Joyn-Exclusive „Joko und Klaas im Zoo“ im Stile einer Zoo-Doku-Soap.              |
| 45      | 24. Oktober  | 4      | Die Rampe                                                                  | Stefanie Heinzmann                                                                       | Jannik Schümann, Max von der Groeben                                      | ProSieben    | | Joko & Klaas produzieren das dreiteilige Joyn-Exclusive „Joko und Klaas im Zoo“ im Stile einer Zoo-Doku-Soap.              |
| 45      | 24. Oktober  | 5      | Ausschütten                                                                | Stefan Gödde                                                                             | Alli Neumann, Aminata Belli                                               | ProSieben    | | Joko & Klaas produzieren das dreiteilige Joyn-Exclusive „Joko und Klaas im Zoo“ im Stile einer Zoo-Doku-Soap.              |
| 45      | 24. Oktober  | 6      | Die Liga der exponentiellen Gentlemen                                      | Jeannine Michaelsen                                                                      |                                                                           | ProSieben    | | Joko & Klaas produzieren das dreiteilige Joyn-Exclusive „Joko und Klaas im Zoo“ im Stile einer Zoo-Doku-Soap.              |
| 45      | 24. Oktober  | 7      | Finale: Ich werf' dich zu mit meinem Ball                                  |                                                                                          |                                                                           | ProSieben    | | Joko & Klaas produzieren das dreiteilige Joyn-Exclusive „Joko und Klaas im Zoo“ im Stile einer Zoo-Doku-Soap.              |
| 46      | 31. Oktober  | 1      | Joko und Klaas müssen Fluch aufheben                                       | Herr ProSieben                                                                           |                                                                           | ProSieben    | | Joko & Klaas müssen die Aufsager für die Spiele für Sendung 47 einsprechen.                                                |
| 46      | 31. Oktober  | 2      | Herr, vergib ihnen, denn sie wissen nicht, was sie tun werden              | Stefanie Kloß & Peter Maffay                                                             |                                                                           | ProSieben    | | Joko & Klaas müssen die Aufsager für die Spiele für Sendung 47 einsprechen.                                                |
| 46      | 31. Oktober  | 3      | Spuren lesen                                                               | Charly Hübner                                                                            | Jasmin Wagner, Domiziana                                                  | ProSieben    | | Joko & Klaas müssen die Aufsager für die Spiele für Sendung 47 einsprechen.                                                |
| 46      | 31. Oktober  | 4      | Die Zeit, der Unterschied und das Fiasko                                   | Bill & Tom Kaulitz                                                                       |                                                                           | ProSieben    | | Joko & Klaas müssen die Aufsager für die Spiele für Sendung 47 einsprechen.                                                |
| 46      | 31. Oktober  | 5      | Wer kippt's weiter?                                                        | Salwa Houmsi                                                                             | Nura, Ski Aggu                                                            | ProSieben    | | Joko & Klaas müssen die Aufsager für die Spiele für Sendung 47 einsprechen.                                                |
| 46      | 31. Oktober  | 6      | Dinge drehen                                                               | Aiman Abdallah                                                                           |                                                                           | ProSieben    | | Joko & Klaas müssen die Aufsager für die Spiele für Sendung 47 einsprechen.                                                |
| 46      | 31. Oktober  | 7      | Finale: Das einfachste Finale der Welt                                     |                                                                                          |                                                                           | ProSieben    | | Joko & Klaas müssen die Aufsager für die Spiele für Sendung 47 einsprechen.                                                |
| 47      | 7. November  | 1      | Geoma Mittelschnell und Schwiegersöhne                                     | Joko & Klaas                                                                             |                                                                           | Joko & Klaas | Joko & Klaas LIVE: Eine Woche lang strahlen Joko und Klaas mit dem Hashtag #Schatzsuche jeweils um 20:15 Uhr in 5-Minuten-Fenstern Rätsel aus, die die Geokoordinaten eines Geldkoffers mit dem symbolischen Inhalt von einer Million Euro preisgeben, der irgendwo in Deutschland versteckt wurde. Der Code für das Schloss wurde am Samstag der Woche an die Bedingung geknüpft, dass sich innerhalb von drei Tagen 10.000 Menschen bei der DKMS registrieren. Nach dem letzten Rätsel der Schatzsuche (also während dem Staffelfinale von Joko & Klaas gegen ProSieben) wurde der Moment des Öffnens des Koffers durch die zuerst ankommende Person live übertragen. Millionengewinner wurde Tobias (29) aus Oberbobritzsch, der die Lösung der Rätsel über den zusammen mit Zuschauern live miträtselnden Streamer Papaplatte erfahren hatte. Der Koffer war auf einer Wiese in der Nähe des Dorfes zusammen mit Joko in einem Van untergebracht. | Strafandrohung: Joko und Klaas müssen für die Eingangshalle des neuen ProSieben-Sendegebäudes Kunstwerke erstellen.        |
| 47      | 7. November  | 2      | Joko und Klaas vs. Helium-Ballon                                           | Herr ProSieben                                                                           |                                                                           | Joko & Klaas | Joko & Klaas LIVE: Eine Woche lang strahlen Joko und Klaas mit dem Hashtag #Schatzsuche jeweils um 20:15 Uhr in 5-Minuten-Fenstern Rätsel aus, die die Geokoordinaten eines Geldkoffers mit dem symbolischen Inhalt von einer Million Euro preisgeben, der irgendwo in Deutschland versteckt wurde. Der Code für das Schloss wurde am Samstag der Woche an die Bedingung geknüpft, dass sich innerhalb von drei Tagen 10.000 Menschen bei der DKMS registrieren. Nach dem letzten Rätsel der Schatzsuche (also während dem Staffelfinale von Joko & Klaas gegen ProSieben) wurde der Moment des Öffnens des Koffers durch die zuerst ankommende Person live übertragen. Millionengewinner wurde Tobias (29) aus Oberbobritzsch, der die Lösung der Rätsel über den zusammen mit Zuschauern live miträtselnden Streamer Papaplatte erfahren hatte. Der Koffer war auf einer Wiese in der Nähe des Dorfes zusammen mit Joko in einem Van untergebracht. | Strafandrohung: Joko und Klaas müssen für die Eingangshalle des neuen ProSieben-Sendegebäudes Kunstwerke erstellen.        |
| 47      | 7. November  | 3      | Wer früher bremst, ist länger tot                                          | Joko & Klaas                                                                             | Wincent Weiss & Johannes Oerding                                          | Joko & Klaas | Joko & Klaas LIVE: Eine Woche lang strahlen Joko und Klaas mit dem Hashtag #Schatzsuche jeweils um 20:15 Uhr in 5-Minuten-Fenstern Rätsel aus, die die Geokoordinaten eines Geldkoffers mit dem symbolischen Inhalt von einer Million Euro preisgeben, der irgendwo in Deutschland versteckt wurde. Der Code für das Schloss wurde am Samstag der Woche an die Bedingung geknüpft, dass sich innerhalb von drei Tagen 10.000 Menschen bei der DKMS registrieren. Nach dem letzten Rätsel der Schatzsuche (also während dem Staffelfinale von Joko & Klaas gegen ProSieben) wurde der Moment des Öffnens des Koffers durch die zuerst ankommende Person live übertragen. Millionengewinner wurde Tobias (29) aus Oberbobritzsch, der die Lösung der Rätsel über den zusammen mit Zuschauern live miträtselnden Streamer Papaplatte erfahren hatte. Der Koffer war auf einer Wiese in der Nähe des Dorfes zusammen mit Joko in einem Van untergebracht. | Strafandrohung: Joko und Klaas müssen für die Eingangshalle des neuen ProSieben-Sendegebäudes Kunstwerke erstellen.        |
| 47      | 7. November  | 4      | Lieder werfen                                                              | Joko & Klaas                                                                             | Vanessa Mai & Bosse                                                       | Joko & Klaas | Joko & Klaas LIVE: Eine Woche lang strahlen Joko und Klaas mit dem Hashtag #Schatzsuche jeweils um 20:15 Uhr in 5-Minuten-Fenstern Rätsel aus, die die Geokoordinaten eines Geldkoffers mit dem symbolischen Inhalt von einer Million Euro preisgeben, der irgendwo in Deutschland versteckt wurde. Der Code für das Schloss wurde am Samstag der Woche an die Bedingung geknüpft, dass sich innerhalb von drei Tagen 10.000 Menschen bei der DKMS registrieren. Nach dem letzten Rätsel der Schatzsuche (also während dem Staffelfinale von Joko & Klaas gegen ProSieben) wurde der Moment des Öffnens des Koffers durch die zuerst ankommende Person live übertragen. Millionengewinner wurde Tobias (29) aus Oberbobritzsch, der die Lösung der Rätsel über den zusammen mit Zuschauern live miträtselnden Streamer Papaplatte erfahren hatte. Der Koffer war auf einer Wiese in der Nähe des Dorfes zusammen mit Joko in einem Van untergebracht. | Strafandrohung: Joko und Klaas müssen für die Eingangshalle des neuen ProSieben-Sendegebäudes Kunstwerke erstellen.        |
| 47      | 7. November  | 5      | 21                                                                         | Joko & Klaas                                                                             | Katrin Bauerfeind & Oliver Kalkofe                                        | Joko & Klaas | Joko & Klaas LIVE: Eine Woche lang strahlen Joko und Klaas mit dem Hashtag #Schatzsuche jeweils um 20:15 Uhr in 5-Minuten-Fenstern Rätsel aus, die die Geokoordinaten eines Geldkoffers mit dem symbolischen Inhalt von einer Million Euro preisgeben, der irgendwo in Deutschland versteckt wurde. Der Code für das Schloss wurde am Samstag der Woche an die Bedingung geknüpft, dass sich innerhalb von drei Tagen 10.000 Menschen bei der DKMS registrieren. Nach dem letzten Rätsel der Schatzsuche (also während dem Staffelfinale von Joko & Klaas gegen ProSieben) wurde der Moment des Öffnens des Koffers durch die zuerst ankommende Person live übertragen. Millionengewinner wurde Tobias (29) aus Oberbobritzsch, der die Lösung der Rätsel über den zusammen mit Zuschauern live miträtselnden Streamer Papaplatte erfahren hatte. Der Koffer war auf einer Wiese in der Nähe des Dorfes zusammen mit Joko in einem Van untergebracht. | Strafandrohung: Joko und Klaas müssen für die Eingangshalle des neuen ProSieben-Sendegebäudes Kunstwerke erstellen.        |
| 47      | 7. November  | 6      | Die rechte und die linke Hand des Teufels                                  | Joko & Klaas                                                                             |                                                                           | Joko & Klaas | Joko & Klaas LIVE: Eine Woche lang strahlen Joko und Klaas mit dem Hashtag #Schatzsuche jeweils um 20:15 Uhr in 5-Minuten-Fenstern Rätsel aus, die die Geokoordinaten eines Geldkoffers mit dem symbolischen Inhalt von einer Million Euro preisgeben, der irgendwo in Deutschland versteckt wurde. Der Code für das Schloss wurde am Samstag der Woche an die Bedingung geknüpft, dass sich innerhalb von drei Tagen 10.000 Menschen bei der DKMS registrieren. Nach dem letzten Rätsel der Schatzsuche (also während dem Staffelfinale von Joko & Klaas gegen ProSieben) wurde der Moment des Öffnens des Koffers durch die zuerst ankommende Person live übertragen. Millionengewinner wurde Tobias (29) aus Oberbobritzsch, der die Lösung der Rätsel über den zusammen mit Zuschauern live miträtselnden Streamer Papaplatte erfahren hatte. Der Koffer war auf einer Wiese in der Nähe des Dorfes zusammen mit Joko in einem Van untergebracht. | Strafandrohung: Joko und Klaas müssen für die Eingangshalle des neuen ProSieben-Sendegebäudes Kunstwerke erstellen.        |
| 47      | 7. November  | 7      | Finale: Soßen in einer Art Fernwirkung übertragen                          |                                                                                          |                                                                           | Joko & Klaas | Joko & Klaas LIVE: Eine Woche lang strahlen Joko und Klaas mit dem Hashtag #Schatzsuche jeweils um 20:15 Uhr in 5-Minuten-Fenstern Rätsel aus, die die Geokoordinaten eines Geldkoffers mit dem symbolischen Inhalt von einer Million Euro preisgeben, der irgendwo in Deutschland versteckt wurde. Der Code für das Schloss wurde am Samstag der Woche an die Bedingung geknüpft, dass sich innerhalb von drei Tagen 10.000 Menschen bei der DKMS registrieren. Nach dem letzten Rätsel der Schatzsuche (also während dem Staffelfinale von Joko & Klaas gegen ProSieben) wurde der Moment des Öffnens des Koffers durch die zuerst ankommende Person live übertragen. Millionengewinner wurde Tobias (29) aus Oberbobritzsch, der die Lösung der Rätsel über den zusammen mit Zuschauern live miträtselnden Streamer Papaplatte erfahren hatte. Der Koffer war auf einer Wiese in der Nähe des Dorfes zusammen mit Joko in einem Van untergebracht. | Strafandrohung: Joko und Klaas müssen für die Eingangshalle des neuen ProSieben-Sendegebäudes Kunstwerke erstellen.        |
| 48 13   | 14. November | 7      | Finale: Joko und Klaas verkatert im schnellsten Aufzug Europas             | Herr ProSieben                                                                           |                                                                           | ProSieben    | | Joko und Klaas müssen im Rahmen des 25-jährigen Geburtstages von Galileo ein Experiment durchführen.                       |
| 48 13   | 14. November | 6      | Einmal rückwärts mit alles, bitte                                          | Shirin David                                                                             | Micky Beisenherz & Oliver Polak                                           | ProSieben    | | Joko und Klaas müssen im Rahmen des 25-jährigen Geburtstages von Galileo ein Experiment durchführen.                       |
| 48 13   | 14. November | 5      | Die Null muss stehen                                                       | Emilio Sakraya                                                                           |                                                                           | ProSieben    | | Joko und Klaas müssen im Rahmen des 25-jährigen Geburtstages von Galileo ein Experiment durchführen.                       |
| 48 13   | 14. November | 4      | Am Anfang war das Ende                                                     | Wincent Weiss                                                                            |                                                                           | ProSieben    | | Joko und Klaas müssen im Rahmen des 25-jährigen Geburtstages von Galileo ein Experiment durchführen.                       |
| 48 13   | 14. November | 3      | Zurückfahren                                                               | Palina Rojinski                                                                          | Janin Ullmann & Melissa Khalaj                                            | ProSieben    | | Joko und Klaas müssen im Rahmen des 25-jährigen Geburtstages von Galileo ein Experiment durchführen.                       |
| 48 13   | 14. November | 2      | Verkehrtherum                                                              | Andrea Petković                                                                          |                                                                           | ProSieben    | | Joko und Klaas müssen im Rahmen des 25-jährigen Geburtstages von Galileo ein Experiment durchführen.                       |

### Staffel 7
Die ersten sechs Folgen der siebten Staffel wurden vom 13. bis 23. März 2024 aufgezeichnet und wurden zwischen dem 9. April 2024 und 14. Mai 2024 ausgestrahlt.
Die letzten fünf Folgen der Staffel wurden zwischen dem 5. November 2024 und 10. Dezember 2024 ausgestrahlt.
| Ausgabe | Datum (2024)   | Spiele | Spiele                                                                | Spiele                         | Spiele                                                                                    | Sieger       | Gewinn | Strafe |
| Ausgabe | Datum (2024)   | Nr.    | Name                                                                  | Ansager                        | Gegner                                                                                    | Sieger       | Gewinn | Strafe |
| ------- | -------------- | ------ | --------------------------------------------------------------------- | ------------------------------ | ----------------------------------------------------------------------------------------- | ------------ | --- | --- |
| 49 14   | 9. April       | 1      | Torschlusspanik                                                       | Nina Chuba                     | E: 6 Versuche verloren                                                                    | ProSieben    | | Joko und Klaas müssen für eine Woche in speziellen Outfits in den Outros und Intros der Werbeblöcke erscheinen.                            |
| 49 14   | 9. April       | 2      | Joko baut Plateauschuhe für Klaas, Klaas baut Joko eine neue Brille   | Herr ProSieben                 | E: 2 Versuche verloren                                                                    | ProSieben    | | Joko und Klaas müssen für eine Woche in speziellen Outfits in den Outros und Intros der Werbeblöcke erscheinen.                            |
| 49 14   | 9. April       | 3      | Eyes Wide Shut                                                        | Daniel Aminati                 | E: 4 Versuche verloren                                                                    | ProSieben    | | Joko und Klaas müssen für eine Woche in speziellen Outfits in den Outros und Intros der Werbeblöcke erscheinen.                            |
| 49 14   | 9. April       | 4      | Wer bin ich und wenn ja, wohin?                                       | Aiman Abdallah                 | E: 5 Versuche verloren                                                                    | ProSieben    | | Joko und Klaas müssen für eine Woche in speziellen Outfits in den Outros und Intros der Werbeblöcke erscheinen.                            |
| 49 14   | 9. April       | 4,5    | Schnick, Schnack, Schnuck                                             | Hannes Hiller                  | E: 15 Versuche verloren                                                                   | ProSieben    | | Joko und Klaas müssen für eine Woche in speziellen Outfits in den Outros und Intros der Werbeblöcke erscheinen.                            |
| 49 14   | 9. April       | 5      | Joko & Klaas gegen sich selbst                                        | Joko & Klaas aus dem Jahr 2044 | Joko & Klaas-Kinderdoubles (E: 5 Versuche verloren)                                       | ProSieben    | | Joko und Klaas müssen für eine Woche in speziellen Outfits in den Outros und Intros der Werbeblöcke erscheinen.                            |
| 49 14   | 9. April       | 6      | Die Corioliskraft                                                     | Alvaro Soler                   | E: 13 Versuche verloren                                                                   | ProSieben    | | Joko und Klaas müssen für eine Woche in speziellen Outfits in den Outros und Intros der Werbeblöcke erscheinen.                            |
| 50 14   | 16. April      | 1      | Bröselbadminton                                                       | Melissa Khalaj                 | E: 11 Versuche verloren                                                                   | Joko & Klaas | Joko & Klaas LIVE: 24 Stunden Programm als Programmdirektoren von ProSieben Ausstrahlung am 21. April 2024 von 00:00 Uhr bis 23:59 Uhr | Strafandrohung: Joko und Klaas müssen 12 Stunden lang als Pförtner bei ProSieben arbeiten.                                                 |
| 50 14   | 16. April      | 2      | Und ründlich grüßt das Murmeltier                                     | Riccardo Simonetti             | E: 3 Versuche verloren                                                                    | Joko & Klaas | Joko & Klaas LIVE: 24 Stunden Programm als Programmdirektoren von ProSieben Ausstrahlung am 21. April 2024 von 00:00 Uhr bis 23:59 Uhr | Strafandrohung: Joko und Klaas müssen 12 Stunden lang als Pförtner bei ProSieben arbeiten.                                                 |
| 50 14   | 16. April      | 3      | The Muted Singer                                                      | Matthias Opdenhövel            | Sasha, E: 4 Versuche verloren                                                             | Joko & Klaas | Joko & Klaas LIVE: 24 Stunden Programm als Programmdirektoren von ProSieben Ausstrahlung am 21. April 2024 von 00:00 Uhr bis 23:59 Uhr | Strafandrohung: Joko und Klaas müssen 12 Stunden lang als Pförtner bei ProSieben arbeiten.                                                 |
| 50 14   | 16. April      | 4      | 0,63 m²                                                               | Sebastian Pufpaff              | E: 9 Versuche verloren                                                                    | Joko & Klaas | Joko & Klaas LIVE: 24 Stunden Programm als Programmdirektoren von ProSieben Ausstrahlung am 21. April 2024 von 00:00 Uhr bis 23:59 Uhr | Strafandrohung: Joko und Klaas müssen 12 Stunden lang als Pförtner bei ProSieben arbeiten.                                                 |
| 50 14   | 16. April      | 4,5    | Schnick, Schnack, Schnuck                                             |                                | Hannes Hiller, E: 5 Versuche verloren                                                     | Joko & Klaas | Joko & Klaas LIVE: 24 Stunden Programm als Programmdirektoren von ProSieben Ausstrahlung am 21. April 2024 von 00:00 Uhr bis 23:59 Uhr | Strafandrohung: Joko und Klaas müssen 12 Stunden lang als Pförtner bei ProSieben arbeiten.                                                 |
| 50 14   | 16. April      | 5      | Das 15-Fragen-Quiz mit der Chance auf eine siebenstellige Gewinnsumme | El Hotzo                       | E: 8 Versuche verloren                                                                    | Joko & Klaas | Joko & Klaas LIVE: 24 Stunden Programm als Programmdirektoren von ProSieben Ausstrahlung am 21. April 2024 von 00:00 Uhr bis 23:59 Uhr | Strafandrohung: Joko und Klaas müssen 12 Stunden lang als Pförtner bei ProSieben arbeiten.                                                 |
| 50 14   | 16. April      | 6      | Die lange Lunte                                                       | Jakob Lundt                    | E: 0 Versuche verloren                                                                    | Joko & Klaas | Joko & Klaas LIVE: 24 Stunden Programm als Programmdirektoren von ProSieben Ausstrahlung am 21. April 2024 von 00:00 Uhr bis 23:59 Uhr | Strafandrohung: Joko und Klaas müssen 12 Stunden lang als Pförtner bei ProSieben arbeiten.                                                 |
| 50 14   | 16. April      | 7      | Finale: Das Gegenteil von...                                          |                                | E: 2 Versuche verloren                                                                    | Joko & Klaas | Joko & Klaas LIVE: 24 Stunden Programm als Programmdirektoren von ProSieben Ausstrahlung am 21. April 2024 von 00:00 Uhr bis 23:59 Uhr | Strafandrohung: Joko und Klaas müssen 12 Stunden lang als Pförtner bei ProSieben arbeiten.                                                 |
| 51      | 23. April      | 1      | Radius Müller Westernhagen                                            | Icke Dommisch                  |                                                                                           | ProSieben    | | Joko und Klaas müssen für die nächste Folge die Grafiken der Sendung designen.                                                             |
| 51      | 23. April      | 2      | Das Heimlich-Manöver                                                  | Rebecca Mir                    | Sophie Passmann & Tommi Schmitt                                                           | ProSieben    | | Joko und Klaas müssen für die nächste Folge die Grafiken der Sendung designen.                                                             |
| 51      | 23. April      | 3      | Klavier stürzt aus 8m Höhe                                            | Herr ProSieben                 |                                                                                           | ProSieben    | | Joko und Klaas müssen für die nächste Folge die Grafiken der Sendung designen.                                                             |
| 51      | 23. April      | 4      | Gebrüder Steif und die einfachen Runden                               | Stefanie Giesinger             |                                                                                           | ProSieben    | | Joko und Klaas müssen für die nächste Folge die Grafiken der Sendung designen.                                                             |
| 51      | 23. April      | 5      | Wie macht der Schabrackentapir?                                       | Vanessa Mai & Nora Tschirner   | Michael Mittermeier & Till Reiners                                                        | ProSieben    | | Joko und Klaas müssen für die nächste Folge die Grafiken der Sendung designen.                                                             |
| 51      | 23. April      | 6      | Drive-by-Weitwurf                                                     | Stefan Gödde                   | Jeanne Goursaud & Emilio Sakraya                                                          | ProSieben    | | Joko und Klaas müssen für die nächste Folge die Grafiken der Sendung designen.                                                             |
| 51      | 23. April      | 7      | Finale: Versuche verteilen                                            |                                |                                                                                           | ProSieben    | | Joko und Klaas müssen für die nächste Folge die Grafiken der Sendung designen.                                                             |
| 52      | 30. April      | 1      | Die Durch-Die-Scheibe-Werfer                                          | Viviane Geppert                |                                                                                           | ProSieben    | | Joko und Klaas produzieren das dreiteilige Joyn-Exclusive „Salon Joko und Klahaars“, bei dem Klaas Joko das Haareschneiden beibringen soll |
| 52      | 30. April      | 2      | Das musikalischste Musikquiz aller Musikzeiten                        | Steven Gätjen                  | Palina Rojinski & Jessica Schwarz                                                         | ProSieben    | | Joko und Klaas produzieren das dreiteilige Joyn-Exclusive „Salon Joko und Klahaars“, bei dem Klaas Joko das Haareschneiden beibringen soll |
| 52      | 30. April      | 3.     | 2 Euro                                                                | Florian David Fitz             | Gizem Emre & Max von der Groeben                                                          | ProSieben    | | Joko und Klaas produzieren das dreiteilige Joyn-Exclusive „Salon Joko und Klahaars“, bei dem Klaas Joko das Haareschneiden beibringen soll |
| 52      | 30. April      | 4      | Tu nicht das, was ich mir tu                                          | Herr ProSieben                 | Dennis und Benni Wolter                                                                   | ProSieben    | | Joko und Klaas produzieren das dreiteilige Joyn-Exclusive „Salon Joko und Klahaars“, bei dem Klaas Joko das Haareschneiden beibringen soll |
| 52      | 30. April      | 5      | Do you speak mhmpf-mhmpf?                                             | Ski Aggu                       |                                                                                           | ProSieben    | | Joko und Klaas produzieren das dreiteilige Joyn-Exclusive „Salon Joko und Klahaars“, bei dem Klaas Joko das Haareschneiden beibringen soll |
| 52      | 30. April      | 6      | Rübermachen                                                           | Elton                          |                                                                                           | ProSieben    | | Joko und Klaas produzieren das dreiteilige Joyn-Exclusive „Salon Joko und Klahaars“, bei dem Klaas Joko das Haareschneiden beibringen soll |
| 52      | 30. April      | 7      | Finale: El final no comprendo                                         |                                |                                                                                           | ProSieben    | | Joko und Klaas produzieren das dreiteilige Joyn-Exclusive „Salon Joko und Klahaars“, bei dem Klaas Joko das Haareschneiden beibringen soll |
| 53      | 7. Mai         | 1      | Vorwärts/Rückwärts                                                    | Sabine (Reinigungskraft)       |                                                                                           | ProSieben    | | Joko und Klaas müssen die Sendung in rheinischem bzw. norddeutschem Dialekt nachsynchronisieren                                            |
| 53      | 7. Mai         | 2      | Coverversionen, die die Welt nicht braucht                            | Sabine (Reinigungskraft)       | Lary & Álvaro Soler                                                                       | ProSieben    | | Joko und Klaas müssen die Sendung in rheinischem bzw. norddeutschem Dialekt nachsynchronisieren                                            |
| 53      | 7. Mai         | 3      | Snowpiercer Bavaria, Teil 1                                           | Herr ProSieben                 |                                                                                           | ProSieben    | | Joko und Klaas müssen die Sendung in rheinischem bzw. norddeutschem Dialekt nachsynchronisieren                                            |
| 53      | 7. Mai         | 4      | Failversuche                                                          | Sabine (Reinigungskraft)       | Axel Stein & Paul Janke                                                                   | ProSieben    | | Joko und Klaas müssen die Sendung in rheinischem bzw. norddeutschem Dialekt nachsynchronisieren                                            |
| 53      | 7. Mai         | 5      | Schattenspiele                                                        | Sabine (Reinigungskraft)       | Esther Schweins & Wigald Boning                                                           | ProSieben    | | Joko und Klaas müssen die Sendung in rheinischem bzw. norddeutschem Dialekt nachsynchronisieren                                            |
| 53      | 7. Mai         | 6      | Da steht ein Gefährt auf'm Flur                                       | Sabine (Reinigungskraft)       |                                                                                           | ProSieben    | | Joko und Klaas müssen die Sendung in rheinischem bzw. norddeutschem Dialekt nachsynchronisieren                                            |
| 53      | 7. Mai         | 7      | Finale: Die Corioliskraft                                             |                                |                                                                                           | ProSieben    | | Joko und Klaas müssen die Sendung in rheinischem bzw. norddeutschem Dialekt nachsynchronisieren                                            |
| 54      | 14. Mai        | 1      | Auswendiglaufen                                                       | Christian Düren                |                                                                                           | Joko & Klaas | Joko & Klaas LIVE: #waswärewenn es die EU nicht mehr gäbe? – Eine Dokumentation über die Konsequenzen einer Auflösung der EU im Vorfeld der Europawahl 2024. Ausstrahlung am 15. Mai 2024 um 20:15 Uhr | Strafandrohung: Als "Bro Sieben" kostümiert einen Tag lang den TikTok-Account des Senders übernehmen und mit Content füllen.               |
| 54      | 14. Mai        | 2      | Snowpiercer Bavaria, Teil 2                                           | Herr ProSieben                 |                                                                                           | Joko & Klaas | Joko & Klaas LIVE: #waswärewenn es die EU nicht mehr gäbe? – Eine Dokumentation über die Konsequenzen einer Auflösung der EU im Vorfeld der Europawahl 2024. Ausstrahlung am 15. Mai 2024 um 20:15 Uhr | Strafandrohung: Als "Bro Sieben" kostümiert einen Tag lang den TikTok-Account des Senders übernehmen und mit Content füllen.               |
| 54      | 14. Mai        | 3      | Auftischen                                                            | Micky Beisenherz               | Oskar & Emil Belton                                                                       | Joko & Klaas | Joko & Klaas LIVE: #waswärewenn es die EU nicht mehr gäbe? – Eine Dokumentation über die Konsequenzen einer Auflösung der EU im Vorfeld der Europawahl 2024. Ausstrahlung am 15. Mai 2024 um 20:15 Uhr | Strafandrohung: Als "Bro Sieben" kostümiert einen Tag lang den TikTok-Account des Senders übernehmen und mit Content füllen.               |
| 54      | 14. Mai        | 4      | Der längste Freistoß der Welt                                         | Matthias Killing               | Mario Basler & René Adler                                                                 | Joko & Klaas | Joko & Klaas LIVE: #waswärewenn es die EU nicht mehr gäbe? – Eine Dokumentation über die Konsequenzen einer Auflösung der EU im Vorfeld der Europawahl 2024. Ausstrahlung am 15. Mai 2024 um 20:15 Uhr | Strafandrohung: Als "Bro Sieben" kostümiert einen Tag lang den TikTok-Account des Senders übernehmen und mit Content füllen.               |
| 54      | 14. Mai        | 5      | Mehrfachverteiler                                                     | Funda Vanroy                   |                                                                                           | Joko & Klaas | Joko & Klaas LIVE: #waswärewenn es die EU nicht mehr gäbe? – Eine Dokumentation über die Konsequenzen einer Auflösung der EU im Vorfeld der Europawahl 2024. Ausstrahlung am 15. Mai 2024 um 20:15 Uhr | Strafandrohung: Als "Bro Sieben" kostümiert einen Tag lang den TikTok-Account des Senders übernehmen und mit Content füllen.               |
| 54      | 14. Mai        | 6      | Die Leiden des jungen Rückwerthers                                    | Neda Peemüller                 | Viviane Geppert & Lena Gercke                                                             | Joko & Klaas | Joko & Klaas LIVE: #waswärewenn es die EU nicht mehr gäbe? – Eine Dokumentation über die Konsequenzen einer Auflösung der EU im Vorfeld der Europawahl 2024. Ausstrahlung am 15. Mai 2024 um 20:15 Uhr | Strafandrohung: Als "Bro Sieben" kostümiert einen Tag lang den TikTok-Account des Senders übernehmen und mit Content füllen.               |
| 54      | 14. Mai        | 7      | Finale: Über die Runden kommen                                        |                                |                                                                                           | Joko & Klaas | Joko & Klaas LIVE: #waswärewenn es die EU nicht mehr gäbe? – Eine Dokumentation über die Konsequenzen einer Auflösung der EU im Vorfeld der Europawahl 2024. Ausstrahlung am 15. Mai 2024 um 20:15 Uhr | Strafandrohung: Als "Bro Sieben" kostümiert einen Tag lang den TikTok-Account des Senders übernehmen und mit Content füllen.               |
| 55      | 5. November    | 1      | Der Werbeblock                                                        | Micky Beisenherz               |                                                                                           | ProSieben    | | Joko und Klaas werden in der nächsten Sendung lustige Gesichtsfilter aufgelegt.                                                            |
| 55      | 5. November    | 2      | Bloeuf Stroganoff                                                     | Edin Hasanovic                 | Anke Engelke & Bastian Pastewka                                                           | ProSieben    | | Joko und Klaas werden in der nächsten Sendung lustige Gesichtsfilter aufgelegt.                                                            |
| 55      | 5. November    | 3      | Joko und Klaas zum ersten Mal auf dem Golfplatz 15                    | Herr ProSieben                 |                                                                                           | ProSieben    | | Joko und Klaas werden in der nächsten Sendung lustige Gesichtsfilter aufgelegt.                                                            |
| 55      | 5. November    | 4      | Das perfekte Match                                                    | Lary                           |                                                                                           | ProSieben    | | Joko und Klaas werden in der nächsten Sendung lustige Gesichtsfilter aufgelegt.                                                            |
| 55      | 5. November    | 5      | Future Fußball                                                        | Paul Janke & Axel Stein        | Paul Janke & Axel Stein                                                                   | ProSieben    | | Joko und Klaas werden in der nächsten Sendung lustige Gesichtsfilter aufgelegt.                                                            |
| 55      | 5. November    | 6      | Cover-Songs                                                           | Sebastian Pufpaff              | Alli Neumann & Dimitrij Schaad                                                            | ProSieben    | | Joko und Klaas werden in der nächsten Sendung lustige Gesichtsfilter aufgelegt.                                                            |
| 55      | 5. November    | 7      | Finale: Aufstellen                                                    |                                |                                                                                           | ProSieben    | | Joko und Klaas werden in der nächsten Sendung lustige Gesichtsfilter aufgelegt.                                                            |
| 56      | 12. November   | 1      | Dachgeschoss                                                          | Stefan Gödde                   |                                                                                           | Joko & Klaas | Joko & Klaas LIVE: "Die geheimste Show der Welt" - Klaas spielt unbemerkt eine Spielshow mit einer Kandidatin, die im Publikum einer Aufzeichnung von "Wer stiehlt mir die Show?" sitzt. Ausstrahlung am 13. November 2024 um 20:15 Uhr                                                                               | Strafandrohung: Einen Tag beim Umzug auf den New Campus von ProSiebenSat.1 helfen.                                                         |
| 56      | 12. November   | 2      | Wer nicht guckt, der guckt nicht                                      | Rebecca Mir                    |                                                                                           | Joko & Klaas | Joko & Klaas LIVE: "Die geheimste Show der Welt" - Klaas spielt unbemerkt eine Spielshow mit einer Kandidatin, die im Publikum einer Aufzeichnung von "Wer stiehlt mir die Show?" sitzt. Ausstrahlung am 13. November 2024 um 20:15 Uhr                                                                               | Strafandrohung: Einen Tag beim Umzug auf den New Campus von ProSiebenSat.1 helfen.                                                         |
| 56      | 12. November   | 3      | Sie haben da noch etwas Senf auf der Platte                           | Kamrad                         | Simon Gosejohann & Papaplatte                                                             | Joko & Klaas | Joko & Klaas LIVE: "Die geheimste Show der Welt" - Klaas spielt unbemerkt eine Spielshow mit einer Kandidatin, die im Publikum einer Aufzeichnung von "Wer stiehlt mir die Show?" sitzt. Ausstrahlung am 13. November 2024 um 20:15 Uhr                                                                               | Strafandrohung: Einen Tag beim Umzug auf den New Campus von ProSiebenSat.1 helfen.                                                         |
| 56      | 12. November   | 4      | The Masked KI                                                         | Till Reiners                   | Micky Beisenherz, Linda Zervakis, Marie-Louise Finck & ProSieben-Mitarbeiter John Vicente | Joko & Klaas | Joko & Klaas LIVE: "Die geheimste Show der Welt" - Klaas spielt unbemerkt eine Spielshow mit einer Kandidatin, die im Publikum einer Aufzeichnung von "Wer stiehlt mir die Show?" sitzt. Ausstrahlung am 13. November 2024 um 20:15 Uhr                                                                               | Strafandrohung: Einen Tag beim Umzug auf den New Campus von ProSiebenSat.1 helfen.                                                         |
| 56      | 12. November   | 5      | Die vier ???? und das total verrückte Zeitspiel                       | Nilam Farooq                   | Florian David Fitz & Maximilian Mundt                                                     | Joko & Klaas | Joko & Klaas LIVE: "Die geheimste Show der Welt" - Klaas spielt unbemerkt eine Spielshow mit einer Kandidatin, die im Publikum einer Aufzeichnung von "Wer stiehlt mir die Show?" sitzt. Ausstrahlung am 13. November 2024 um 20:15 Uhr                                                                               | Strafandrohung: Einen Tag beim Umzug auf den New Campus von ProSiebenSat.1 helfen.                                                         |
| 56      | 12. November   | 6      | Create your own Finale                                                | Herr ProSieben                 |                                                                                           | Joko & Klaas | Joko & Klaas LIVE: "Die geheimste Show der Welt" - Klaas spielt unbemerkt eine Spielshow mit einer Kandidatin, die im Publikum einer Aufzeichnung von "Wer stiehlt mir die Show?" sitzt. Ausstrahlung am 13. November 2024 um 20:15 Uhr                                                                               | Strafandrohung: Einen Tag beim Umzug auf den New Campus von ProSiebenSat.1 helfen.                                                         |
| 56      | 12. November   | 7      | Finale: Gießbert zu Wurfhausen                                        |                                |                                                                                           | Joko & Klaas | Joko & Klaas LIVE: "Die geheimste Show der Welt" - Klaas spielt unbemerkt eine Spielshow mit einer Kandidatin, die im Publikum einer Aufzeichnung von "Wer stiehlt mir die Show?" sitzt. Ausstrahlung am 13. November 2024 um 20:15 Uhr                                                                               | Strafandrohung: Einen Tag beim Umzug auf den New Campus von ProSiebenSat.1 helfen.                                                         |
| 57      | 26. November   | 1      | 50%                                                                   | Sasha                          |                                                                                           | ProSieben    | | Joko und Klaas produzieren das dreiteilige Joyn-Exclusive „Joko & Klaas liefern Ihre Pizza“, bei dem Klaas & Joko Pizzas ausliefern.       |
| 57      | 26. November   | 2      | Über den Dingen schweben                                              | Melissa Khalaj                 | Eva Schulz & Riccardo Simonetti                                                           | ProSieben    | | Joko und Klaas produzieren das dreiteilige Joyn-Exclusive „Joko & Klaas liefern Ihre Pizza“, bei dem Klaas & Joko Pizzas ausliefern.       |
| 57      | 26. November   | 3      | Joko & Klaas mit Schrottauto auf der Cross-Strecke 15                 | Herr ProSieben                 |                                                                                           | ProSieben    | | Joko und Klaas produzieren das dreiteilige Joyn-Exclusive „Joko & Klaas liefern Ihre Pizza“, bei dem Klaas & Joko Pizzas ausliefern.       |
| 57      | 26. November   | 4      | Welches Tier riecht wie Madonna?                                      | Christian Düren                | Edin Hasanović & Nilam Farooq                                                             | ProSieben    | | Joko und Klaas produzieren das dreiteilige Joyn-Exclusive „Joko & Klaas liefern Ihre Pizza“, bei dem Klaas & Joko Pizzas ausliefern.       |
| 57      | 26. November   | 5      | Gib der Teller, gib zwei Spuck                                        | Aiman Abdallah                 |                                                                                           | ProSieben    | | Joko und Klaas produzieren das dreiteilige Joyn-Exclusive „Joko & Klaas liefern Ihre Pizza“, bei dem Klaas & Joko Pizzas ausliefern.       |
| 57      | 26. November   | 6      | Wandwurf                                                              | Icke Dommisch                  |                                                                                           | ProSieben    | | Joko und Klaas produzieren das dreiteilige Joyn-Exclusive „Joko & Klaas liefern Ihre Pizza“, bei dem Klaas & Joko Pizzas ausliefern.       |
| 57      | 26. November   | 7      | Finale: Hätte Hätte Wörterkette                                       |                                |                                                                                           | ProSieben    | | Joko und Klaas produzieren das dreiteilige Joyn-Exclusive „Joko & Klaas liefern Ihre Pizza“, bei dem Klaas & Joko Pizzas ausliefern.       |
| 58      | 3. Dezember    | 1      | Reden ist Gold                                                        | Jeannine Michaelsen            |                                                                                           | ProSieben    | | Joko und Klaas werden zu Adventssängern für die ProSieben-Werbepausen.                                                                     |
| 58      | 3. Dezember    | 2      | Joko & Klaas kentern ununterbrochen beim Wildwasser-Rafting 15        | Herr ProSieben                 |                                                                                           | ProSieben    | | Joko und Klaas werden zu Adventssängern für die ProSieben-Werbepausen.                                                                     |
| 58      | 3. Dezember    | 3      | Schattenschmuggler                                                    | Viviane Geppert                | Vanessa Mai & Janin Ullmann                                                               | ProSieben    | | Joko und Klaas werden zu Adventssängern für die ProSieben-Werbepausen.                                                                     |
| 58      | 3. Dezember    | 4      | Das Vier-Worte-Problem                                                | Stefanie Giesinger             |                                                                                           | ProSieben    | | Joko und Klaas werden zu Adventssängern für die ProSieben-Werbepausen.                                                                     |
| 58      | 3. Dezember    | 5      | Dinge mit Dingen fangen                                               | Funda Vanroy                   | Spieleredakteure Mark und Stefan                                                          | ProSieben    | | Joko und Klaas werden zu Adventssängern für die ProSieben-Werbepausen.                                                                     |
| 58      | 3. Dezember    | 6      | Wo bist du mein Augenlicht?                                           | Sophie Passmann                |                                                                                           | ProSieben    | | Joko und Klaas werden zu Adventssängern für die ProSieben-Werbepausen.                                                                     |
| 58      | 3. Dezember    | 7      | Finale: Die Top-Antwort auf alles                                     |                                |                                                                                           | ProSieben    | | Joko und Klaas werden zu Adventssängern für die ProSieben-Werbepausen.                                                                     |
| 59 16   | 10. Dezember   | 1      | Die Null muss stehen - Jetzt erst recht                               |                                |                                                                                           | Joko & Klaas | Joko & Klaas LIVE - #PolitikUndAnstand: Die Spitzenkandidaten von SPD, CDU und Bündnis 90/Die Grünen Olaf Scholz, Friedrich Merz und Robert Habeck mit je einem Plädoyer für den demokratischen Zusammenhalt im Vorfeld der vorgezogenen Neuwahlen zum Bundestag 2025. Ausstrahlung am 11. Dezember 2024 um 20:15 Uhr | Identisch mit der Strafandrohung aus Folge 56.                                                                                             |
| 59 16   | 10. Dezember   | 2      | Plötzlich taub 2 - Neue Lieder, alte Hits                             |                                | Yvonne Catterfeld                                                                         | Joko & Klaas | Joko & Klaas LIVE - #PolitikUndAnstand: Die Spitzenkandidaten von SPD, CDU und Bündnis 90/Die Grünen Olaf Scholz, Friedrich Merz und Robert Habeck mit je einem Plädoyer für den demokratischen Zusammenhalt im Vorfeld der vorgezogenen Neuwahlen zum Bundestag 2025. Ausstrahlung am 11. Dezember 2024 um 20:15 Uhr | Identisch mit der Strafandrohung aus Folge 56.                                                                                             |
| 59 16   | 10. Dezember   | 3      | Die Zeit, der Unterschied und das Fiasko - Jetzt wird geheiratet      |                                |                                                                                           | Joko & Klaas | Joko & Klaas LIVE - #PolitikUndAnstand: Die Spitzenkandidaten von SPD, CDU und Bündnis 90/Die Grünen Olaf Scholz, Friedrich Merz und Robert Habeck mit je einem Plädoyer für den demokratischen Zusammenhalt im Vorfeld der vorgezogenen Neuwahlen zum Bundestag 2025. Ausstrahlung am 11. Dezember 2024 um 20:15 Uhr | Identisch mit der Strafandrohung aus Folge 56.                                                                                             |
| 59 16   | 10. Dezember   | 4      | Runterhauen - Judgment Day                                            |                                | Michael Schulte & Max Giesinger                                                           | Joko & Klaas | Joko & Klaas LIVE - #PolitikUndAnstand: Die Spitzenkandidaten von SPD, CDU und Bündnis 90/Die Grünen Olaf Scholz, Friedrich Merz und Robert Habeck mit je einem Plädoyer für den demokratischen Zusammenhalt im Vorfeld der vorgezogenen Neuwahlen zum Bundestag 2025. Ausstrahlung am 11. Dezember 2024 um 20:15 Uhr | Identisch mit der Strafandrohung aus Folge 56.                                                                                             |
| 59 16   | 10. Dezember   | 5      | Wer Dummes sagt, der vieles tragt 2 - Die Dummheit kehrt zurück       |                                |                                                                                           | Joko & Klaas | Joko & Klaas LIVE - #PolitikUndAnstand: Die Spitzenkandidaten von SPD, CDU und Bündnis 90/Die Grünen Olaf Scholz, Friedrich Merz und Robert Habeck mit je einem Plädoyer für den demokratischen Zusammenhalt im Vorfeld der vorgezogenen Neuwahlen zum Bundestag 2025. Ausstrahlung am 11. Dezember 2024 um 20:15 Uhr | Identisch mit der Strafandrohung aus Folge 56.                                                                                             |
| 59 16   | 10. Dezember   | 6      | Bitte wenden - Zwoter Teil                                            |                                |                                                                                           | Joko & Klaas | Joko & Klaas LIVE - #PolitikUndAnstand: Die Spitzenkandidaten von SPD, CDU und Bündnis 90/Die Grünen Olaf Scholz, Friedrich Merz und Robert Habeck mit je einem Plädoyer für den demokratischen Zusammenhalt im Vorfeld der vorgezogenen Neuwahlen zum Bundestag 2025. Ausstrahlung am 11. Dezember 2024 um 20:15 Uhr | Identisch mit der Strafandrohung aus Folge 56.                                                                                             |
| 59 16   | 10. Dezember   | 7      | Finale: Der Werbeblock - The Final Chapter                            |                                |                                                                                           | Joko & Klaas | Joko & Klaas LIVE - #PolitikUndAnstand: Die Spitzenkandidaten von SPD, CDU und Bündnis 90/Die Grünen Olaf Scholz, Friedrich Merz und Robert Habeck mit je einem Plädoyer für den demokratischen Zusammenhalt im Vorfeld der vorgezogenen Neuwahlen zum Bundestag 2025. Ausstrahlung am 11. Dezember 2024 um 20:15 Uhr | Identisch mit der Strafandrohung aus Folge 56.                                                                                             |
| 60 17   | 1. Januar 2025 | 1      | Zocken                                                                | Sabine                         | E: 39 Chips gewonnen                                                                      | Joko & Klaas | ProSieben muss sich für eine Woche in "ProAcht" umbenennen. Joko & Klaas LIVE - Festakt zur Umbenennung: Joko und Klaas präsentieren die feierliche Enthüllung des neuen Logos und der temporären Identität von "ProAcht". Ausstrahlung am 02. Januar 2025 um 20:08 Uhr                                               | Strafandrohung: Joko und Klaas müssen ihr Gesicht für Merch für die Wiedereröffnung des ProSieben-Fanshops hergeben.                       |
| 60 17   | 1. Januar 2025 | 2      | Rien ne vase plus                                                     | Sabine                         | E: 80 Chips gewonnen                                                                      | Joko & Klaas | ProSieben muss sich für eine Woche in "ProAcht" umbenennen. Joko & Klaas LIVE - Festakt zur Umbenennung: Joko und Klaas präsentieren die feierliche Enthüllung des neuen Logos und der temporären Identität von "ProAcht". Ausstrahlung am 02. Januar 2025 um 20:08 Uhr                                               | Strafandrohung: Joko und Klaas müssen ihr Gesicht für Merch für die Wiedereröffnung des ProSieben-Fanshops hergeben.                       |
| 60 17   | 1. Januar 2025 | 3      | Joko & Klaas sammeln Erschrecker                                      | Herr ProSieben                 | E: 16 Chips gewonnen                                                                      | Joko & Klaas | ProSieben muss sich für eine Woche in "ProAcht" umbenennen. Joko & Klaas LIVE - Festakt zur Umbenennung: Joko und Klaas präsentieren die feierliche Enthüllung des neuen Logos und der temporären Identität von "ProAcht". Ausstrahlung am 02. Januar 2025 um 20:08 Uhr                                               | Strafandrohung: Joko und Klaas müssen ihr Gesicht für Merch für die Wiedereröffnung des ProSieben-Fanshops hergeben.                       |
| 60 17   | 1. Januar 2025 | 4      | High Roller                                                           | Sabine                         | E: 32 Chips gewonnen                                                                      | Joko & Klaas | ProSieben muss sich für eine Woche in "ProAcht" umbenennen. Joko & Klaas LIVE - Festakt zur Umbenennung: Joko und Klaas präsentieren die feierliche Enthüllung des neuen Logos und der temporären Identität von "ProAcht". Ausstrahlung am 02. Januar 2025 um 20:08 Uhr                                               | Strafandrohung: Joko und Klaas müssen ihr Gesicht für Merch für die Wiedereröffnung des ProSieben-Fanshops hergeben.                       |
| 60 17   | 1. Januar 2025 | 5      | All In                                                                | Sabine                         | E: 27 Chips gewonnen                                                                      | Joko & Klaas | ProSieben muss sich für eine Woche in "ProAcht" umbenennen. Joko & Klaas LIVE - Festakt zur Umbenennung: Joko und Klaas präsentieren die feierliche Enthüllung des neuen Logos und der temporären Identität von "ProAcht". Ausstrahlung am 02. Januar 2025 um 20:08 Uhr                                               | Strafandrohung: Joko und Klaas müssen ihr Gesicht für Merch für die Wiedereröffnung des ProSieben-Fanshops hergeben.                       |
| 60 17   | 1. Januar 2025 | 6      | Lucky Shot                                                            | Sabine                         | E: 0 Chips gewonnen                                                                       | Joko & Klaas | ProSieben muss sich für eine Woche in "ProAcht" umbenennen. Joko & Klaas LIVE - Festakt zur Umbenennung: Joko und Klaas präsentieren die feierliche Enthüllung des neuen Logos und der temporären Identität von "ProAcht". Ausstrahlung am 02. Januar 2025 um 20:08 Uhr                                               | Strafandrohung: Joko und Klaas müssen ihr Gesicht für Merch für die Wiedereröffnung des ProSieben-Fanshops hergeben.                       |
| 60 17   | 1. Januar 2025 | 7      | Finale: Roulette                                                      |                                |                                                                                           | Joko & Klaas | ProSieben muss sich für eine Woche in "ProAcht" umbenennen. Joko & Klaas LIVE - Festakt zur Umbenennung: Joko und Klaas präsentieren die feierliche Enthüllung des neuen Logos und der temporären Identität von "ProAcht". Ausstrahlung am 02. Januar 2025 um 20:08 Uhr                                               | Strafandrohung: Joko und Klaas müssen ihr Gesicht für Merch für die Wiedereröffnung des ProSieben-Fanshops hergeben.                       |

### Staffel 8
Die ersten sechs Folgen der achten Staffel werden seit dem 9. April 2025 ausgestrahlt.
| Ausgabe | Datum (2025) | Spiele | Spiele                                           | Spiele                   | Spiele                                  | Sieger       | Gewinn | Strafe |
| Ausgabe | Datum (2025) | Nr.    | Name                                             | Ansager                  | Gegner                                  | Sieger       | Gewinn | Strafe |
| ------- | ------------ | ------ | ------------------------------------------------ | ------------------------ | --------------------------------------- | ------------ | --- | --- |
| 61      | 9. April     | 1      | Der erste Versuch                                | Papaplatte               |                                         | ProSieben    | | Joko und Klaas müssen für eine Woche in virtuellen Outfits als Axolotl und Tapir die Pro7-Programmansagen sprechen. |
| 61      | 9. April     | 2      | Das Roadtrip-Epos mit Joko & Klaas (Teil I) 18   | Herr ProSieben           |                                         | ProSieben    | | Joko und Klaas müssen für eine Woche in virtuellen Outfits als Axolotl und Tapir die Pro7-Programmansagen sprechen. |
| 61      | 9. April     | 3      | Synchronlauf                                     | Lena Gercke              |                                         | ProSieben    | | Joko und Klaas müssen für eine Woche in virtuellen Outfits als Axolotl und Tapir die Pro7-Programmansagen sprechen. |
| 61      | 9. April     | 4      | Mehr leise als laut                              | Jens Knossalla           | Marie Bloching & Bruno Alexander        | ProSieben    | | Joko und Klaas müssen für eine Woche in virtuellen Outfits als Axolotl und Tapir die Pro7-Programmansagen sprechen. |
| 61      | 9. April     | 5      | The artist formerly known as Publikum            | Viviane Geppert          | Palina Rojinski & Torsten Sträter       | ProSieben    | | Joko und Klaas müssen für eine Woche in virtuellen Outfits als Axolotl und Tapir die Pro7-Programmansagen sprechen. |
| 61      | 9. April     | 6      | Zufälle sortieren                                | Nilam Farooq             |                                         | ProSieben    | | Joko und Klaas müssen für eine Woche in virtuellen Outfits als Axolotl und Tapir die Pro7-Programmansagen sprechen. |
| 61      | 9. April     | 7      | Finale: Zollstöcke                               |                          |                                         | ProSieben    | | Joko und Klaas müssen für eine Woche in virtuellen Outfits als Axolotl und Tapir die Pro7-Programmansagen sprechen. |
| 62      | 16. April    | 1      | Scheitern durch Zeit = Menge + 1                 | Dennis und Benni Wolter  |                                         | Joko & Klaas | Joko & Klaas LIVE: Die 15 Minuten fanden zum größten Teil im ProSieben-Teletext statt, in dem hunderte Seiten vorübergehend Joko und Klaas gewidmet waren. Die Moderatoren waren als pixelige Figuren im Hauptprogramm zu sehen und zeitweise zu hören. Ausstrahlung am 17. April 2025 um 20:15 Uhr | Strafandrohung: Joko und Klaas müssen für Joyn ein 70-minütiges Kaminfeuer drehen.                                  |
| 62      | 16. April    | 2      | Höhenmeter sammeln                               | Melissa Khalaj           |                                         | Joko & Klaas | Joko & Klaas LIVE: Die 15 Minuten fanden zum größten Teil im ProSieben-Teletext statt, in dem hunderte Seiten vorübergehend Joko und Klaas gewidmet waren. Die Moderatoren waren als pixelige Figuren im Hauptprogramm zu sehen und zeitweise zu hören. Ausstrahlung am 17. April 2025 um 20:15 Uhr | Strafandrohung: Joko und Klaas müssen für Joyn ein 70-minütiges Kaminfeuer drehen.                                  |
| 62      | 16. April    | 3      | Über Null                                        | Funda Vanroy             | Kostja Ullmann & Jannik Schümann        | Joko & Klaas | Joko & Klaas LIVE: Die 15 Minuten fanden zum größten Teil im ProSieben-Teletext statt, in dem hunderte Seiten vorübergehend Joko und Klaas gewidmet waren. Die Moderatoren waren als pixelige Figuren im Hauptprogramm zu sehen und zeitweise zu hören. Ausstrahlung am 17. April 2025 um 20:15 Uhr | Strafandrohung: Joko und Klaas müssen für Joyn ein 70-minütiges Kaminfeuer drehen.                                  |
| 62      | 16. April    | 4      | Das Roadtrip-Epos mit Joko & Klaas (Teil II) 18  | Herr ProSieben           |                                         | Joko & Klaas | Joko & Klaas LIVE: Die 15 Minuten fanden zum größten Teil im ProSieben-Teletext statt, in dem hunderte Seiten vorübergehend Joko und Klaas gewidmet waren. Die Moderatoren waren als pixelige Figuren im Hauptprogramm zu sehen und zeitweise zu hören. Ausstrahlung am 17. April 2025 um 20:15 Uhr | Strafandrohung: Joko und Klaas müssen für Joyn ein 70-minütiges Kaminfeuer drehen.                                  |
| 62      | 16. April    | 5      | Wer hat hier was abgedrückt?                     | Timon Krause             | Ross Antony & Cordula Stratmann         | Joko & Klaas | Joko & Klaas LIVE: Die 15 Minuten fanden zum größten Teil im ProSieben-Teletext statt, in dem hunderte Seiten vorübergehend Joko und Klaas gewidmet waren. Die Moderatoren waren als pixelige Figuren im Hauptprogramm zu sehen und zeitweise zu hören. Ausstrahlung am 17. April 2025 um 20:15 Uhr | Strafandrohung: Joko und Klaas müssen für Joyn ein 70-minütiges Kaminfeuer drehen.                                  |
| 62      | 16. April    | 6      | Missverstehst du mich richtig?                   | Aiman Abdallah           | Till Reiners & Alex Stoldt              | Joko & Klaas | Joko & Klaas LIVE: Die 15 Minuten fanden zum größten Teil im ProSieben-Teletext statt, in dem hunderte Seiten vorübergehend Joko und Klaas gewidmet waren. Die Moderatoren waren als pixelige Figuren im Hauptprogramm zu sehen und zeitweise zu hören. Ausstrahlung am 17. April 2025 um 20:15 Uhr | Strafandrohung: Joko und Klaas müssen für Joyn ein 70-minütiges Kaminfeuer drehen.                                  |
| 62      | 16. April    | 7      | Finale: In the air tonight                       |                          |                                         | Joko & Klaas | Joko & Klaas LIVE: Die 15 Minuten fanden zum größten Teil im ProSieben-Teletext statt, in dem hunderte Seiten vorübergehend Joko und Klaas gewidmet waren. Die Moderatoren waren als pixelige Figuren im Hauptprogramm zu sehen und zeitweise zu hören. Ausstrahlung am 17. April 2025 um 20:15 Uhr | Strafandrohung: Joko und Klaas müssen für Joyn ein 70-minütiges Kaminfeuer drehen.                                  |
| 63 19   | 23. April    | 1      | Gebrüder Beam                                    | Daniel Aminati           |                                         | ProSieben    | | Joko und Klaas müssen für Joyn ein 77-minütiges Kaminfeuer drehen.                                                  |
| 63 19   | 23. April    | 2      | Das Roadtrip-Epos mit Joko & Klaas (Teil III) 18 | Herr ProSieben           |                                         | ProSieben    | | Joko und Klaas müssen für Joyn ein 77-minütiges Kaminfeuer drehen.                                                  |
| 63 19   | 23. April    | 3      | Die schwebende Teekanne                          | Till Reiners             |                                         | ProSieben    | | Joko und Klaas müssen für Joyn ein 77-minütiges Kaminfeuer drehen.                                                  |
| 63 19   | 23. April    | 4      | Auf der Außenfläche ist die Hölle los            | Paul Janke               | Katrin Bauerfeind & Jeannine Michaelsen | ProSieben    | | Joko und Klaas müssen für Joyn ein 77-minütiges Kaminfeuer drehen.                                                  |
| 63 19   | 23. April    | 5      | Hätten Sie's gewurft?                            | Eva Padberg              | Dunja Hayali & Tobi Krell               | ProSieben    | | Joko und Klaas müssen für Joyn ein 77-minütiges Kaminfeuer drehen.                                                  |
| 63 19   | 23. April    | 6      | Die Hälfte                                       | Palina Rojinski          |                                         | ProSieben    | | Joko und Klaas müssen für Joyn ein 77-minütiges Kaminfeuer drehen.                                                  |
| 63 19   | 23. April    | 7      | Finale: Die Leiter                               |                          |                                         | ProSieben    | | Joko und Klaas müssen für Joyn ein 77-minütiges Kaminfeuer drehen.                                                  |
| 64      | 30. April    | 1      | Wegnehmen                                        | Claudia Effenberg        |                                         | ProSieben    | | Joko und Klaas müssen während der nächsten Sendung Werbung für den Streamingdienst Joyn machen.                     |
| 64      | 30. April    | 2      | Das Roadtrip-Epos mit Joko & Klaas (Teil IV) 18  | Herr ProSieben           |                                         | ProSieben    | | Joko und Klaas müssen während der nächsten Sendung Werbung für den Streamingdienst Joyn machen.                     |
| 64      | 30. April    | 3      | Die Greenscreen-Schmuggler                       | Simon Gosejohann         | Friedrich Mücke & Anna Maria Mühe       | ProSieben    | | Joko und Klaas müssen während der nächsten Sendung Werbung für den Streamingdienst Joyn machen.                     |
| 64      | 30. April    | 4      | Auseinanderwerfen                                | Joey Kelly               | Roman Weidenfeller & Christian Düren    | ProSieben    | | Joko und Klaas müssen während der nächsten Sendung Werbung für den Streamingdienst Joyn machen.                     |
| 64      | 30. April    | 5      | Wer kann mehr Refrain?                           | Ann-Kathrin Bendixen     |                                         | ProSieben    | | Joko und Klaas müssen während der nächsten Sendung Werbung für den Streamingdienst Joyn machen.                     |
| 64      | 30. April    | 6      | Teile die Sieben                                 | Paul Janke               |                                         | ProSieben    | | Joko und Klaas müssen während der nächsten Sendung Werbung für den Streamingdienst Joyn machen.                     |
| 64      | 30. April    | 7      | Finale: Padel                                    |                          | Jonas Messerschmidt & Matthias Wunner   | ProSieben    | | Joko und Klaas müssen während der nächsten Sendung Werbung für den Streamingdienst Joyn machen.                     |
| 65      | 7. Mai       | 1      | Bitte nicht treffen!                             | ProSieben-Kultgeist      |                                         | Joko & Klaas | Joko & Klaas LIVE: Bei der letzten Ausgabe von Joko & Klaas LIVE vom 16. April startete im Teletext ein mehrstufiges Gewinnspiel. Die 5 Gewinner wurden vorgestellt und bekamen jeweils etwas Sendezeit, die sie individuell einsetzen konnten. Ausstrahlung am 8. Mai 2025 um 20:15 Uhr            | Strafandrohung: Joko und Klaas müssen für die Eröffnung des ProSieben-Campus drei Kunstinstallationen errichten.    |
| 65      | 7. Mai       | 2      | The great staredown                              | Sebastian Pufpaff        | Dennis und Benni Wolter                 | Joko & Klaas | Joko & Klaas LIVE: Bei der letzten Ausgabe von Joko & Klaas LIVE vom 16. April startete im Teletext ein mehrstufiges Gewinnspiel. Die 5 Gewinner wurden vorgestellt und bekamen jeweils etwas Sendezeit, die sie individuell einsetzen konnten. Ausstrahlung am 8. Mai 2025 um 20:15 Uhr            | Strafandrohung: Joko und Klaas müssen für die Eröffnung des ProSieben-Campus drei Kunstinstallationen errichten.    |
| 65      | 7. Mai       | 3      | Das Roadtrip-Epos mit Joko & Klaas (Teil V) 18   | Herr ProSieben           |                                         | Joko & Klaas | Joko & Klaas LIVE: Bei der letzten Ausgabe von Joko & Klaas LIVE vom 16. April startete im Teletext ein mehrstufiges Gewinnspiel. Die 5 Gewinner wurden vorgestellt und bekamen jeweils etwas Sendezeit, die sie individuell einsetzen konnten. Ausstrahlung am 8. Mai 2025 um 20:15 Uhr            | Strafandrohung: Joko und Klaas müssen für die Eröffnung des ProSieben-Campus drei Kunstinstallationen errichten.    |
| 65      | 7. Mai       | 4      | Point of you                                     | Stefan Gödde             |                                         | Joko & Klaas | Joko & Klaas LIVE: Bei der letzten Ausgabe von Joko & Klaas LIVE vom 16. April startete im Teletext ein mehrstufiges Gewinnspiel. Die 5 Gewinner wurden vorgestellt und bekamen jeweils etwas Sendezeit, die sie individuell einsetzen konnten. Ausstrahlung am 8. Mai 2025 um 20:15 Uhr            | Strafandrohung: Joko und Klaas müssen für die Eröffnung des ProSieben-Campus drei Kunstinstallationen errichten.    |
| 65      | 7. Mai       | 5      | Songs aus Sicht der Besungenen                   | Riccardo Simonetti       | Hadnet Tesfai & Eko Fresh               | Joko & Klaas | Joko & Klaas LIVE: Bei der letzten Ausgabe von Joko & Klaas LIVE vom 16. April startete im Teletext ein mehrstufiges Gewinnspiel. Die 5 Gewinner wurden vorgestellt und bekamen jeweils etwas Sendezeit, die sie individuell einsetzen konnten. Ausstrahlung am 8. Mai 2025 um 20:15 Uhr            | Strafandrohung: Joko und Klaas müssen für die Eröffnung des ProSieben-Campus drei Kunstinstallationen errichten.    |
| 65      | 7. Mai       | 6      | Die Zeitung                                      | Annemarie Carpendale     |                                         | Joko & Klaas | Joko & Klaas LIVE: Bei der letzten Ausgabe von Joko & Klaas LIVE vom 16. April startete im Teletext ein mehrstufiges Gewinnspiel. Die 5 Gewinner wurden vorgestellt und bekamen jeweils etwas Sendezeit, die sie individuell einsetzen konnten. Ausstrahlung am 8. Mai 2025 um 20:15 Uhr            | Strafandrohung: Joko und Klaas müssen für die Eröffnung des ProSieben-Campus drei Kunstinstallationen errichten.    |
| 65      | 7. Mai       | 7      | Finale: Einsortieren                             |                          |                                         | Joko & Klaas | Joko & Klaas LIVE: Bei der letzten Ausgabe von Joko & Klaas LIVE vom 16. April startete im Teletext ein mehrstufiges Gewinnspiel. Die 5 Gewinner wurden vorgestellt und bekamen jeweils etwas Sendezeit, die sie individuell einsetzen konnten. Ausstrahlung am 8. Mai 2025 um 20:15 Uhr            | Strafandrohung: Joko und Klaas müssen für die Eröffnung des ProSieben-Campus drei Kunstinstallationen errichten.    |
| 66 20   | 14. Mai      | 1      | Das große Anlaufen                               | Sabine (Reinigungskraft) | E: 90 Schritte verbraucht               | ProSieben    | | Identisch mit der Strafandrohung aus Folge 65.                                                                      |
| 66 20   | 14. Mai      | 2      | Treffen sich zwei Würfe                          | Sabine (Reinigungskraft) | E: 211 Schritte verbraucht              | ProSieben    | | Identisch mit der Strafandrohung aus Folge 65.                                                                      |
| 66 20   | 14. Mai      | 3      | Umsteigen                                        | Sabine (Reinigungskraft) | E: 107 Schritte verbraucht              | ProSieben    | | Identisch mit der Strafandrohung aus Folge 65.                                                                      |
| 66 20   | 14. Mai      | 4      | Gefragt, gelatscht                               | Sabine (Reinigungskraft) | E: 142 Schritte verbraucht              | ProSieben    | | Identisch mit der Strafandrohung aus Folge 65.                                                                      |
| 66 20   | 14. Mai      | 5      | Mit dem Herzen sehen                             | Sabine (Reinigungskraft) | E: 149 Schritte verbraucht              | ProSieben    | | Identisch mit der Strafandrohung aus Folge 65.                                                                      |
| 66 20   | 14. Mai      | 6      | Im Vorbeigehen                                   | Sabine (Reinigungskraft) | E: 78 Schritte verbraucht               | ProSieben    | | Identisch mit der Strafandrohung aus Folge 65.                                                                      |

### Statistik
| Vorrundensiege J&K                      | Gesamtsiege J&K | Gesamtsiege P7 |
| --------------------------------------- | --------------- | -------------- |
| 0                                       |                 |                |
| 1                                       |                 | 1              |
| 2                                       | 1               | 7              |
| 3                                       | 8               | 9              |
| 4                                       | 12              | 11             |
| 5                                       | 5               | 6              |
| 6                                       |                 | 1              |
| andere Regeln (F43, F49, F50, F60, F66) | 2               | 3              |
| Summe Gesamtsiege                       | 28              | 38             |

Legende
Grün unterlegte Spielnummer: Von Joko & Klaas gewonnen
Rot unterlegte Spielnummer: Von Joko & Klaas verloren

## Rezeption

### Einschaltquoten
Der Höchstwert der jeweiligen Kategorie ist grün hinterlegt, der niedrigste Wert ist rot hervorgehoben. Hierbei ist zu beachten, dass nur die Hauptsendung berücksichtigt wird.
| Folge              | Datum              | Zuschauer | Zuschauer       | Marktanteil | Marktanteil     | Quellen       |
| Folge              | Datum              | Gesamt    | 14 bis 49 Jahre | Gesamt      | 14 bis 49 Jahre | Quellen       |
| ------------------ | ------------------ | --------- | --------------- | ----------- | --------------- | ------------- |
| 1                  | 28. Mai 2019       | 1,74 Mio. | 1,35 Mio.       | 6,3 %       | 15,8 %          | [ 27 ]        |
| J & K LIVE         | 29. Mai 2019       | 1,77 Mio. | 1,33 Mio.       | 7,0 %       | 19,7 % 1        | [ 28 ]        |
| 2                  | 4. Juni 2019       | 1,53 Mio. | 1,19 Mio.       | 6,2 %       | 15,3 %          | [ 29 ]        |
| taff               | 17. Juni 2019      | 0,74 Mio. | 0,55 Mio.       | 6,7 %       | 18,8 %          | [ 30 ]        |
| 3                  | 18. Juni 2019      | 1,47 Mio. | 1,17 Mio.       | 6,0 %       | 15,9 %          | [ 31 ]        |
| J & K LIVE         | 19. Juni 2019      | 1,61 Mio. | 1,28 Mio.       | 7,1 %       | 20,4 %          | [ 32 ]        |
| 4                  | 25. Juni 2019      | 1,35 Mio. | 1,05 Mio.       | 5,7 %       | 15,4 %          | [ 33 ]        |
| 5                  | 8. Oktober 2019    | 1,55 Mio. | 1,16 Mio.       | 6,1 %       | 14,7 %          | [ 34 ]        |
| 6                  | 15. Oktober 2019   | 1,40 Mio. | 1,08 Mio.       | 5,0 %       | 12,6 %          | [ 35 ]        |
| 7                  | 22. Oktober 2019   | 1,25 Mio. | 0,92 Mio.       | 4,4 %       | 10,2 %          | [ 36 ]        |
| 8                  | 29. Oktober 2019   | 1,24 Mio. | 0,89 Mio.       | –           | 9,7 %           | [ 37 ]        |
| J & K LIVE         | 30. Oktober 2019   | 1,60 Mio. | 1,12 Mio.       | –           | 13,0 %          | [ 38 ]        |
| 9                  | 5. Mai 2020        | 1,58 Mio. | 1,21 Mio.       | 5,0 %       | 13,2 %          | [ 39 ]        |
| J & K LIVE 2       | 6. Mai 2020        | 1,30 Mio. | 1,03 Mio.       | 4,1 %       | 11,3 %          | [ 40 ]        |
| 10                 | 12. Mai 2020       | 1,64 Mio. | 1,18 Mio.       | 5,2 %       | 13,2 %          | [ 41 ]        |
| J & K LIVE         | 13. Mai 2020       | 2,04 Mio. | 1,53 Mio.       | 6,4 %       | 16,8 %          | [ 42 ]        |
| 11                 | 19. Mai 2020       | 1,71 Mio. | 1,29 Mio.       | –           | 15,8 %          | [ 43 ]        |
| 12                 | 26. Mai 2020       | 1,67 Mio. | 1,27 Mio.       | 5,7 %       | 14,2 %          | [ 44 ]        |
| J & K LIVE         | 27. Mai 2020       | 1,66 Mio. | 1,15 Mio.       | 5,8 %       | 15,0 %          | [ 45 ]        |
| 13                 | 2. Juni 2020       | 1,54 Mio. | 1,10 Mio.       | 5,8 %       | 14,8 %          | [ 46 ]        |
| 14                 | 8. September 2020  | 1,21 Mio. | 0,89 Mio.       | 4,8 %       | 12,5 %          | [ 47 ]        |
| 15                 | 15. September 2020 | 1,27 Mio. | 0,97 Mio.       | 4,9 %       | 13,0 %          | [ 48 ]        |
| J & K LIVE         | 16. September 2020 | 1,84 Mio. | 1,43 Mio.       | 6,3 %       | 16,8 %          | [ 48 ]        |
| 16                 | 22. September 2020 | 1,36 Mio. | 1,11 Mio.       | 5,4 %       | 15,3 %          | [ 49 ]        |
| J & K LIVE 3       | 23. September 2020 | 1,46 Mio. | 1,08 Mio.       | 5,1 %       | 13,8 %          | [ 50 ]        |
| 17                 | 29. September 2020 | 1,56 Mio. | 1,19 Mio.       | 5,8 %       | 15,4 %          | [ 51 ]        |
| 18                 | 6. Oktober 2020    | 1,50 Mio. | 1,17 Mio.       | –           | 14,9 %          | [ 52 ]        |
| 19                 | 30. März 2021      | 1,30 Mio. | 0,98 Mio.       | 5,0 %       | 14,3 %          | [ 53 ]        |
| J & K LIVE 4       | 31. März 2021      | 0,73 Mio. | 0,53 Mio.       | 4,4 %       | 12,2 %          | [ 54 ]        |
| 20                 | 6. April 2021      | 1,45 Mio. | 1,07 Mio.       | 5,0 %       | 13,1 %          | [ 55 ]        |
| red.               | 8. April 2021      | 1,13 Mio. | 0,72 Mio.       | 7,1 %       | 15,4 %          | [ 56 ]        |
| 21                 | 13. April 2021     | 1,47 Mio. | 1,04 Mio.       | 5,1 %       | 13,1 %          | [ 57 ]        |
| 22                 | 20. April 2021     | 1,49 Mio. | 1,14 Mio.       | 5,3 %       | 14,3 %          | [ 58 ]        |
| J & K LIVE         | 21. April 2021     | 1,70 Mio. | 1,27 Mio.       | 5,4 %       | 15,6 %          | [ 59 ]        |
| 23                 | 27. April 2021     | 1,53 Mio. | 1,14 Mio.       | –           | 14,9 %          | [ 60 ]        |
| 24                 | 23. November 2021  | 1,58 Mio. | 1,18 Mio.       | 5,9 %       | 16,5 %          | [ 61 ] [ 62 ] |
| J & K LIVE         | 24. November 2021  | 1,89 Mio. | 1,44 Mio.       | 6,4 %       | 19,2 %          | [ 63 ] [ 64 ] |
| 25                 | 30. November 2021  | 1,40 Mio. | 1,05 Mio.       | 5,6 %       | 16,0 %          | [ 65 ] [ 66 ] |
| J & K LIVE         | 1. Dezember 2021   | 1,92 Mio. | 1,51 Mio.       | 6,3 %       | 19,2 %          | [ 67 ] [ 68 ] |
| 26                 | 7. Dezember 2021   | 1,42 Mio. | 1,01 Mio.       | 5,6 %       | 16,4 %          | [ 69 ]        |
| 27                 | 14. Dezember 2021  | 1,58 Mio. | 1,19 Mio.       | –           | 17,9 %          | [ 70 ]        |
| 28                 | 21. Dezember 2021  | 1,71 Mio. | 1,30 Mio.       | 6,5 %       | 19,4 %          | [ 71 ] [ 72 ] |
| Silvester für Eins | 31. Dezember 2021  | 2,32 Mio. | 1,65 Mio.       | 10,4 %      | 29,7 %          | [ 73 ]        |
| 29                 | 19. April 2022     | 1,51 Mio. | 0,99 Mio.       | 6,0 %       | 16,3 %          | [ 74 ]        |
| J & K LIVE         | 20. April 2022     | 1,17 Mio. | 0,91 Mio.       | 4,4 %       | 15,5 %          | [ 75 ]        |
| 30                 | 26. April 2022     | 1,41 Mio. | 0,97 Mio.       | 5,6 %       | 15,8 %          | [ 76 ]        |
| 31                 | 3. Mai 2022        | 1,43 Mio. | 1,01 Mio.       | 5,9 %       | 17,7 %          | [ 77 ]        |
| J & K LIVE         | 4. Mai 2022        | 0,98 Mio. | 0,78 Mio.       | 3,9 %       | 13,7 %          |               |
| 32                 | 10. Mai 2022       | 1,26 Mio. | 0,88 Mio.       | 5,2 %       | 14,7 %          | [ 78 ]        |
| 33                 | 17. Mai 2022       | 1,54 Mio. | 1,07 Mio.       | 6,7 %       | 19,3 %          |               |
| 34                 | 18. Oktober 2022   | 1,24 Mio. | 0,87 Mio.       | 5,1 %       | 14,7 %          |               |
| 35                 | 25. Oktober 2022   | 1,42 Mio. | 1,00 Mio.       | 5,9 %       | 17,2 %          |               |
| J & K LIVE         | 26. Oktober 2022   | 1,46 Mio. | 1,04 Mio.       | 5,6 %       | 16,8 %          |               |
| 36                 | 1. November 2022   | 1,36 Mio. | 0,99 Mio.       | 5,5 %       | 17,5 %          |               |
| 37                 | 8. November 2022   | 1,42 Mio. | 0,99 Mio.       | 5,7 %       | 16,1 %          |               |
| J & K LIVE         | 9. November 2022   | 1,67 Mio. | 1,18 Mio.       | 6,2 %       | 17,6 %          |               |
| 38                 | 15. November 2022  | 1,51 Mio. | 1,13 Mio.       | 6,4 %       | 19,3 %          |               |
| 39                 | 25. April 2023     | 1,39 Mio. | 0,94 Mio.       | 6,1 %       | 18,4 %          |               |
| 40                 | 2. Mai 2023        | 1,32 Mio. | 0,89 Mio.       | 5,5 %       | 16,5 %          |               |
| J & K LIVE         | 3. Mai 2023        | 1,51 Mio. | 0,96 Mio.       | 6,1 %       | 18,0 %          |               |
| 41                 | 9. Mai 2023        | 1,22 Mio. | 0,84 Mio.       | 5,4 %       | 17,1 %          | [ 79 ]        |
| 42                 | 16. Mai 2023       | 1,22 Mio. | 0,81 Mio.       | 5,5 %       | 17,4 %          | [ 79 ]        |
| 43                 | 23. Mai 2023       | 1,42 Mio. | 0,95 Mio.       | 6,6 %       | 20,1 %          | [ 80 ]        |
| 44                 | 17. Oktober 2023   | 1,22 Mio. | 0,74 Mio.       | 5,3 %       | 15,5 %          | [ 81 ]        |
| 45                 | 24. Oktober 2023   | 1,15 Mio. | 0,71 Mio.       | 5,1 %       | 15,1 %          | [ 82 ]        |
| 46                 | 31. Oktober 2023   | 1,11 Mio. | 0,63 Mio.       | 4,5 %       | 13,0 %          | [ 83 ]        |
| 47                 | 7. November 2023   | 1,20 Mio. | 0,74 Mio.       | 5,3 %       | 16,0 %          | [ 84 ]        |
| J & K LIVE         | 8. November 2023   | 1,30 Mio. | 0,75 Mio.       | 5,1 %       | 15,4 %          | [ 85 ]        |
| J & K LIVE         | 9. November 2023   | 1,03 Mio. | 0,60 Mio.       | 3,9 %       | 11,4 %          | [ 86 ]        |
| J & K LIVE         | 10. November 2023  | 0,74 Mio. | 0,35 Mio.       | 2,8 %       | 6,9 %           | [ 87 ]        |
| J & K LIVE         | 11. November 2023  | 0,99 Mio. | 0,61 Mio.       | 3,9 %       | 12,5 %          | [ 88 ]        |
| J & K LIVE         | 12. November 2023  | 1,35 Mio. | 0,97 Mio.       | 4,6 %       | 15,1 %          |               |
| J & K LIVE         | 13. November 2023  | 0,84 Mio. | 0,56 Mio.       | 3,1 %       | 10,2 %          |               |
| J & K LIVE         | 14. November 2023  | 1,10 Mio. | 0,75 Mio.       | 4,0 %       | 13,2 %          | [ 89 ]        |
| 48                 | 14. November 2023  | 1,10 Mio. | 0,76 Mio.       | 4,8 %       | 15,6 %          | [ 89 ]        |
| 49                 | 9. April 2024      | 1,27 Mio. | 0,82 Mio.       | 6,0 %       | 18,5 %          | [ 90 ]        |
| 50                 | 16. April 2024     | 1,14 Mio. | 0,69 Mio.       | 5,3 %       | 16,7 %          | [ 91 ]        |
| 51                 | 23. April 2024     | 1,13 Mio. | 0,68 Mio.       | 5,1 %       | 14,7 %          | [ 92 ]        |
| 52                 | 30. April 2024     | 0,88 Mio. | 0,55 Mio.       | 5,0 %       | 17,9 %          | [ 93 ]        |
| 53                 | 7. Mai 2024        | 0,97 Mio. | 0,63 Mio.       | 4,7 %       | 15,8 %          | [ 94 ]        |
| 54                 | 14. Mai 2024       | 0,96 Mio. | 0,61 Mio.       | 4,8 %       | 14,9 %          | [ 95 ]        |
| J & K LIVE         | 15. Mai 2024       | 1,22 Mio. | 0,77 Mio.       | 5,6 %       | 18,4 %          | [ 96 ]        |
| 55                 | 5. November 2024   | 0,90 Mio. | 0,55 Mio.       | 4,2 %       | 12,2 %          | [ 97 ]        |
| 56                 | 12. November 2024  | 0,89 Mio. | 0,55 Mio.       | 4,1 %       | 13,0 %          | [ 98 ]        |
| J & K LIVE         | 13. November 2024  | 1,26 Mio. | 0,86 Mio.       | –           | 17,6 %          | [ 99 ]        |
| 57                 | 26. November 2024  | 0,90 Mio. | 0,56 Mio.       | 4,2 %       | 12,7 %          | [ 100 ]       |
| 58                 | 3. Dezember 2024   | 0,85 Mio. | 0,57 Mio.       | 3,6 %       | 10,8 %          | [ 101 ]       |
| 59                 | 10. Dezember 2024  | 1,07 Mio. | 0,73 Mio.       | 5,0 %       | 17,1 %          | [ 102 ]       |
| J & K LIVE         | 11. Dezember 2024  | 1,14 Mio. | 0,69 Mio.       | 4,7 %       | 14,8 %          | [ 103 ]       |
| 60                 | 1. Januar 2025     | 1,04 Mio. | 0,64 Mio.       | 4,1 %       | 10,4 %          | [ 104 ]       |
| 61                 | 9. April 2025      | 0,93 Mio. | 0,66 Mio.       | 4,4 %       | 15,4 %          | [ 105 ]       |
| 62                 | 16. April 2025     | 0,90 Mio. | 0,62 Mio.       | 4,4 %       | 15,1 %          | [ 106 ]       |

#### 24 Stunden Joko & Klaas am 21. April 2024
Der Tag bestand im Wesentlichen aus Wiederholungen besonders schlechter oder alter ProSieben-Sendungen (vor allem vom Circus-HalliGalli-Ableger Aushalten: nicht lachen), drei Livestrecken sowie der ebenfalls live gesendeten Primetime-Sendung Ein sehr gutes Quiz (mit hoher Gewinnsumme). Weiterer Bestandteil waren eine Runde Uno im Olympiastadion und eine Webcam am Rande des Sossusvlei. Zwischen den Sendungen führte ein computeranimiertes Alpaka durchs Programm.
| Uhrzeit   | Sendung (Name laut EPG/Einblendung) | Zuschauer | Zuschauer       | Marktanteil | Marktanteil     |
| Uhrzeit   | Sendung (Name laut EPG/Einblendung) | Gesamt    | 14 bis 49 Jahre | Gesamt      | 14 bis 49 Jahre |
| --------- | --- | --------- | --------------- | ----------- | --------------- |
| 00:00 Uhr | Feierliche Übernahme des Senders von uns (Joko und Klaas) ca. 1h LIVE Joko und Klaas machen ein Feuerwerk in einer Villa des Senders und gehen durch Berlin. | 0,49 Mio. | 0,26 Mio.       | 5,4 %       | 10,1 %          |
| 01:13 Uhr | Feinste Perlen der Nachtunterhaltung (Alpaka übernimmt!!) 55 Countdown-Momente aus Circus HalliGalli | 0,26 Mio. | 0,18 Mio.       | 6,0 %       | 13,9 %          |
| 02:55 Uhr | Das gescheitertste TV-Experiment aller Zeiten (for real) Ausschnitt aus "Wer schläft, verliert" | 0,19 Mio. | 0,14 Mio.       | 6,1 %       | 14,4 %          |
| 03:00 Uhr | Das gescheitertste TV-Experiment aller Zeiten (for real) Ausschnitt aus "Wer schläft, verliert" | 0,14 Mio. | 0,11 Mio.       | 5,8 %       | 16,9 %          |
| 04:55 Uhr | Das große Rückwärts-Event - TBA Eine Ausgabe "Mein bester Feind" rückwärts abgespielt | 0,02 Mio. | 0,02 Mio.       | 1,0 %       | 4,7 %           |
| 07:55 Uhr | Die Simpsons Die beste Simpsons-Folge nach IMDb (9,3): "Homer hatte einen Feind" | 0,07 Mio. | 0,04 Mio.       | 1,6 %       | 5,0 %           |
| 08:25 Uhr | Die Simpsons Die schlechteste Simpsons-Folge nach IMDb (4,0): "Lisa wird gaga" | 0,14 Mio. | 0,06 Mio.       | 2,5 %       | 5,5 %           |
| 09:00 Uhr | LIVE: Ouvertüre bis Konfitüre - Starten in den Tag mit Joko & Klaas Joko und Klaas joggen durch Berlin. | 0,29 Mio. | 0,17 Mio.       | 4,0 %       | 10,0 %          |
| 09:41 Uhr | ProSieben Giftschrank 90ies Talkshows Ausschnitte aus "Andreas Türck", "Nicole" und "Arabella" | 0,46 Mio. | 0,31 Mio.       | 5,4 %       | 15,0 %          |
| 10:54 Uhr | Frühstücken LIVE mit coolen Ideen (1) Joko und Klaas frühstücken beim Sat.1-Frühstücksfernsehen und bitten Zuschauer, ins Studio zu kommen und ihnen Trödel zu verkaufen. | 0,67 Mio. | 0,53 Mio.       | 6,6 %       | 21,7 %          |
| 12:35 Uhr | Frühstücken LIVE mit coolen Ideen (2) Webcam an einem Wasserloch mit Oryxantilopen in Namibia | 0,58 Mio. | 0,44 Mio.       | 5,1 %       | 17,7 %          |
| 13:20 Uhr | Premium Entertainment / Der "Aushalten nicht lachen" Supercut Vol.1 Joko und Klaas (und ggf. Gäste) versuchen, den/die anderen zum Lachen zu bringen. Wer am häufigsten lacht, verliert. | 0,75 Mio. | 0,59 Mio.       | 6,2 %       | 21,0 %          |
| 14:42 Uhr | Spielenachmittag!!! (für Jung & Alt!) / Uno spielen im Olympiastadion Joko, Klaas, Sido und Jakob Lundt spielen Uno im Berliner Olympiastadion, schaffen durch Sonderregeln aber nur eine Runde, die Sido gewinnt. | 0,85 Mio. | 0,67 Mio.       | 6,7 %       | 24,1 %          |
| 15:51 Uhr | +++ Steven Gätjen Überraschung +++++++ taff-Ausschnitte aus dem Jahr 1999 | 0,62 Mio. | 0,48 Mio.       | 4,7 %       | 16,3 %          |
| 16:41 Uhr | Worst of (mit uns) / Die 7 schlimmsten Momente aus 77 Jahren ProSieben Rankingshow: 7. "Straßenflirts", 6. "Wer schläft, verliert", 5. "Die ProSieben-Märchenstunde", 4. "Die Burg", 3. "Gülcans Traumhochzeit", 2. "Die Promi-Darts-WM" 2018, 1. "Das große ProSieben-Ochsenrennen" | 0,62 Mio. | 0,48 Mio.       | 4,3 %       | 16,3 %          |
| 17:45 Uhr | ProSieben :newstime | 0,67 Mio. | 0,43 Mio.       | 4,3 %       | 15,5 %          |
| 17:54 Uhr | Noch mehr Premium Überraschungen / Der "Aushalten nicht lachen" Supercut Vol.2 | 0,89 Mio. | 0,67 Mio.       | 4,6 %       | 17,2 %          |
| 20:00 Uhr | PRIMETIME: "NEUES SHOWFORMAT" (EVTL., WIRD SUPER) (1) / Ein sehr gutes Quiz (mit hoher Gewinnsumme) Joko und Klaas zeigen einige der Kandidaten in einer langen Schlange und erklären die Spielregeln. | 0,95 Mio. | 0,74 Mio.       | 3,7 %       | 14,2 %          |
| 20:14 Uhr | PRIMETIME: "NEUES SHOWFORMAT" (EVTL., WIRD SUPER) (2) / Ein sehr gutes Quiz (mit hoher Gewinnsumme) Drei Kandidaten kommen an drei Pulte. Joko und Klaas stellen insgesamt 25 Fragen, wobei die Fragen in einem 5er-Block immer schwieriger werden (die 6. Frage gehört also zur gleichen Stufe wie die 1. – leicht). Wer buzzert, muss die Frage innerhalb von 5 Sekunden beantworten: Ist die Antwort richtig, kommen alle drei weiter. Ist die Antwort falsch, scheidet er aus und die anderen zwei kommen weiter. Buzzert niemand innerhalb von 90 Sekunden, scheiden alle drei aus. Ausgeschiedene Spieler werden durch neue aus einer Schlange ersetzt. Wer die 25. Frage als schnellster richtig beantwortet, erhält 100.000 Euro. Zur 11. Frage wurden Glückspiele wie Schere, Stein, Papier verboten. | 1,70 Mio. | 1,24 Mio.       | 6,5 %       | 20,8 %          |
| 22:38 Uhr | ????? (Was das Budget noch hergibt) / Der "Aushalten nicht lachen" Supercut Vol.3 | 0,84 Mio. | 0,65 Mio.       | 6,1 %       | 20,5 %          |

### Auszeichnungen
Deutscher Fernsehpreis
- 2020: Nominierung in der Kategorie „Beste Unterhaltung Show“ für Joko & Klaas gegen ProSieben und Joko & Klaas LIVE

Format Awards (C21Media)
- 2020: „Best Brand Driven Format“ (Das beste mit einer Marke verknüpfte Format)[113][114]
- 2020: „Best Studio-Based Format“ (Das beste in einem Studio produzierte Format)[114]

Grimme-Preis
- 2020: Auszeichnung in der Kategorie „Unterhaltung“ für Joko & Klaas LIVE (Staffel 1)[115]
- 2021: Auszeichnung in der Kategorie „Unterhaltung“ für Männerwelten[116]

Nannen Preis
- 2021: Sonderpreis an Florida TV, Joko Winterscheidt und Klaas Heufer-Umlauf sowie Sophie Passmann für Männerwelten und A Short Story Of Moria[117]

Preis für Popkultur
- 2019: Auszeichnung in der Kategorie „Spannendste Idee/Kampagne“ für Joko & Klaas LIVE[118]

Quotenmeter-Fernsehpreis
- 2019: „Ehrenpreis“ für Joko und Klaas für Joko & Klaas LIVE (Ausgabe vom 29. Mai 2019)
- 2019: Nominierung in der Kategorie „Beste Show mit einer Laufzeit von über einer Stunde“
- 2019: Nominierung in der Kategorie „Beste Titelmusik“
- 2019: Nominierung in der Kategorie „Bestes Main-Title/On-Air-Design“
- 2020: Auszeichnung für Steven Gätjen in der Kategorie „Bester Moderator“

## Trivia

### Internationale Vermarktung
Das Show-Format wird international durch Red Arrow Studios International unter dem Namen Beat the Channel vermarktet. Bisher wurde das Format nach Spanien, Frankreich, Portugal, Belgien, Niederlande, Israel und in den Mittleren Osten verkauft.

### Parodie in der Carolin Kebekus Show
In der Carolin Kebekus Show vom 25. Juni 2020 im Ersten wurde Joko & Klaas gegen ProSieben satirisch von Kai Pflaume, Jeannine Michaelsen und Carolin Kebekus parodiert. Dort traten Caro & Kai gegen Das Erste an, um 15 Sekunden Sendezeit im ARD-Morgenmagazin zu erspielen.